# Großer Garten (Hannover)
Il Großer Garten (in italiano: gran giardino) di Hannover, era il principale dei Giardini reali di Herrenhausen che costituiscono il parco del castello di Herrenhausen, in Germania.

## Storia

### Il progetto iniziale del giardino

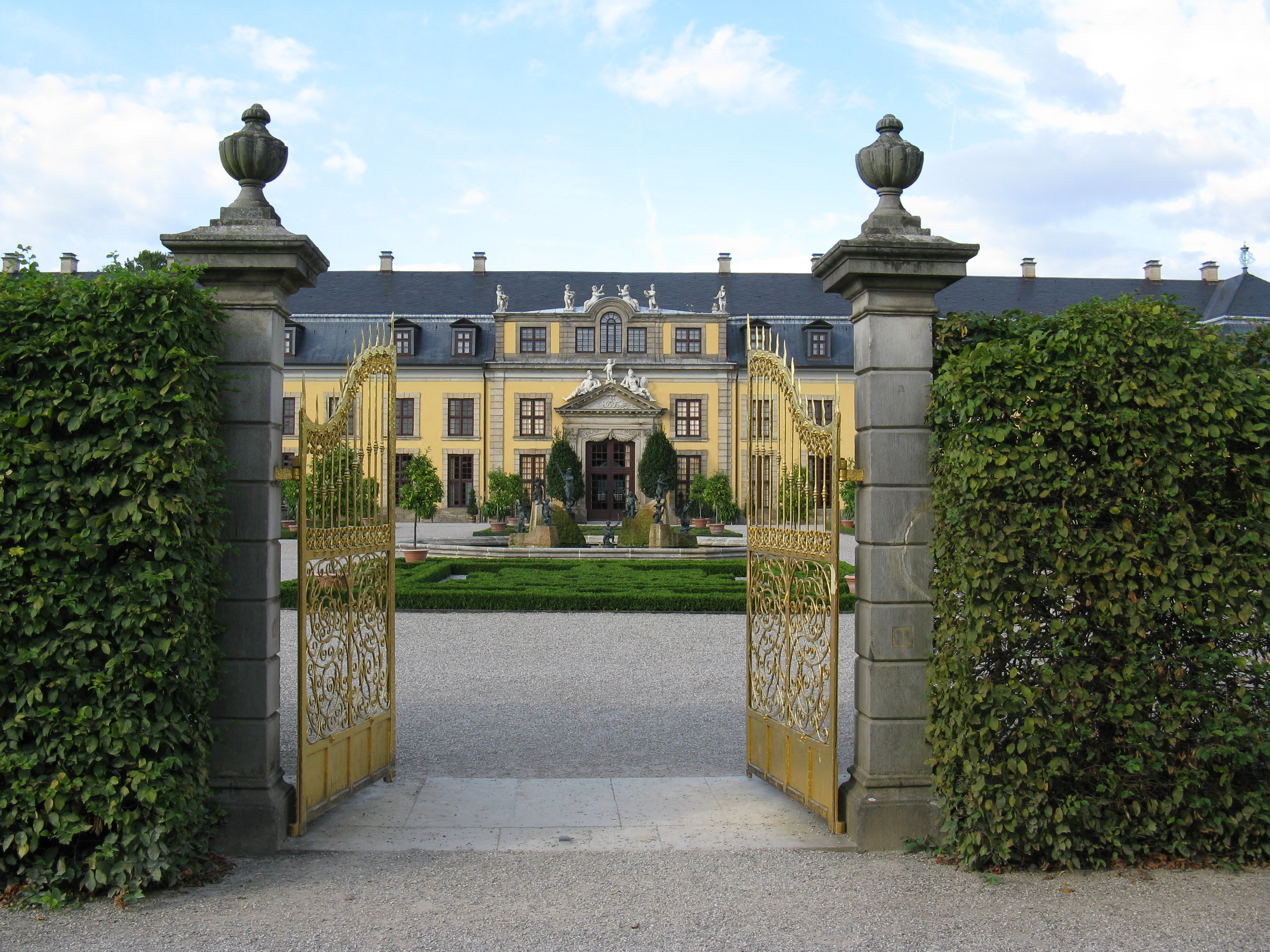
La "Porta d'Oro" e la galleria

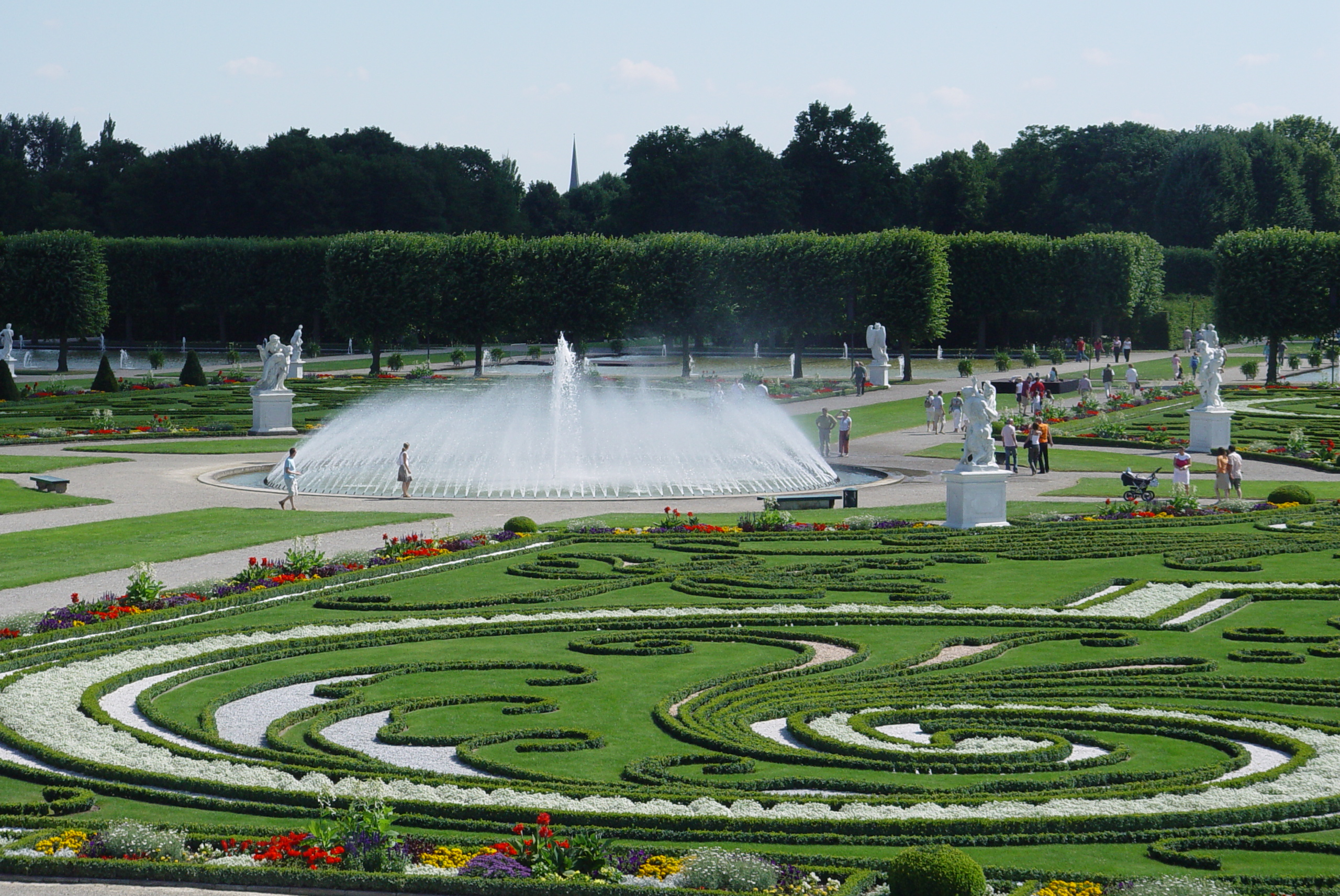
La fontana "a campana" e un'aiuola in broderie in primo piano

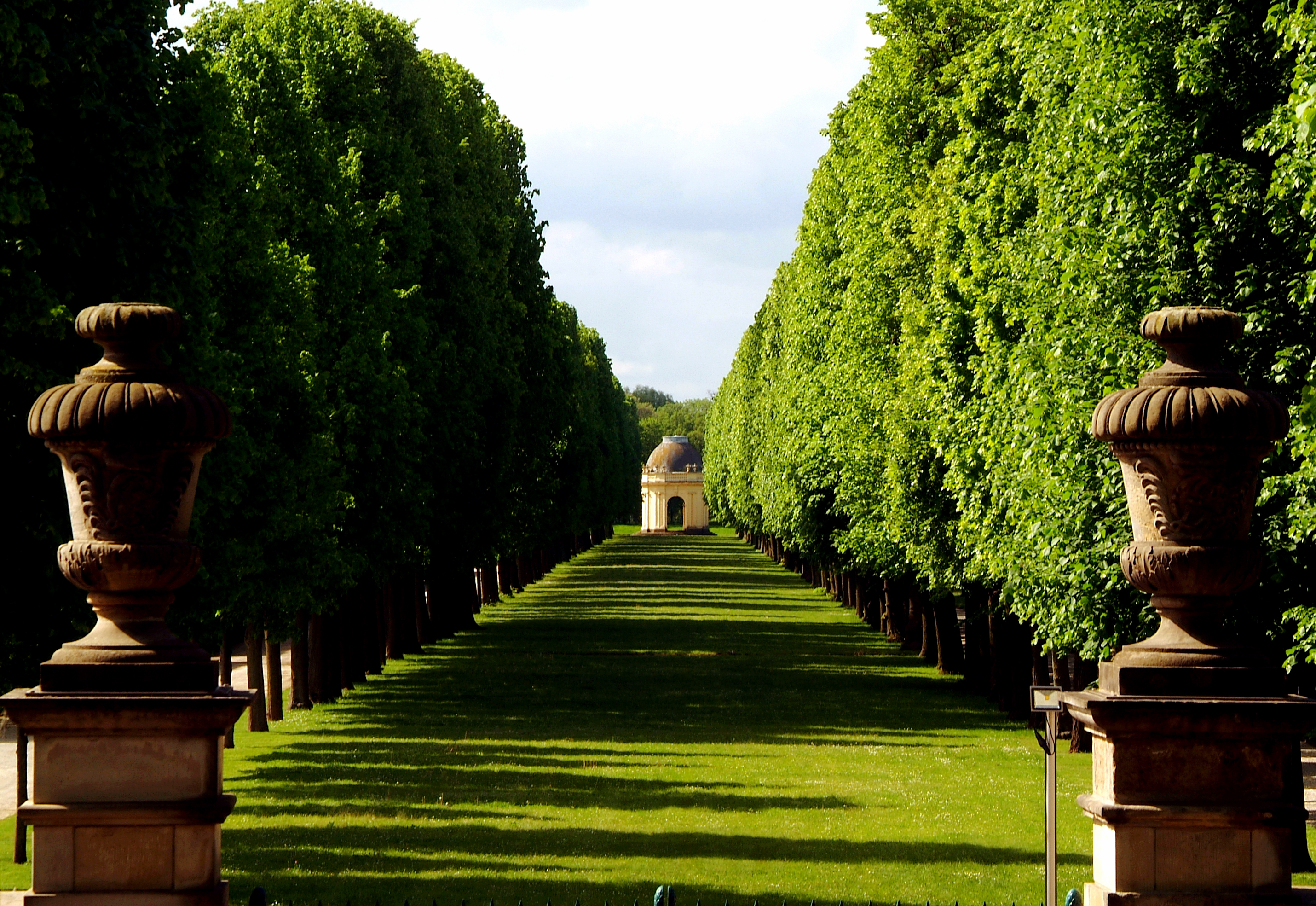
Viale all'interno del giardino

Nel 1638 il duca Giorgio di Brunswick-Lüneburg disponeva sul sito ove poi sarebbe sorto il grande parco di Herrenhausen un'area coltivata ad orto presso il villaggio di Höringehusen. Quando il figlio di Giorgio, Giovanni Federico, salì al potere nel 1665, ribattezzò il villaggio con il nome di Herrenhausen e vi fece costruire un proprio castello per trascorrere il periodo estivo in campagna, una struttura precedente all'attuale palazzo. Per abbinare un giardino che ne fosse degno alla nuova struttura, incaricò il suo giardiniere di corte Michael Grosse di creare un giardino fiorito che sfiorava le dimensioni pressappoco dell'attuale Grande Parterre del parco.
A partire dal 1674, i progetti per il giardino vennero portati a compimento con la partecipazione dell'architetto italiano Girolamo Sartorio. Nel 1675 fu assunto il maestro fontaniere Marinus Cadart (Cattare) il quale progettò una grotta e una grande cascata. Inoltre venne probabilmente impiegata la consulenza di Henry Perronet († 1690). L'esecuzione dei lavori venne affidata a Anton Heinrich Bauer, nominato giardiniere di corte nel 1675, coadiuvato dall'italiano Pietro Meccage. Nel 1676, dunque, iniziarono i lavori al giardino, il cui aspetto è solo vagamente ricostruibile per mancanza di fonti; è probabile ad ogni modo che i giardini disponessero di una vasta gamma di elementi di disegno di origine rinascimentale e del primo barocco, sviluppati su 14 ettari di terreno. Quando Giovanni Federico morì nel 1679, il giardino non era ancora terminato.

### L'espansione e il periodo di massimo splendore (1680–1755)
L'espansione del Grosser Garten di Herrenhausen è strettamente collegata all'ascesa della linea dei Guelfi di Hannover. La creazione e la manutenzione di grandi giardini avevano un'alta priorità nel sistema di rappresentanza principesca. Tre reggenti plasmarono in questo periodo il Grosser Garten tra il 1680 e il 1755: Ernesto Augusto (1679–1698), che fu nominato elettore di Braunswick-Lüneburg nel 1692, suo figlio Giorgio Luigi, che fu incoronato re d'Inghilterra col nome di Giorgio I nel 1714 e Giorgio II, nato proprio al castello di Herrenhausen nel 1683. Fino alla sua ultima visita nel 1755, questi fece del complesso la sua residenza estiva e luogo di feste e riunioni diplomatiche.

#### L'espansione di Ernesto Augusto e di Sofia del Palatinato
Dopo il 1680, Ernesto Augusto continuò il progetto iniziato da suo fratello per la realizzazione dei giardini della palazzina che qui sorgeva. Come quello di Giovanni Federico, il suo gusto era stato modellato in gran parte sul modello della cultura italiana dell'epoca. Da diverse visite in Italia, entrambi avevano riportato esperienze impressionanti nell'ambito di parchi e giardini, in particolare nel Veneto. Inoltre, Ernesto Augusto e sua moglie Sofia del Palatinato si erano portati in un tour delle ville romane nel 1664. Ernesto Augusto, che era in procinto ormai di ricevere la carica di principe elettore del Sacro Romano Impero, doveva per tale carica disporre anche di uno splendido palazzo e di un altrettanto splendido giardino per le sue ambizioni politiche, per riflettere la sua potenza sociale ed economica e quindi il suo ruolo nella gestione degli affari della politica dell'impero. Nel 1683, Ernesto Augusto e Sofia assunsero per Herrenhausen il giardiniere francese Martin Charbonnier, che aveva già allestito per loro il parco del castello di Osnabrück. Questi completò la parte settentrionale del giardino, conferendo così alla residenza un primo aspetto regale.
Ernesto Augusto, in questa sua opera di costruzione, si pose in diretta competizione coi suoi cugini, i duchi di Brunswick, che pure stavano realizzando uno splendido palazzo a Wolfenbüttel, i quali pure aspiravano al titolo elettorale. Dopo il 1687, il duca Antonio Ulrico di Brunswick-Wolfenbüttel iniziò a costruire la propria residenza estiva di castello di Salzdahlum in una competizione di splendore e ricchezza col duca Ernesto Augusto. Per questo motivo, Ernesto Augusto decise di riprogettare ed espandere ulteriormente il Grosser Garten di Herrenhausen sempre attingendo dai principali giardini europei e complice, nel medesimo periodo, la costruzione della reggia di Versailles. La duchessa Sofia si coinvolse direttamente nella progettazione dei giardini, la quale nel 1679 si portò nei Paesi Bassi, tornando nei luoghi dove aveva vissuto in esilio la sua giovinezza con la sua famiglia, ma dove pure esistevano splendidi giardini barocchi alla francese. All'inizio di questa nuova fase di espansione tra il 1689 ed il 1696 si iniziò a raddoppiare le dimensioni del giardino.

##### Le fontane
Nell'agosto del 1689, Ernesto Augusto licenziò il suo maestro fontaniere Cadart che per tredici anni aveva lavorato al progetto di numerosi giochi d'acqua nel parco. Nonostante i numerosi tentativi, infatti, egli fallì nel compito essenziale di fornire acqua costante al parco e a un livello di pressione sufficiente da azionare gli alti getti delle fontane locali. Nel 1686, proprio Cadart si era portato a Brema per osservare i progetti dell'architetto di corte Westermann.
Al posto di Cadart, Ernesto Augusto chiamò a corte l'architetto impiegato al castello di Celle, Johann Friedrich de Münter, figlio di Benedictus de Münter, il quale dal 1690 iniziò a lavorare ad un nuovo sistema di giochi d'acqua. Come prima cosa, egli fece rinnovare i serbatoi d'acqua disposti da Cadart a nord-ovest del castello. Dopo una malattia, ad ogni modo, De Münter morì nell'agosto del 1693 e venne sostituito dal parigino Pierre Dénis che prese servizio stabilmente ad Herrenhausen nel 1694. Questi si limitò a continuare i progetti già avviati. Nella primavera del 1696, venne chiamato ad affiancarlo nel lavoro Gottfried Wilhelm Leibniz, progettista di fontane. Quest'ultimo in particolare riuscì finalmente a risolvere il problema della pressione dell'acqua attraverso un complesso sistema di pompe idrauliche che avrebbero consentito di far funzionare i giochi d'acqua di tutto il nuovo giardino in costruzione.
Durante il suo regno, Ernesto Augusto dedicò circa 65.000 Reichstaler alla progettazione architettonica del palazzo, del giardino e degli edifici di corte ad esso vicine. 16.000 Reichstaler vennero dedicati interamente all'ampliamento del giardino, oltre a 46.000 Reichstaler investiti per la costruzione e progettazione dei sistemi di canalizzazione per le fontane e per i giochi d'acqua stessi.

#### Continuazione dei lavori sotto l'elettore Giorgio Luigi
Con la morte di Ernesto Augusto, l'elettrice Sofia ricevette nel 1698 il castello di Herrenhausen come sua residenza vedovile, compreso un importo annuo fisso per la manutenzione del giardino e dei giochi d'acqua del palazzo. Poiché i mezzi finanziari erano insufficienti per continuare il lavoro iniziato, ella decise di consegnare il giardino a suo figlio, l'elettore Giorgio Luigi, pur continuando a risiedere a Herrenhausen. Giorgio Luigi continuò i lavori intrapresi sino ad includere la metà meridionale del giardino con la costruzione dei due padiglioni rotondi progettati da Louis Remy de la Fosse. Intorno al 1708, dopo che Giorgio Luigi divenne principe ereditario candidato al trono inglese con l'Act of Settlement del 1701 ed ebbe ereditato il principato di Lüneburg da suo zio, riprese ancora con maggior vigore i lavori al Grosser Garten. Il giardino occupava ora una superficie di 36 ettari e, comprendendo anche i prati esterni, giungeva a un totale di 50 ettari di terreno (quasi l'area del centro storico di Hannover, dove vivevano circa 7000 persone e dove si trovavano 1000 case). La parte del progetto del giardino che rimase particolarmente a cuore di Giorgio Luigi fu la realizzazione della Grande Fontana, i cui lavori iniziarono nel 1700 e terminarono vent'anni più tardi.
Nella zona intorno al Grosser Garten, Giorgio Luigi fece realizzare altri giardini minori oltre a edifici di utilità come ad esempio un caseificio (1706) e un'orangerie (completata nel 1723). Al progetto, tra il 1726 ed il 1727, collaborò il giardiniere Ernst August Charbonnier, succeduto al padre Martin Charbonnier dopo morte di questi.

#### Dalla metà del XVIII secolo al XIX secolo

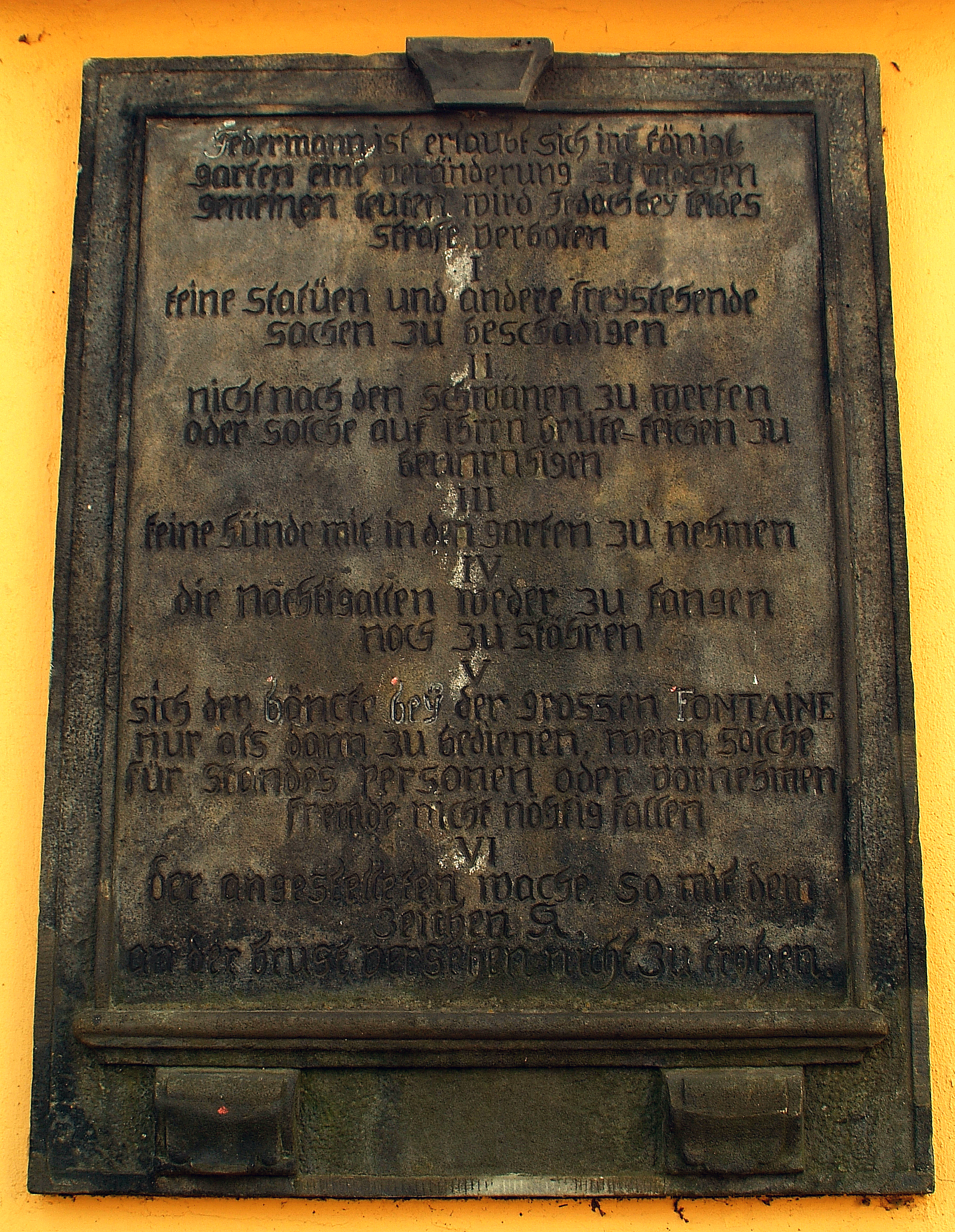
Regolamento del parco scolpito su una lapide in pietra, 1777

Giorgio III e Giorgio IV risiedettero stabilmente come sovrani d'Inghilterra a Londra, da dove dirigevano anche l'elettorato di Hannover. Durante la seconda metà del XVIII secolo, l'interesse della casa regnante per il castello di Herrenhausen e il suo giardino svanì progressivamente, diminuendo quindi gli investimenti e le modifiche messe a progetto. Proprio per questo motivo, ad ogni modo, il Grosser Garten non venne trasformato in un giardino all'inglese, mantenendo la sua peculiarità barocca.
Dopo la Guerra dei Sette anni (1756–1763) il Grosser Garten venne aperto al pubblico, ma per l'occasione venne apposto all'ingresso un singolare regolamento per l'utilizzo del parco su tavole di pietra che ancora oggi sono conservate. Il Grosser Garten divenne quindi una delle attrazioni più popolari della città di Hannover, un luogo di socializzazione e di passeggio, di svago e di piacere per gli abitanti di ogni ceto sociale.
Dopo che l'elettorato di Hannover fu elevato al rango di regno (1814) e dopo la fine dell'unione personale con la Gran Bretagna (1837), il ramo dei Guelfi che rimase a governare lo stato preferì abitare al castello di Monbrillant, più vicino alla città. Dal 1819 al 1821 l'architetto di corte Georg Ludwig Friedrich Laves, ristrutturò il palazzo di Herrenhausen e due anni dopo pose mano all'orangerie. Dopo che il re Ernesto Augusto ebbe ad ogni modo trasferito la propria residenza ad Hannover, l'atteggiamento verso il Grosser Garten cambiò radicalmente ed il palazzo coi suoi giardini iniziò sempre più ad essere visto come un grande monumento celebrativo alla casata reale dei Guelfi. Dal 1857, Giorgio V di Hannover utilizzò Herrenhausen come residenza estiva e come sua residenza primaria nel periodo di costruzione del Welfenschloss (1862–1866).
Dopo l'annessione del Regno di Hannover alla Prussia nel 1866, il Grosser Garten passò sotto l'amministrazione prussiana. La manutenzione del giardino venne finanziata coi beni confiscati alla casata reale dei Guelfi, i cosiddetti Welfenfonds.

#### Dal XX secolo ad oggi

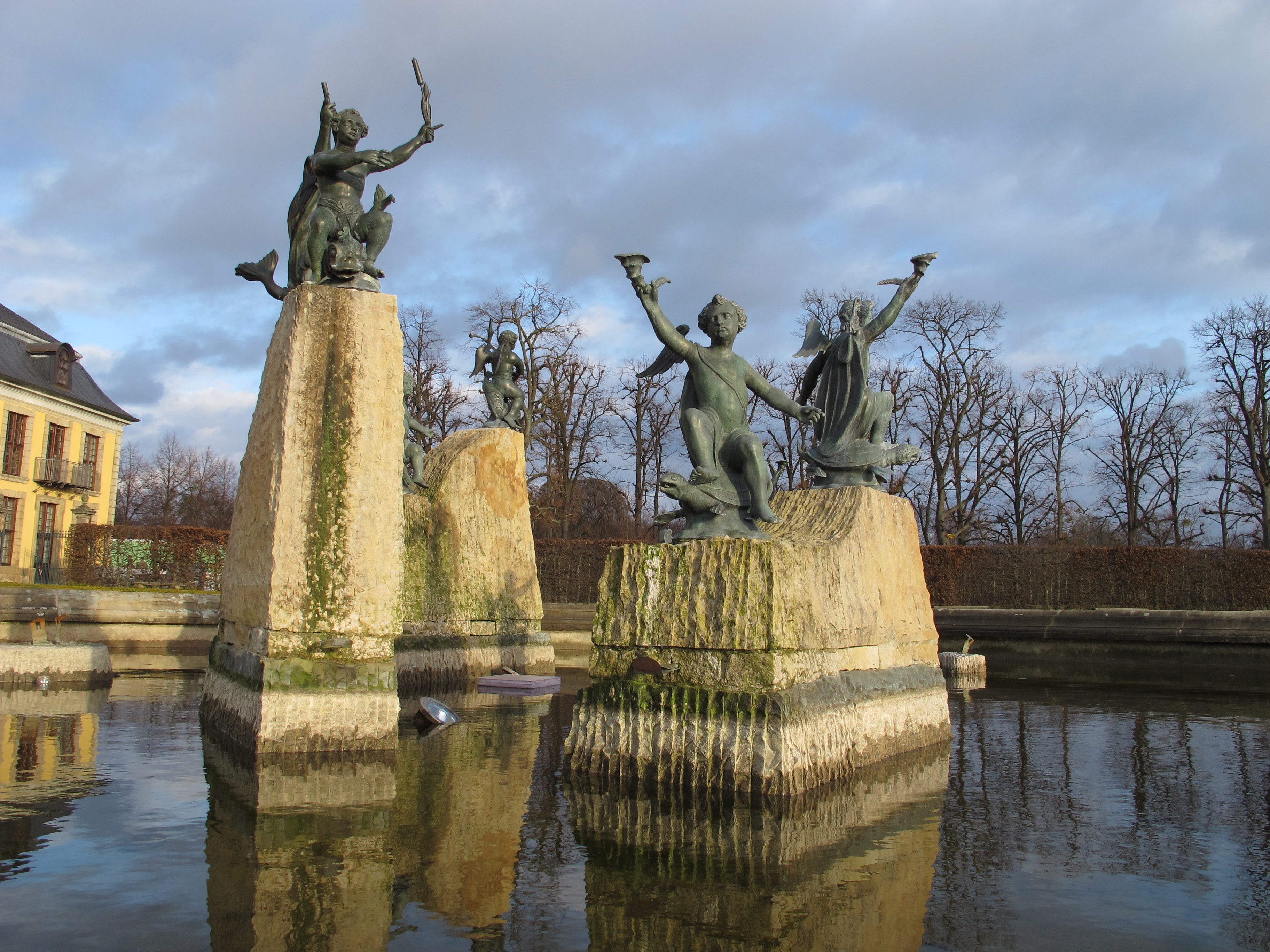
La fontana di Nettuno (2008) nel parterre dell'orangerie del parco

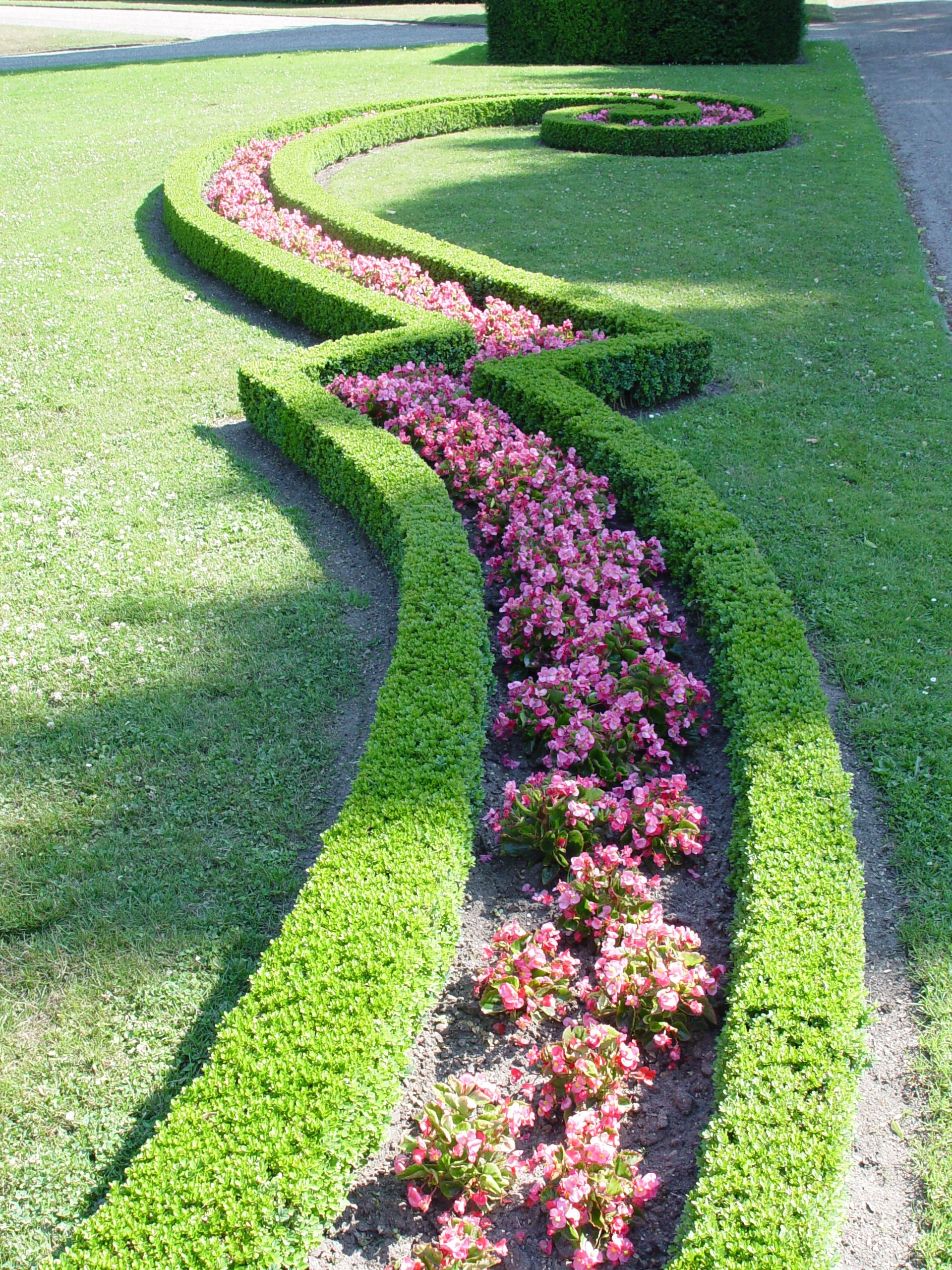
Dettaglio di una decorazione a broderie

Dopo la fine della prima guerra mondiale, i Welfenfonds stavano ormai esaurendosi anche a causa della pesante inflazione della Germania e quindi non vi furono più fondi sufficienti a mantenere adeguatamente il grande giardino. Quando la casata di Braunswick-Lüneburg riottenne le sue proprietà nel 1934, il giardino appariva ormai trascurato e l'anno dopo venne chiuso. Nel 1936 la città di Hannover acquistò il Grosser Garten, mentre il castello, l'orangerie, la galleria e il giardino immediatamente adiacente al castello rimasero in possesso della famiglia dei Guelfi. Secondo il principio del restauro integrativo all'epoca diffuso, il giardino venne completamente ridisegnato in forme barocche grazie alla collaborazione dello storico dell'arte Udo von Alvenslebendal, grazie ad un progetto del direttore dei giardini cittadini Hermann Wernicke e con l'influenza del sindaco Arthur Menge. L'architetto di giardini Wilhelm Siepen progettò alcune aree del parco. Per la manutenzione del parco, la città impiegò principalmente disoccupati.
Una delle innovazioni principali che andò a mutare la scenografia del giardino fu l'uso dell'illuminazione elettrica che venne utilizzata per evidenziare sculture, muri di siepi e giochi d'acqua. Vennero altresì rinnovati ed ampliati gli impianti delle fontane. Il 13 giugno 1937 si svolse la cerimonia di apertura del giardino rinnovato, inteso come area verde ricreativa per la città.
Dopo l'inizio della seconda guerra mondiale, la manutenzione dei giardini venne gradualmente limitata. Negli ultimi anni del conflitto e nei primi anni del dopoguerra, le aiuole del giardino vennero utilizzate per coltivare ortaggi per la popolazione locale. Il giardino non venne più aperto al pubblico. Nel 1943 il castello fu completamente distrutto durante un bombardamento aereo su Hannover e del complesso del giardino si salvarono solo la grotta, la grande cascata e la gradinata esterna del palazzo. L'edificio della galleria subì solo lievi danni. Gran parte del giardino, ad ogni modo, risultava solcato dai crateri delle bombe cadute e si rese necessaria una ricostruzione. Per smuovere l'animo dei donatori, dal 26 agosto 1945 il giardino venne nuovamente riaperto al pubblico, ma i restauri dovettero necessariamente procedere in maniera semplificata per la mancanza di fondi almeno fino agli anni '50. Parallelamente si iniziò a pensare a una possibile ristrutturazione dei giardini in stile barocco.
Negli anni '50, il Grosser Garten tornò ad essere un luogo di eventi. Tra il 1943 e il 1950 l'edificio della galleria era già servito come palcoscenico sostitutivo per il teatro dell'opera cittadino andato distrutto. Nell'estate del 1952 si tenne a Herrenhausen il primo Festival della Musica locale.
I preparativi per il trecentenario della fondazione del Grosser Garten nel 1959, si posero l'obiettivo di riportare il giardino alle sue forme del 1937. Il 1º gennaio 1962, le rovine del castello, la galleria, l'orangerie e le aree adiacenti al giardino vennero acquisite dalla città di Hannover. I giardini vennero completati nei loro restauri nel 1966. Divenne chiaro ad ogni modo che la città di Hannover da sola non disponeva dei mezzi necessari per il restauro e la cura del parco e contemporaneamente per il restauro degli affreschi della galleria presente nel giardino, delle statue e delle altre strutture presenti nel parco. Venne aperta una sottoscrizione pubblica nel 1975 ed in quello stesso anno venne costituita l'Associazione amici dei giardini di Herrenhausen.

## Struttura

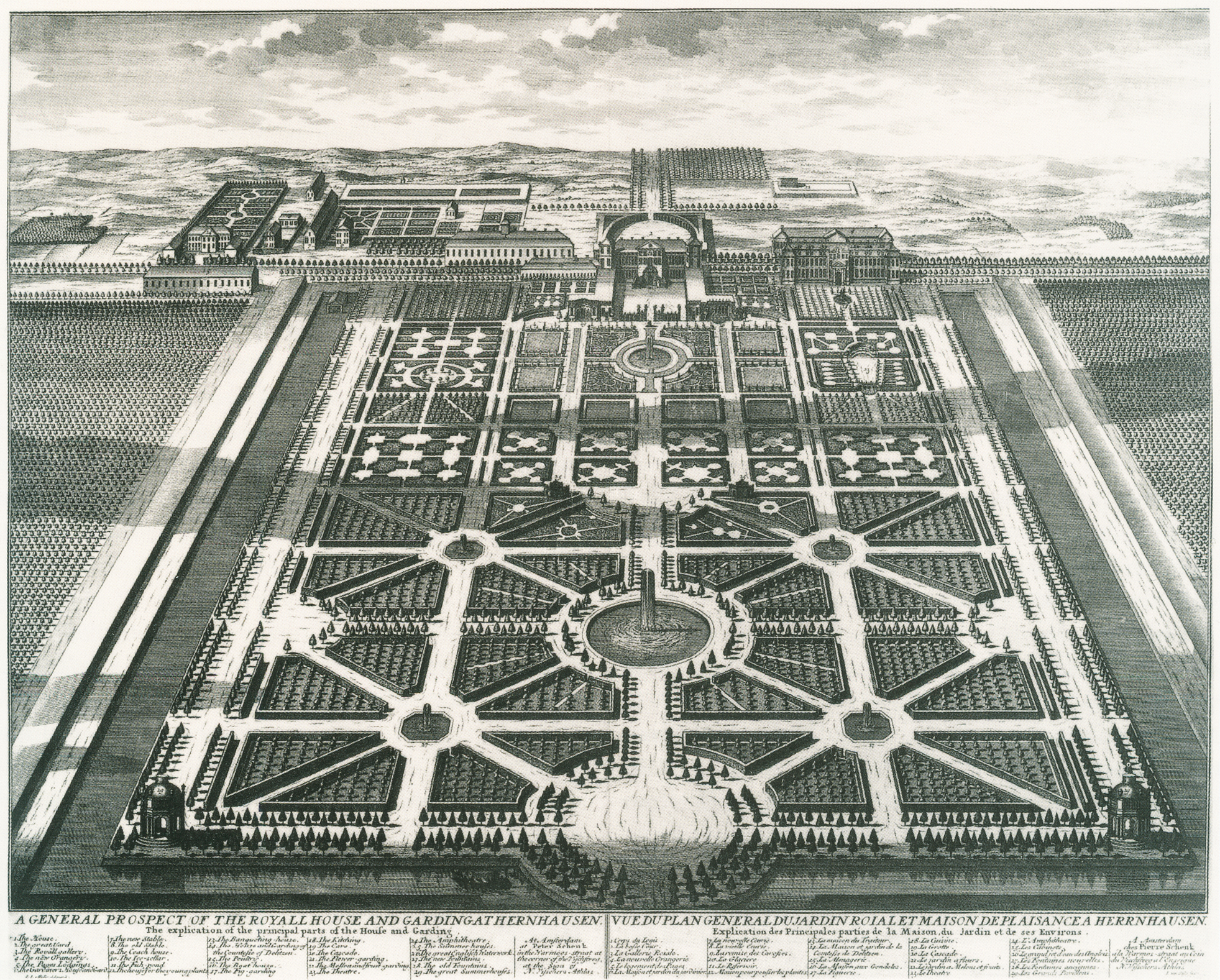
Prospetto del Grosser Garten visto da sud, 1725 circa

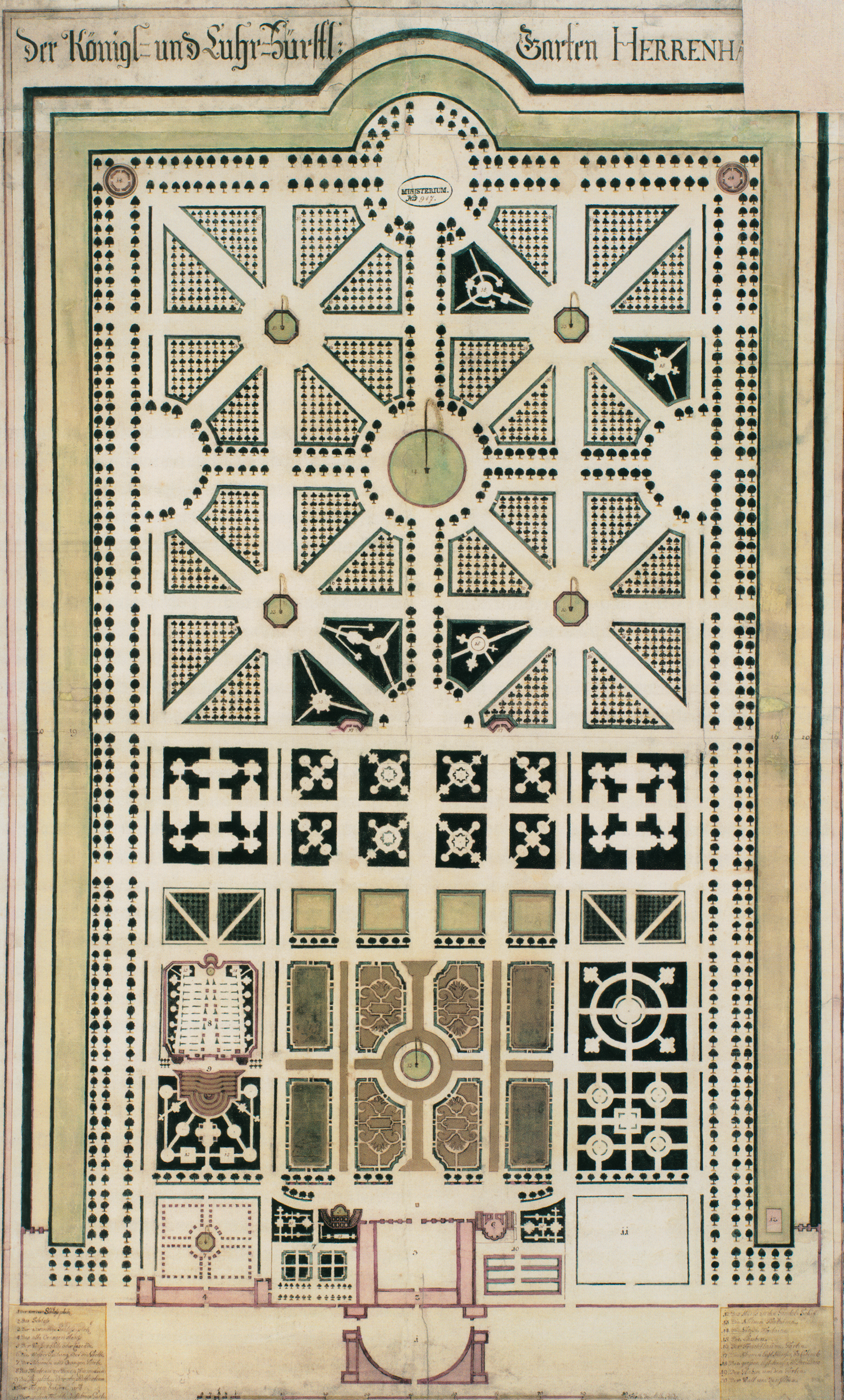
Pianta del giardino, 1725 circa

L'area del Grosser Garten è larga nel complesso 450 metri e lunga 800 metri; è composta da due metà di forma quadrata. La loro rispettiva struttura risale alle diverse fasi di sviluppo del giardino: la metà settentrionale è quella più antica, sviluppata a partire dal 1666, mentre la metà meridionale è la parte più nuova del giardino creata dopo il 1696. Il palazzo di Herrenhausen, insieme all'edificio della galleria e all'orangerie ad est, costituiscono il confine settentrionale del giardino. Il giardino ha una forma di un rettangolo.
La parte di giardino davanti al luogo ove sorgeva il palazzo è occupata da un'area di quasi 32.000 mq di parterre, il tutto circondato da una serie di ambienti racchiusi da siepi di carpino a pianta quadrata. A ovest del parterre si trova il labirinto, la terrazza panoramica ed altri ambienti del giardino. La grande fontana forma il centro della parte meridionale del parco.

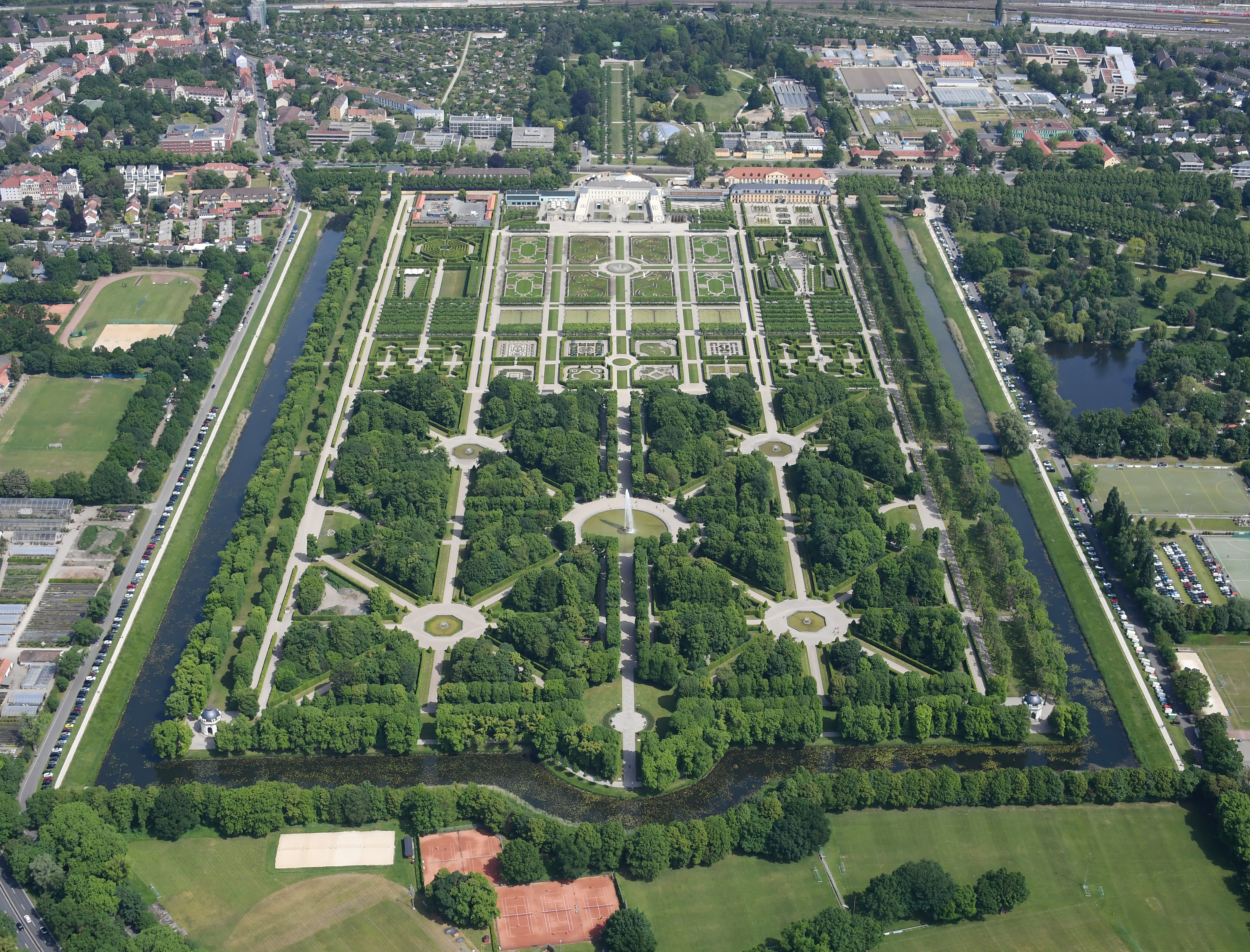
Vista aerea del Großer Garten

Il punto di riferimento e punto di partenza per la progettazione del giardino era il palazzo di Herrenhausen. Il centro del castello definiva l'asse prospettico evolutosi nel tempo per i giardini. L'asse longitudinale dominante ha inizio addirittura al cancello del cortile principale di quello che era il castello, attraversava il cortile d'onore, il portale del palazzo, la grande sala al piano terreno e proseguiva poi per un viale centrale unico, terminando al confine meridionale del giardino. Ad esso si intersecano percorsi laterali per dividere il Grosser Garten nelle sue varie aree progettuali. Siepi e viali delimitano gli spazi verdi del giardino sulla base di questa planimetria architettonica. Questa struttura di base rimase pressoché invariata dal completamento del giardino nel 1708 fino ad oggi. Il progetto del giardino ha subito vari cambiamenti durante i suoi trecento anni di esistenza, come parte della storia del complesso stesso.

### Ilgran parterre

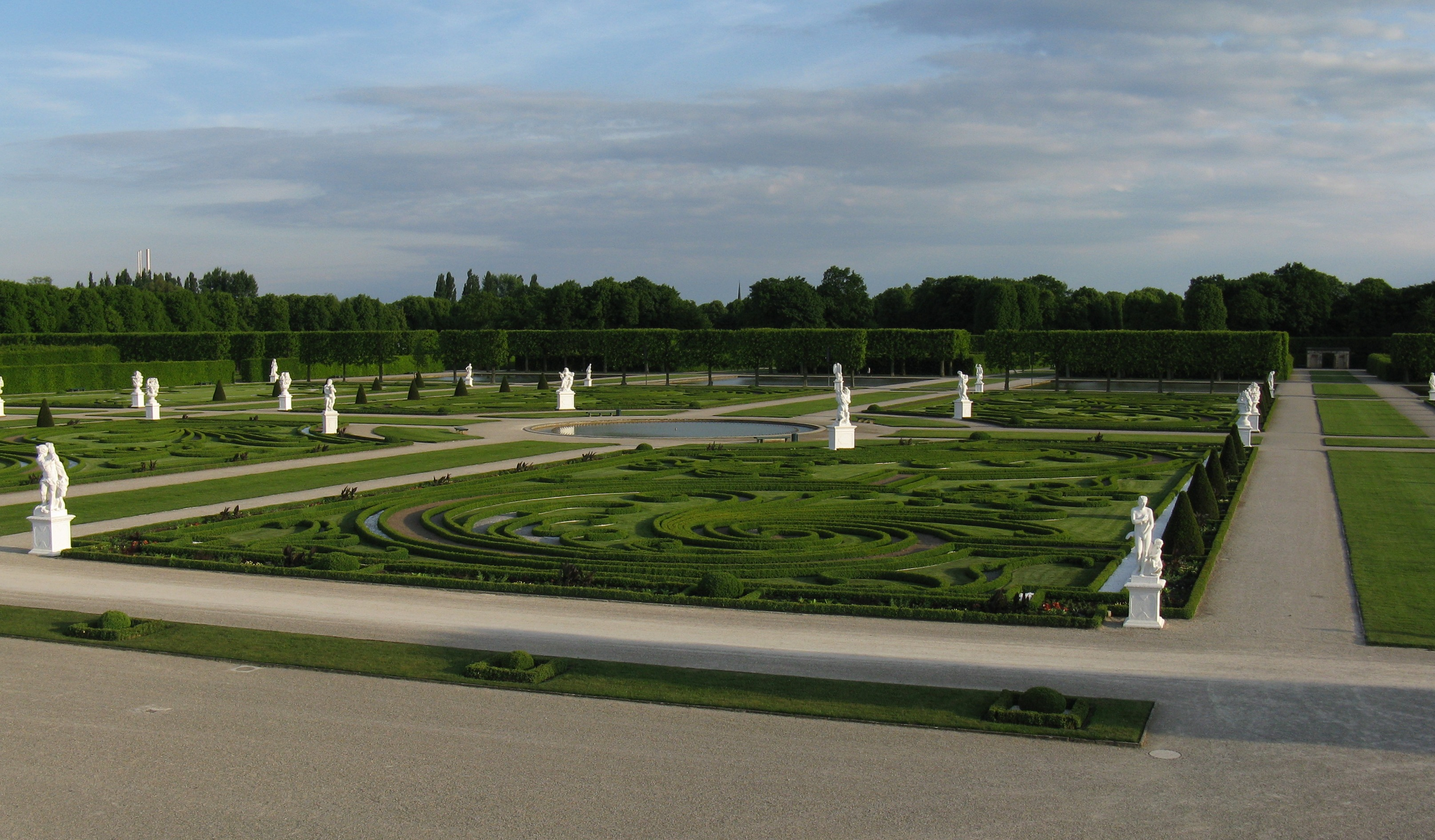
Il gran parterre

Il grande parterre che domina la metà settentrionale del giardino, è largo 200 metri e lungo 160 metri. Esso è suddiviso al proprio interno in otto segmenti longitudinali, divisi tra loro da sentieri e tappeti erbosi. Il centro del parterre è composto da una fontana a campana con 164 getti d'acqua illuminati di notte. L'attuale progetto del parterre risale alla ristrutturazione del giardino operata nel 1936-1937. L'attenzione degli architetti del verde dell'epoca, ad ogni modo, non si concentrò su una fedele ricostruzione dei sentieri e delle aiuole del Settecento, ma su una rilettura semplicistica del progetto, adattata ai gusti degli anni Trenta. Wilhelm Siepen impiegò in particolare i motivi a broderie solo in quelli centrali, utilizzando altri spunti decorativi più semplici per quelli laterali. Ogni scomparto è delimitato da siepi di tasso o di bosso coniche e viene riempito con decorazioni floreali stagionali ogni anno.
Il concetto di base del parterre di Martin Charbonnier del 1700 è ancora oggi riconoscibile. Esso risultava particolarmente fruibile da una posizione elevata come la visione dalla scalinata esterna del castello, da cui ancora oggi si può godere una delle migliori visioni d'insieme del complesso del giardino. L'idea di Charbonnier, ad ogni modo, contraddiceva per ragioni di spazio la teoria del giardino alla francese che puntava sulla longitudine dei parterres per accentuare l'idea di profondità della prospettiva del giardino; per mantenere comunque un effetto gradevole, egli rimpicciolì le parti laterali così che il parterre si avvicinasse visivamente nell'area centrale.

### Le sculture e la meridiana
Il giardino venne arricchito da una serie di statue e sculture tra il 1702 ed il 1710. 32 sculture in arenaria di vari scultori decorano ancora oggi il complesso del parco, dipinte in marmo per suggerire l'idea del marmo. L'ispirazione per la presenza di queste sculture pervenne direttamente da Versailles. Proprio li, infatti, nel 1679, l'elettrice Sofia aveva visto il gruppo di sculture disegnate da Charles Le Brun nel 1674, la cosiddetta "Grande Commande", per il Parterre d'Eau. Anche a Herrenhausen le sculture non vennero utilizzate solo come decorazione, ma anche come rappresentazione allegorica del cosmo, come simboli dell'ordine mondiale e del potere. I quattro elementi sono rappresentati più volte in diverse varianti, ad esempio tramite figure mitologiche, ma anche con l'uso di sculture di vasi e oggetti inanimati che rappresentano le quattro stagioni. Altre divinità e allegorie alludono alle virtù e ai privilegi del principe. Di fronte al castello, sul lato nord del parterre, si trovano due statue di Ercole poste a fiancheggiare il percorso principale, il quale era la personificazione dell'elettore stesso che svolgeva così il compito di protettore anche del parco. La statua con la personificazione dell'Europa nella parte nord-est del giardino fornisce un collegamento diretto con l'elettore Giorgio Luigi. Ai suoi piedi, infatti, si trova la corona elettorale e l'aquila imperiale a due teste posta sullo scudo che imbraccia si riferisce non solo al Sacro Romano Impero, ma anche all'ufficio di Giorgio Luigi come Tesoriere Imperiale.
Nel 1712 fu installata una meridiana a colonna nel punto di passaggio tra il giardino del palazzo e il parterre. Re Giorgio I la fece sostituire tra il 1722 e il 1727 da una realizzazione in ottone ancora oggi esistente sul modello di quella realizzata a Londra dall'orologiaio britannico Jonathan Sisson.

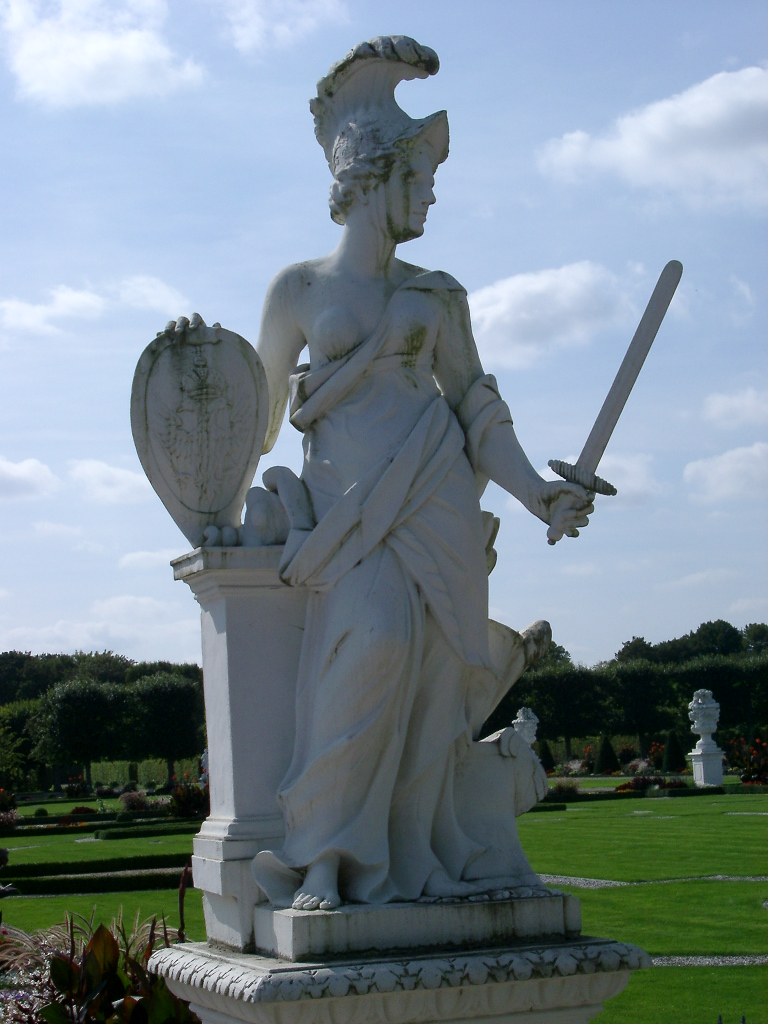
Personificazione dell'Europa
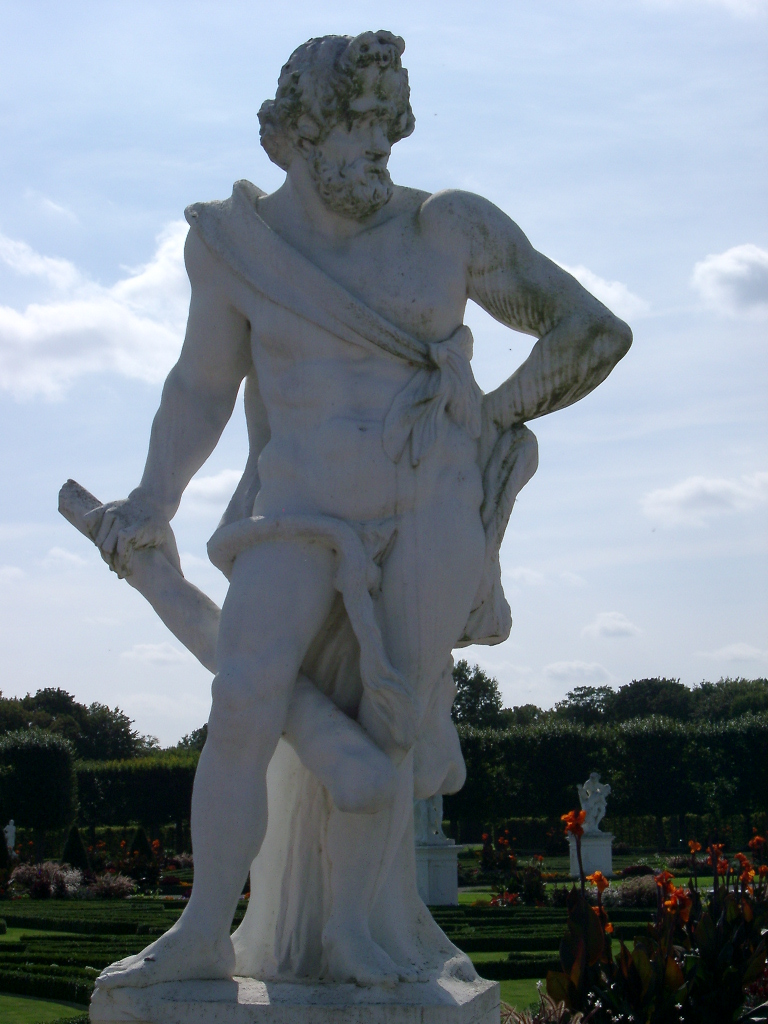
Ercole con la pelle del leone
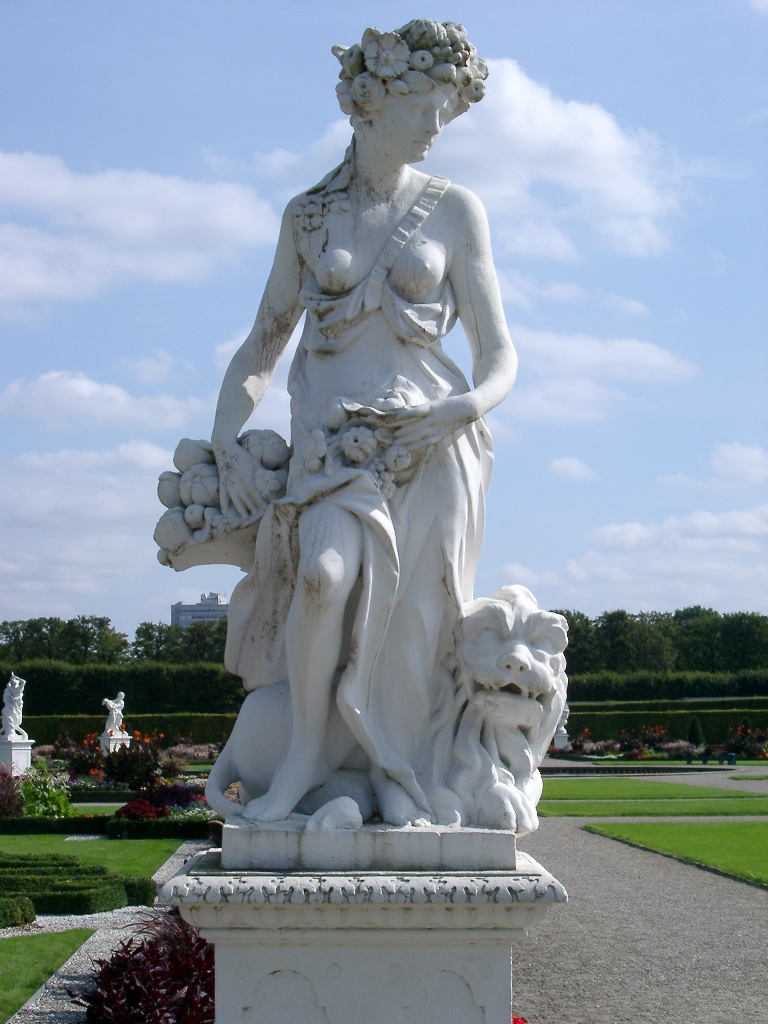
Cibele come simbolo dell'elemento della terra fertile
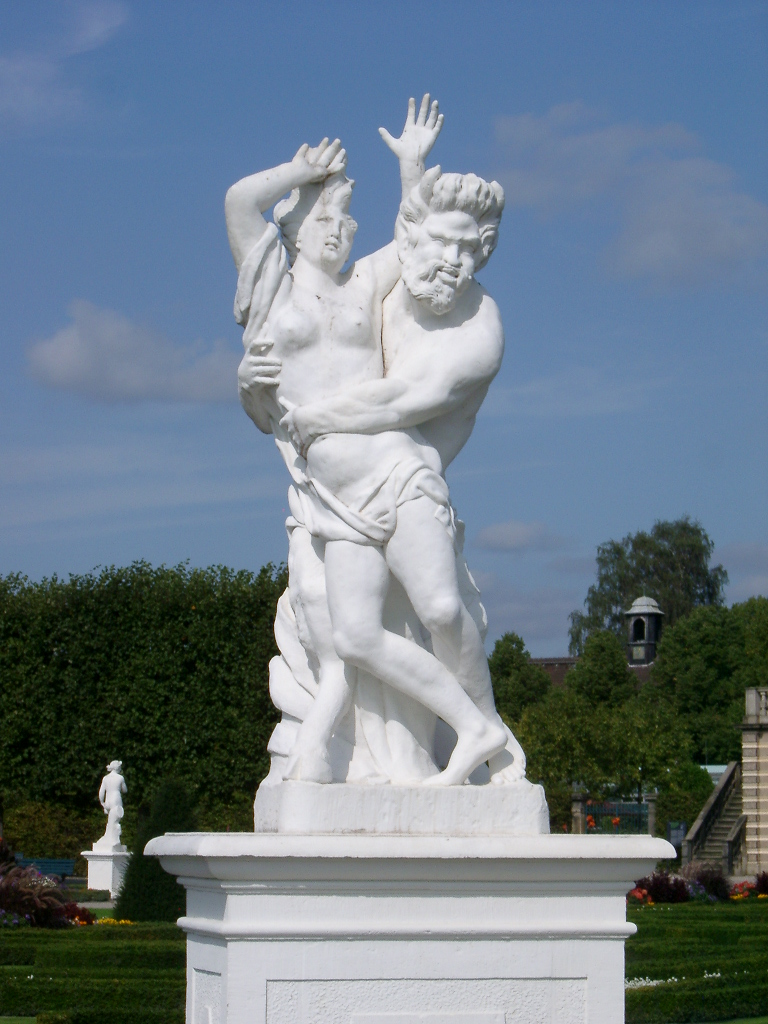
Pan e Siringa come simbolo dell'acqua
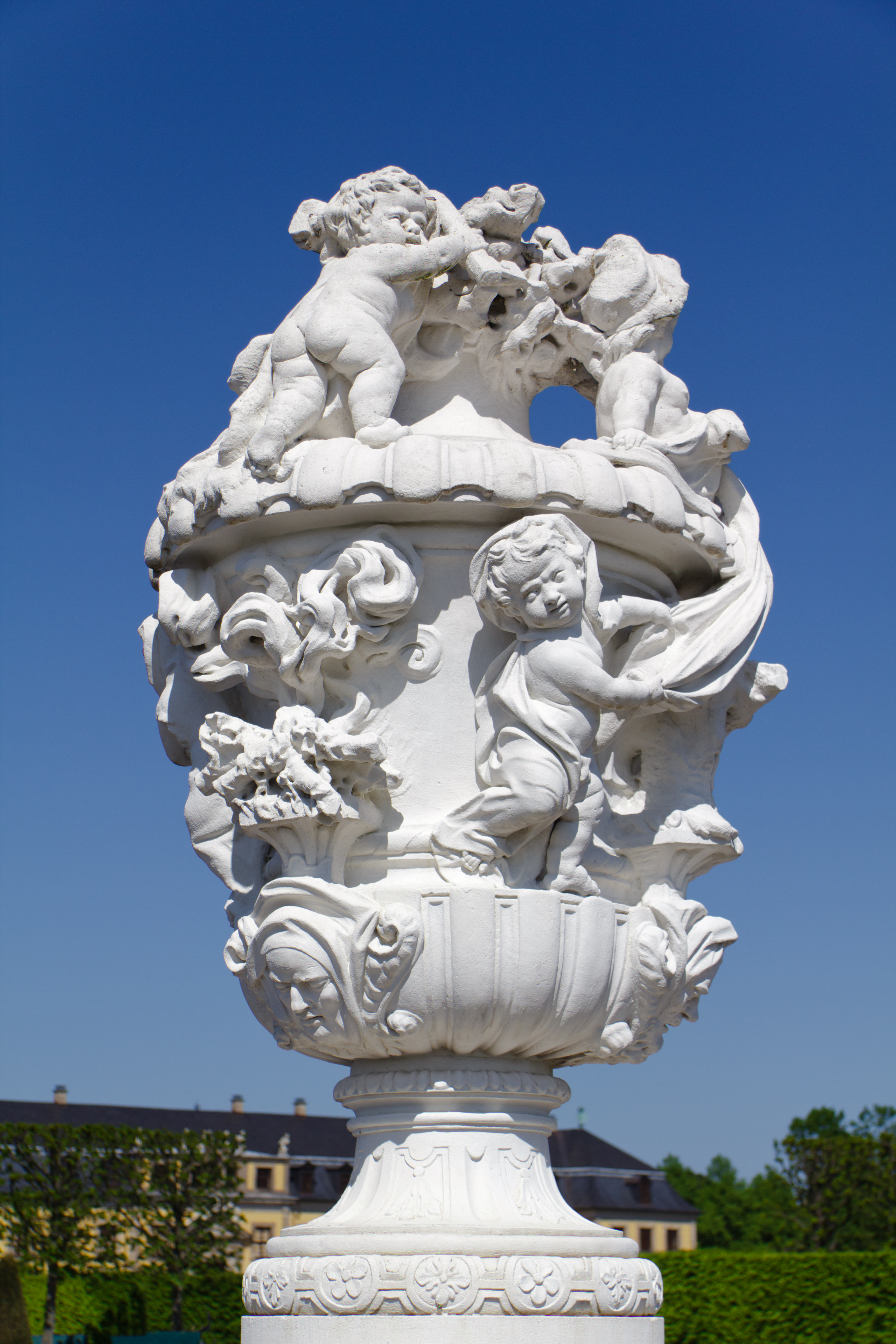
Vaso con rappresentazioni allegoriche dell'inverno
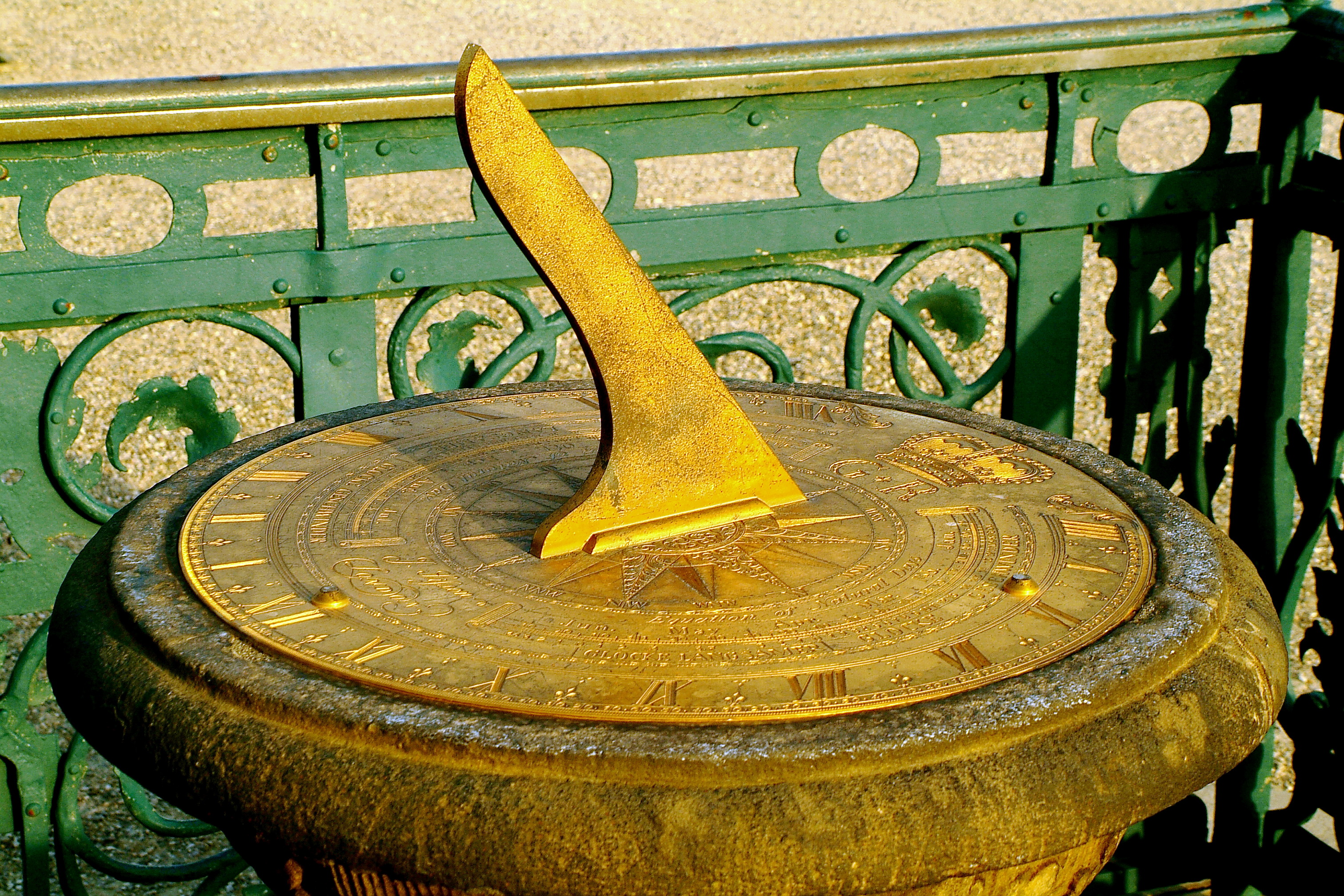
La meridiana di Jonathan Sishon

### La grotta e la cascata

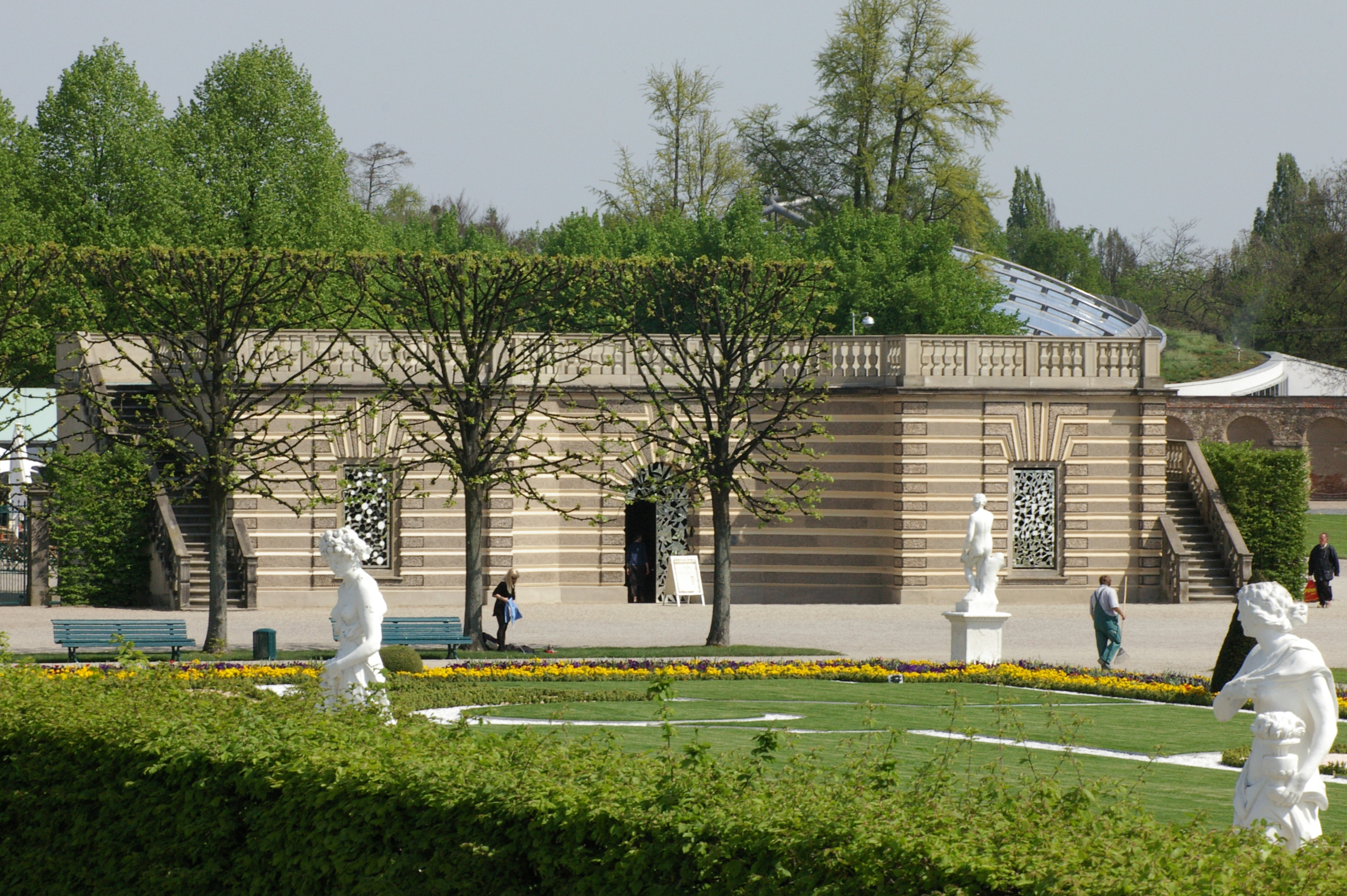
La grotta

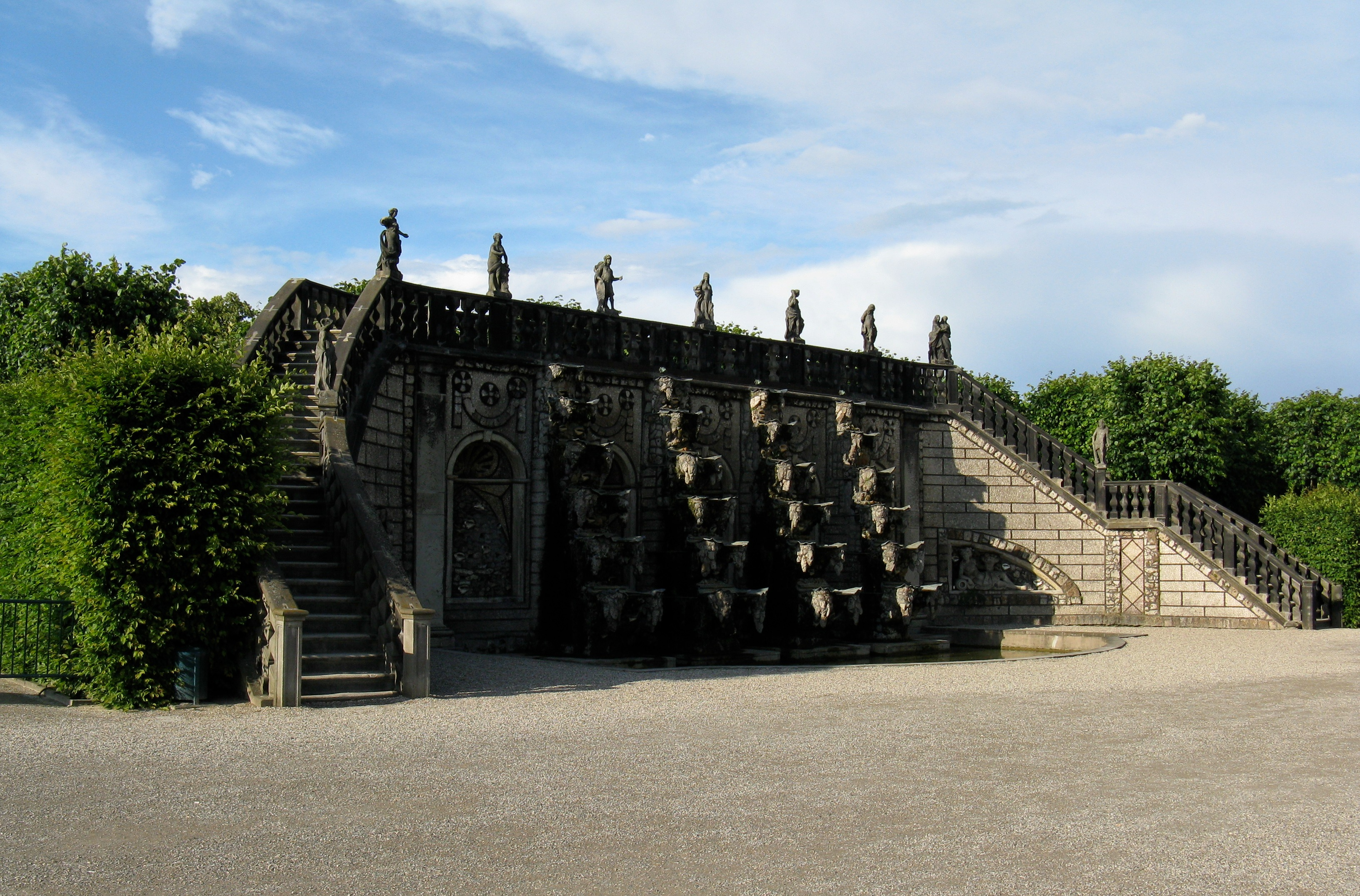
La grande cascata

Secondo il progetto di Marinus Cadart, vennero realizzati una grotta e una grande cascata artificiale per il giardino a partire dall'espansione del parco voluta dal 1676. Per la realizzazione della grotta, vennero progettate e realizzate delle enormi conchiglie di arenaria per completare le decorazioni dei giochi d'acqua, ma la frequente minaccia dell'umidità impose frequenti riparazioni.
Entrambi gli edifici del giardino erano accessibili e traevano spunto nelle loro forme dalle ville rinascimentali romane che i duchi avevano avuto modo di vedere nei loro viaggi in Italia. Per dare un aspetto ancora più vero alla grotta, più simile ad un vero e proprio ninfeo, grazie alla collaborazione di Michael Riggus, le pareti interne della struttura vennero decorate con minerali, cristalli, vetri rotti, gusci di lumache e conchiglie vere. Alle decorazioni lavorò anche l'italiano Giacomo Perinetti.
La cascata, completata nel 1685, è un buon esempio dei giochi d'acqua allestiti sotto il governo del duca Giovanni Federico di Brunswick-Lüneburg. Da essa discendevano quattro percorsi d'acqua ripartiti in sei bacini individuali adornati con conchiglie e gocciolatoi che modellano e strutturano la stessa facciata. Tra di esse vi sono cinque nicchie e nelle pareti laterali si trovano delle finte pareti rocciose adorne di altre conchiglie ed elementi marittimi. Tra le sculture presenti si riconoscono quelle di Venere e di Leda. La parte superiore della cascata è accessibile tramite due rampe di scale curve che racchiudono il bacino della fontana e la incorniciano. Anche sul parapetto della struttura si trovano altre figure di divinità mitologiche legate all'acqua.
La struttura venne ristrutturata completamente nel 1848 ad opera dell'architetto di corte Georg Heinrich Schuster. Un'ultima ristrutturazione venne eseguita nel 2002.

#### La riprogettazione della grotta
Una delle ultime opere dell'artista Niki de Saint Phalle si trova proprio nel Grosser Gaeten. Ella si occupò di ridisegnare completamente l'edificio della grotta nel parco, dividendola in tre stanze. In origine, le stanze interne alla struttura erano decorate con cristalli, minerali, vetro e conchiglie, ed erano dotate di giochi d'acqua che servivano come rifugio rinfrescante nelle calde giornate estive; le decorazioni avevano il compito di incantare i visitatori durante il loro soggiorno a corte.
Dopo la seconda guerra mondiale, le decorazioni dell'edificio apparivano fortemente danneggiate. Vennero rimosse e la grotta venne utilizzata come magazzino per il complesso. Tra il 2001 e il 2003, l'artista Niki de Saint Phalle diede nuova vita all'interno della struttura realizzando mosaici in vetro e specchi oltre a sculture decorative, tutti incentrati sul tema della vita dell'uomo. La sala centrale, di forma ottagonale, ha le pareti con colonne a spirale formate da vetri rotti colorati, specchi e ciottoli. La stanza degli specchi, che si apre a sinistra, è dedicata al tema del "giorno", mentre quella a destra, contraddistinta dal colore blu, a quello della "notte".

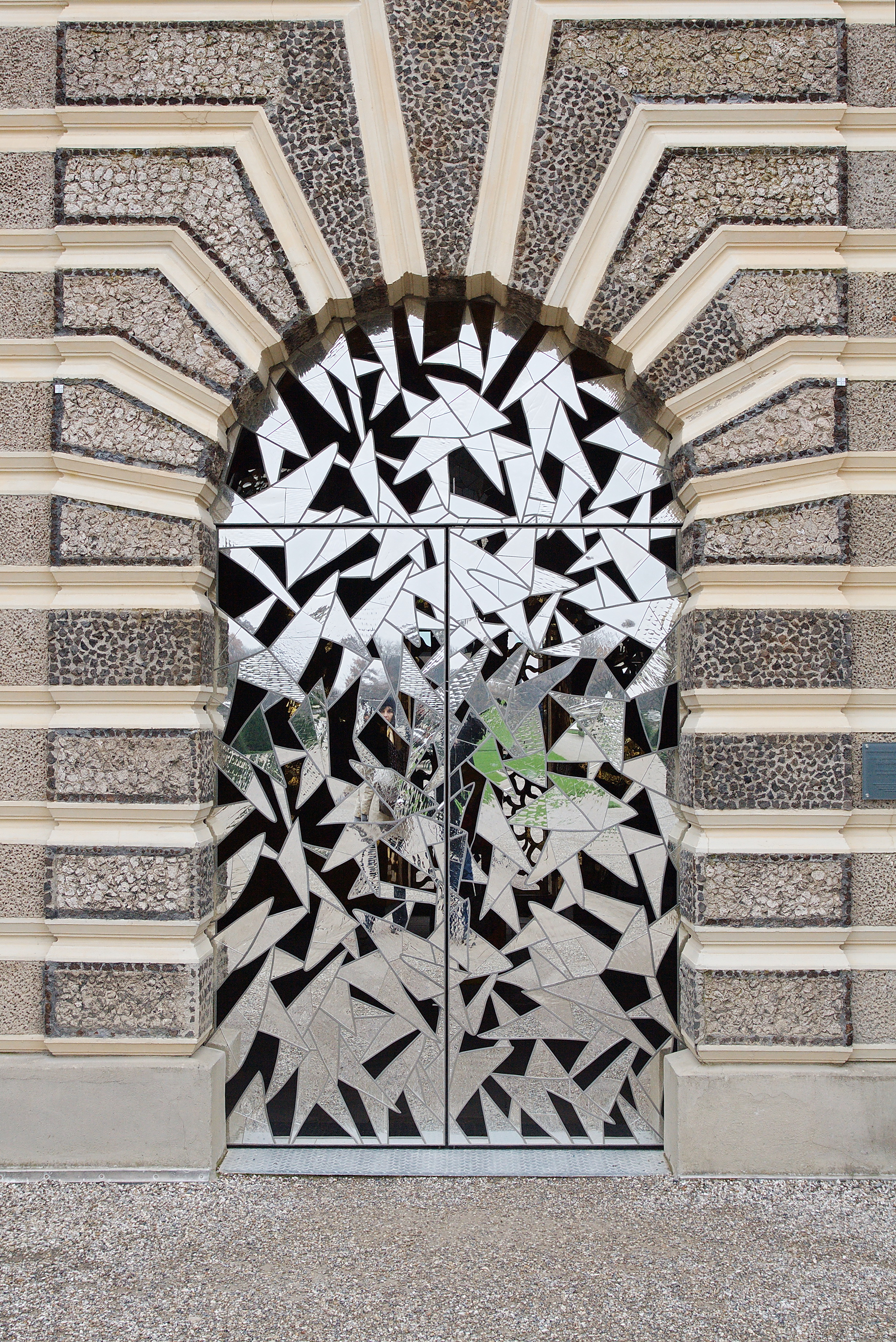
Cancello di accesso alla grotta

### Giardini minori

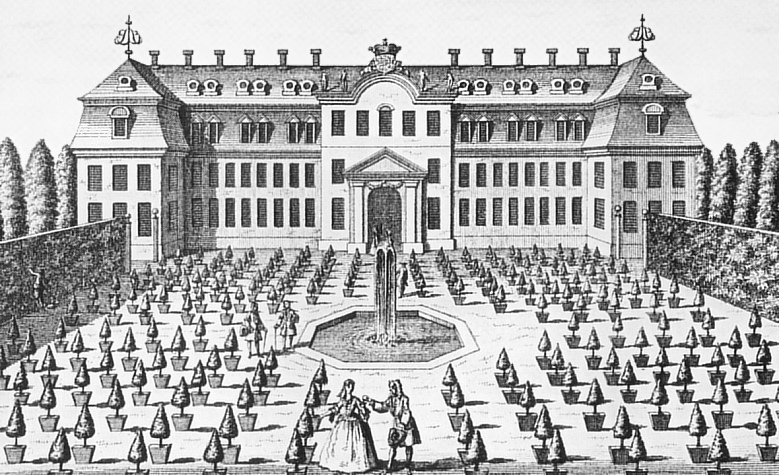
Il parterre degli aranci, incisione del 1725

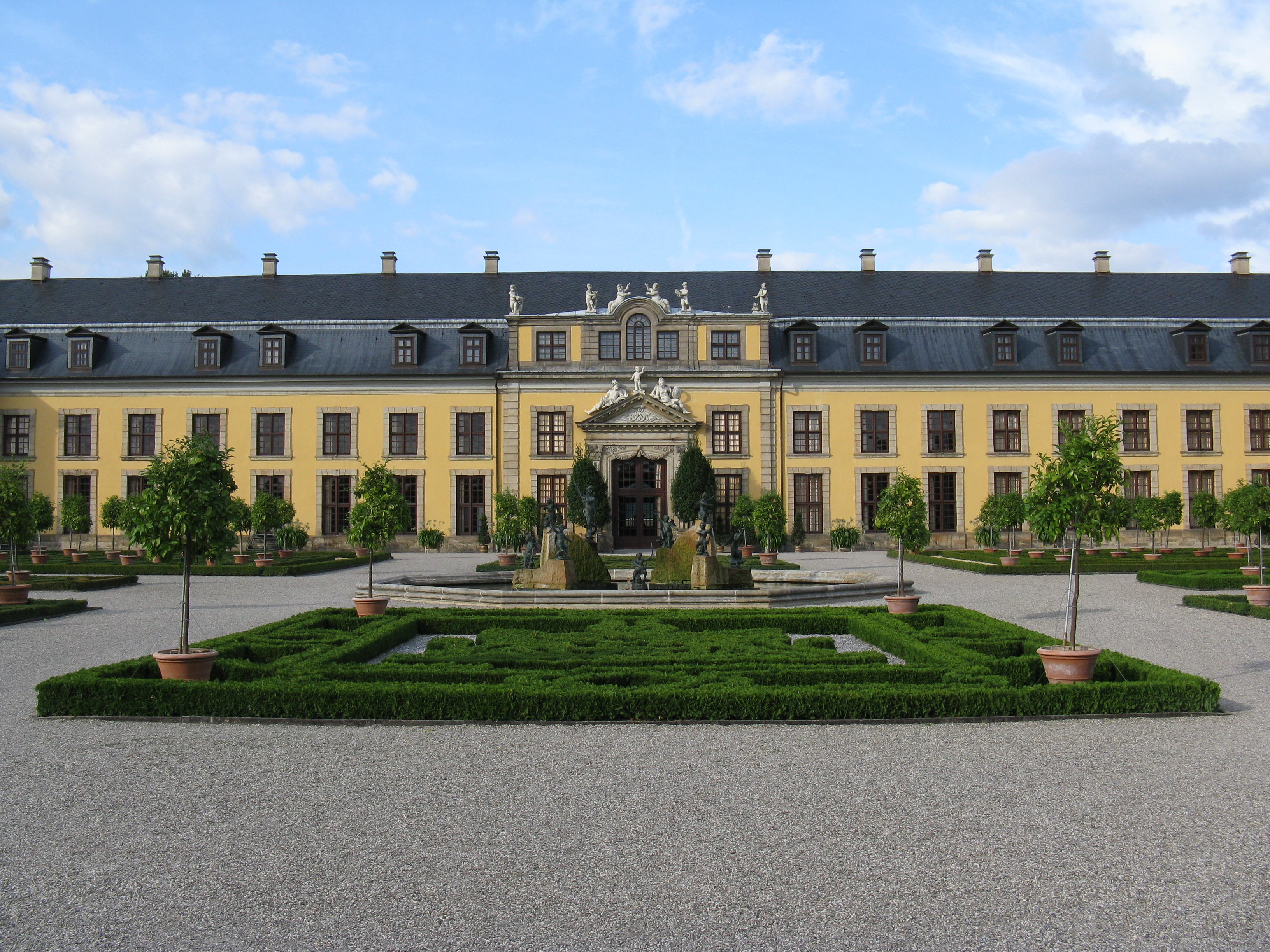
Il parterre degli aranci e la galleria

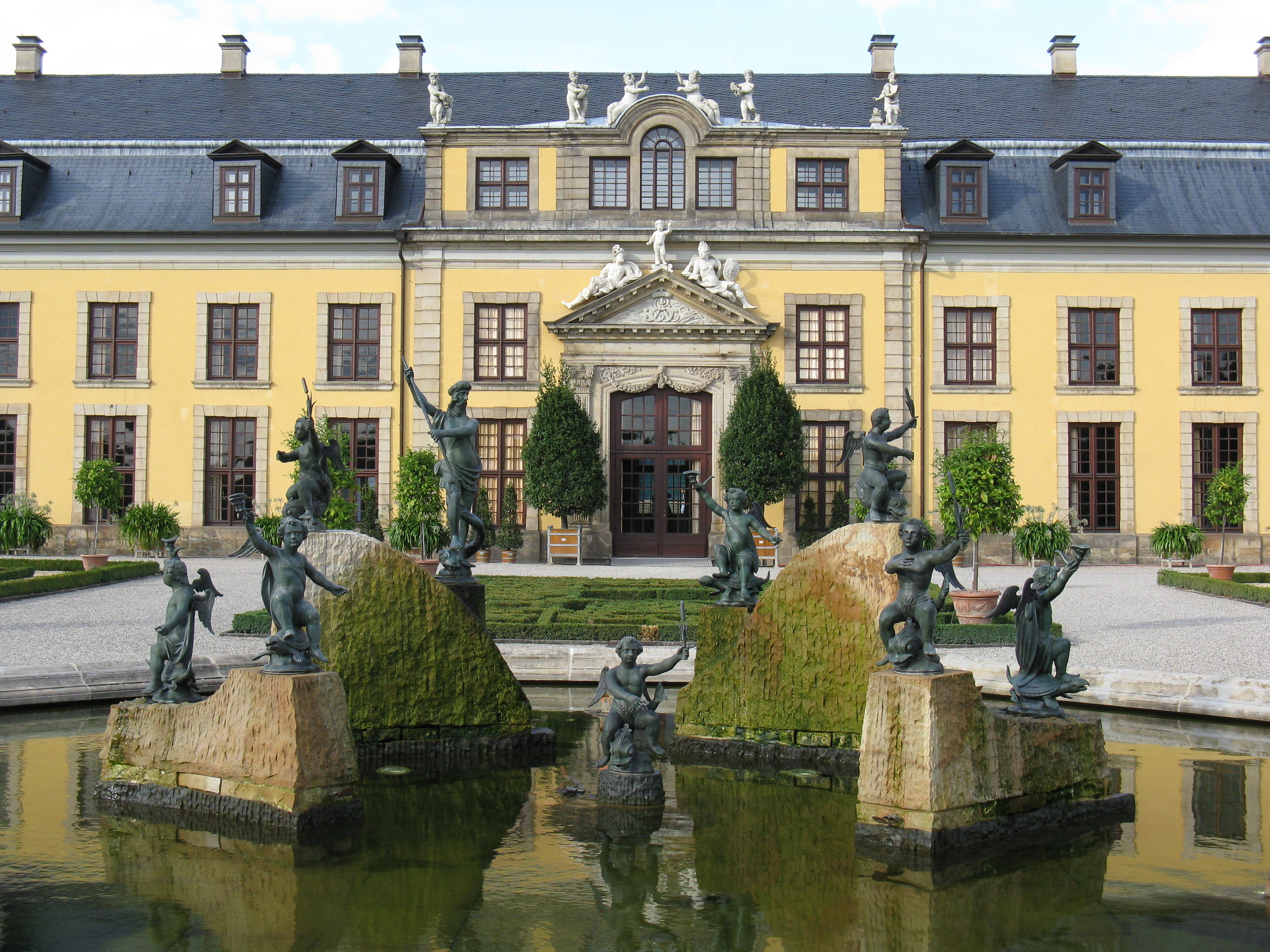
La fontana di Nettuno e la galleria

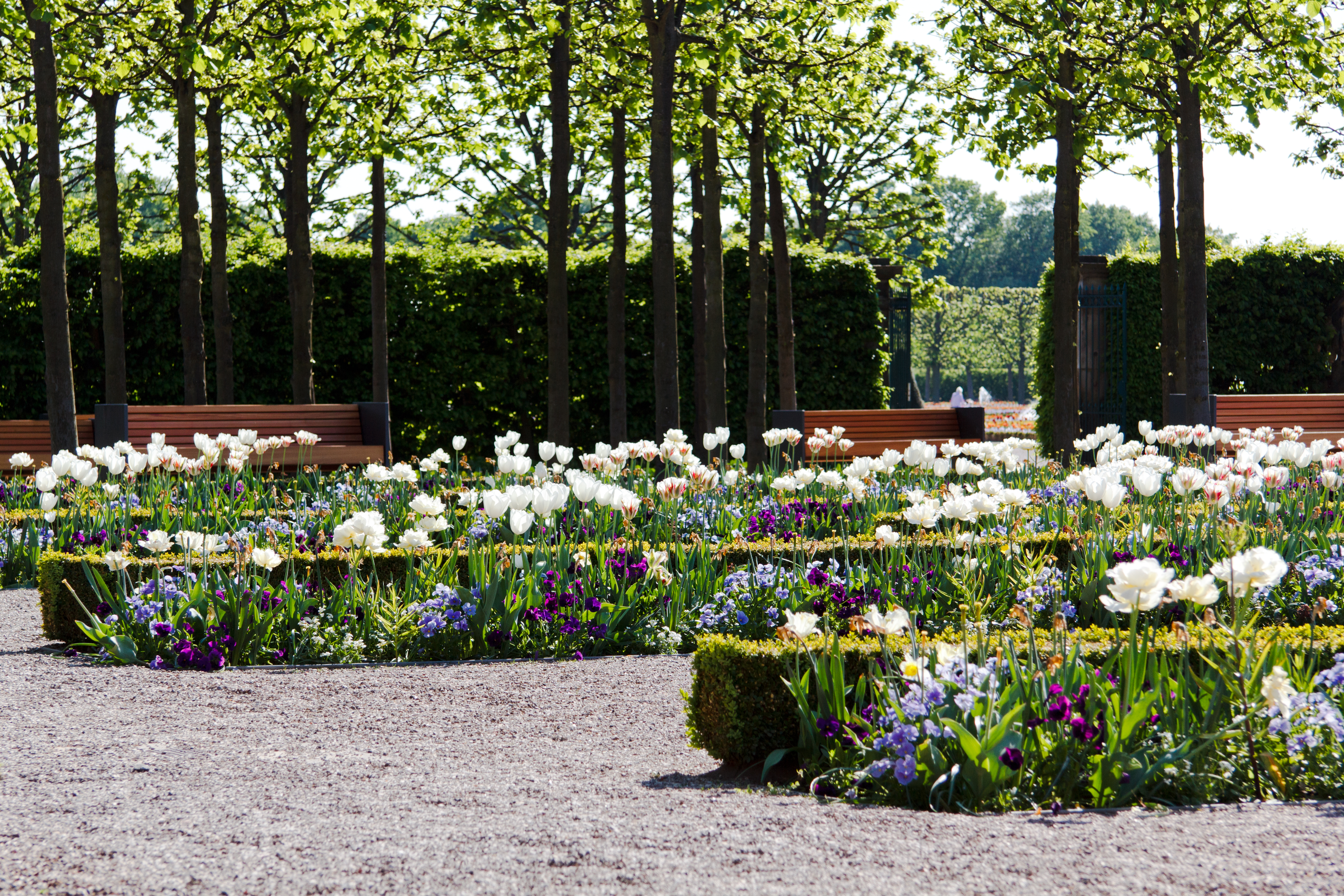
Il giardino fiorito

Quattro giardini separati, delimitati da siepi e separati l'uno dall'altro, erano presenti nel complesso del Grosser Garten ed erano riservati a piantagioni o ad usi speciali. Essi, per ragioni di praticità, erano posti non distanti dal castello. I due giardini adiacenti all'ala est del palazzo vennero creati come giardini ornamentali. Sul lato ovest si trovano il giardino dei fichi e il cosiddetto "fetta di mela". Entrambi erano originariamente orti e servivano per fornire alla fattoria frutta locale, frutta esotica e verdure durante tutto l'anno, per completare nel complesso l'esperienza sensoriale di una visita al grande giardino. Secondo la teoria del giardino francese del XVII secolo, ad ogni modo, frutteti e orti dovevano rimanere nascosti alla visita degli spettatori, mentre qui si può notare come queste parti di giardino siano state sapientemente integrate al giardino meramente decorativo, come accadeva nei giardini rinascimentali o nei giardini barocchi olandesi. Questa inclusione riflette anche la predilezione dell'elettrice Sofia per la frutta.
Il giardino dei fichi, posto dietro la grotta, è oggi utilizzato per fini gastronomici. L'edificio del ristorante, costruito nel 1999–2000 su progetto di Peter P. Schweger e Wolfgang Schneider, si trova sul sito dell'ex cucina del castello andata precedentemente distrutta. Di fronte ad essa vi era in origine una serra in cui venivano piantati alberi di fico da cui il nome del piccolo giardino. Sulle pareti di fronte, si coltivavano piante da frutto a spalliera, sensibili al freddo.
La "fetta di mela" servì come deposito materiali per i lavori al giardino del 1937. Wilhelm Siepen volle comunque mantenere inalterato il più possibile questo giardino. Il suo curioso nome è dovuto alla sua forma che per l'appunto ricorda una fetta di mela.
Il giardino fiorito, posto dietro la cascata, era originariamente riservato all'uso esclusivo della casa principesca ed era per questo chiamato anche giardino privato. Era strutturato come un piccolo giardino barocco: una piccola aiuola davanti fungeva da parterre ed era delimitato lateralmente da viali che conducevano a una zona boscosa. L'area è contraddistinta ancora oggi da una galleria in vetro e ghisa costruita tra il 1861 ed il 1862 e rappresenta uno dei pochi elementi rimasti del XIX secolo del Grosser Garten.
Il parterre degli aranci, posto di fronte all'edificio della galleria, aveva un carattere pubblico e di rappresentanza e rappresentava un chiaro rimando all'omonimo presente a Versailles. In estate esso era utilizzato per mettere in mostra al pubblico la grande collezione di agrumi e piante estive dell'elettore che però erano sensibili al freddo e quindi nel periodo invernale dovevano essere necessariamente ritirate in serra. Nel 1714 in tutto il castello si trovavano 400 piante di arancia coltivate in vaso, oltre ad oleandri e melograni. Negli anni '30 del Settecento, nel parterre degli aranci furono collocati principalmente alberi di agrumi e alloro in fioriere dipinte artisticamente, a dare l'impressione di un vero e proprio aranceto.
Nei pressi del parterre degli aranci si trova l'orangerie che venne disegnata da Karl Heinrich Meyer e che veniva utilizzata appunto come luogo di ricovero invernale delle piante d'arancio.
Davanti al complesso si trova la fontana di Nettuno, ufficialmente inaugurata il 28 aprile 2008, con un costo di realizzazione pari a 320.000 euro. L'opera è stata ricreata dopo un concorso di architettura vinto dello scultore Magnus Kleine-Tebbe di Braunschweig utilizzando figure di fontane barocche in ottone.

### Il teatro all'aperto

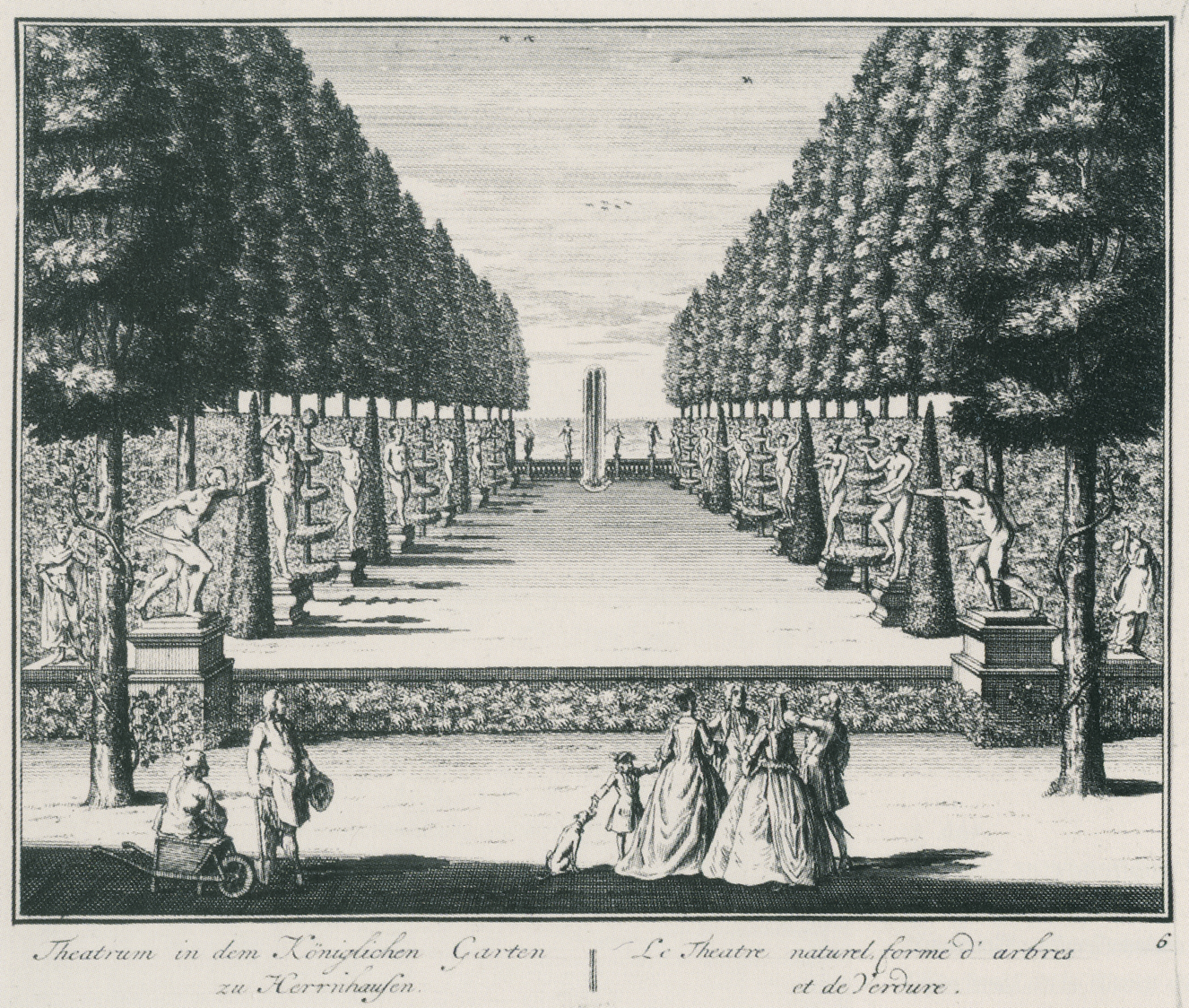
Il teatro all'aperto in un'incisione del 1725

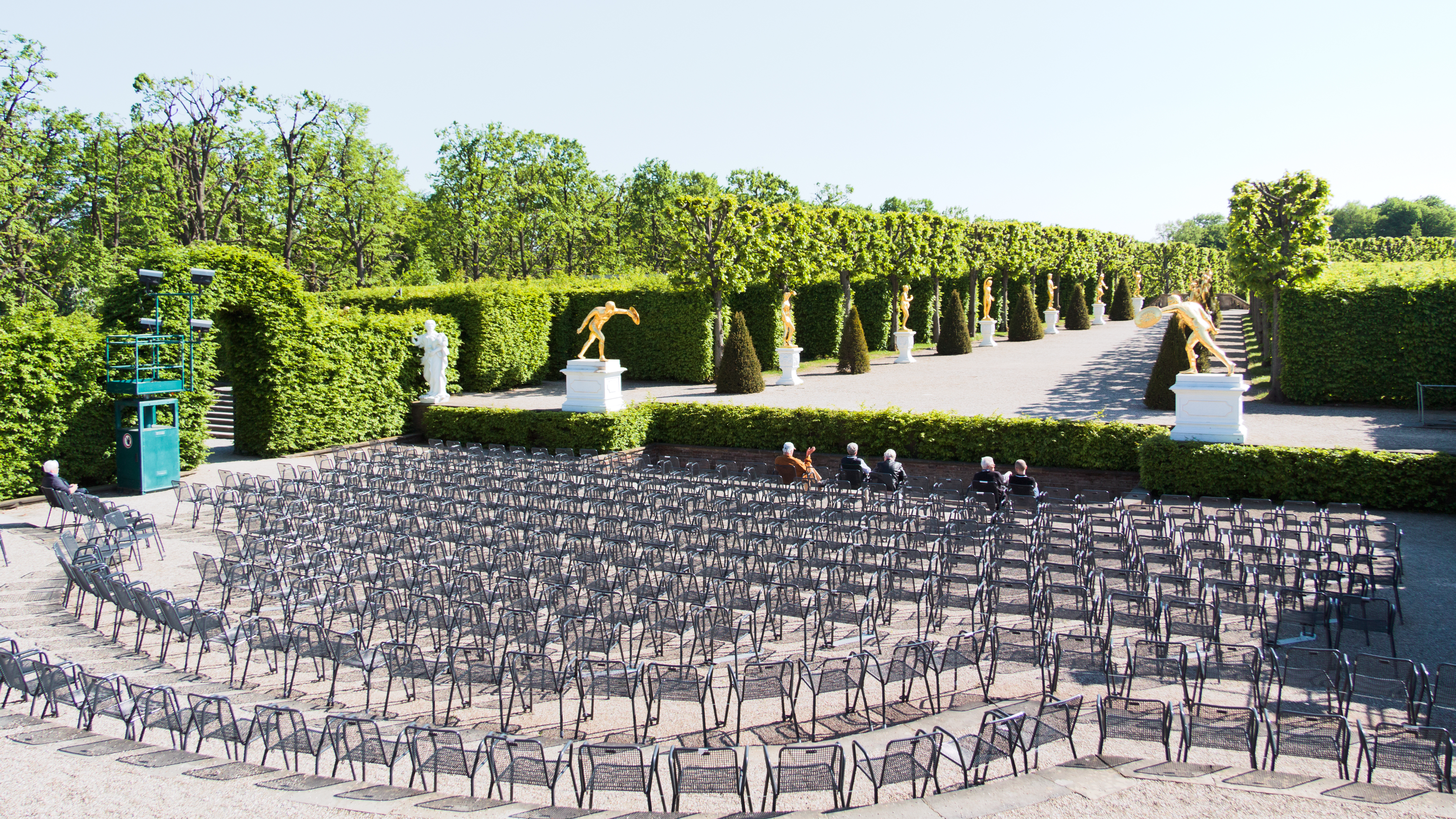
Il teatro all'aperto oggi.

Il teatro all'aperto del giardino del castello di Herrenhausen è uno dei pochi teatri barocchi all'aperto ancora esistenti e rappresenta quindi non solo un monumento alla storia dell'arte, ma anche alla storia del teatro internazionale. Venne costruito tra il 1689 e il 1692 ed è ancora oggi utilizzato. La forma è quella tipica dei teatri all'aperto progettati nel XVII secolo, con una cinta e quinte sceniche con di siepe e verdure. L'area della scena è a forma di anfiteatro a riprendere l'idea dei teatri all'aperto degli antichi greci e romani.
L'ispirazione per la realizzazione di questo teatro, che fu il primo di questa tipologia costruito oltre le Alpi, trae direttamente l'idea da quello realizzato da André Le Nôtre (tra il 1664 ed il 1671) un tempo esistente presso i giardini delle Tuileries a Parigi.
Il progetto del palcoscenico, realizzato secondo il linguaggio barocco del teatro, è attribuito a Johann Peter Wachter. Il fondale scenico, in leggera pendenza, è costituito da siepi a coppie sfalsate e contribuisce ad espandere il fondo del giardino verso una prospettiva più ampia. Tra tassi di forma conica, si trovano due copie dorate del cosiddetto "Gladiatore Borghese", accompagnate dalle sculture delle dee Cerere e Luna che costituiscono l'ingresso del palcoscenico, sviluppato su 62 metri di larghezza.
Le sculture presenti (tra cui figura anche una copia della Venere Medici) vennero commissionate dal duca Ernesto Augusto ad Amsterdam attorno al 1690 dove vennero realizzate in piombo dagli scultori Georg e Willem Larson e successivamente dorate. Le 17 statue originali ancora oggi visibili nel complesso, sono state sostituite nel 1974 da copie in bronzo, più resistenti agli agenti atmosferici, e sono state integralmente restaurate tra il 2004 e il 2009.
Per tutto il XVIII secolo, il teatro all'aperto aveva un ruolo fondamentale per l'intrattenimento della corte. Esso era utilizzato non solo per rappresentazioni teatrali, ma anche per spettacoli di ballo e di musica, oltre che come luogo di ricevimenti di stato, balli e feste in maschera. Nel cosiddetto Königsbusch presso il teatro, si trovano ancora oggi delle statue in arenaria che raffigurano i duchi Giorgio, Ernesto Luigi e Giorgio Luigi (Giorgio I) oltre alla duchessa Sofia e rappresentano un chiaro richiamo politico all'ascesa al potere della casata dei Guelfi.
Nel corso del XX secolo, Hermann Wernicke e Karl Heinrich Meyer ristrutturarono l'area del teatro aggiungendovi ad esempio la buca per l'orchestra che, pur non alterando il teatro barocco originale, risulta funzionale ai moderni spettacoli che vi si tengono. Il teatro all'aperto può ora ospitare ancora oggi circa 1000 spettatori.

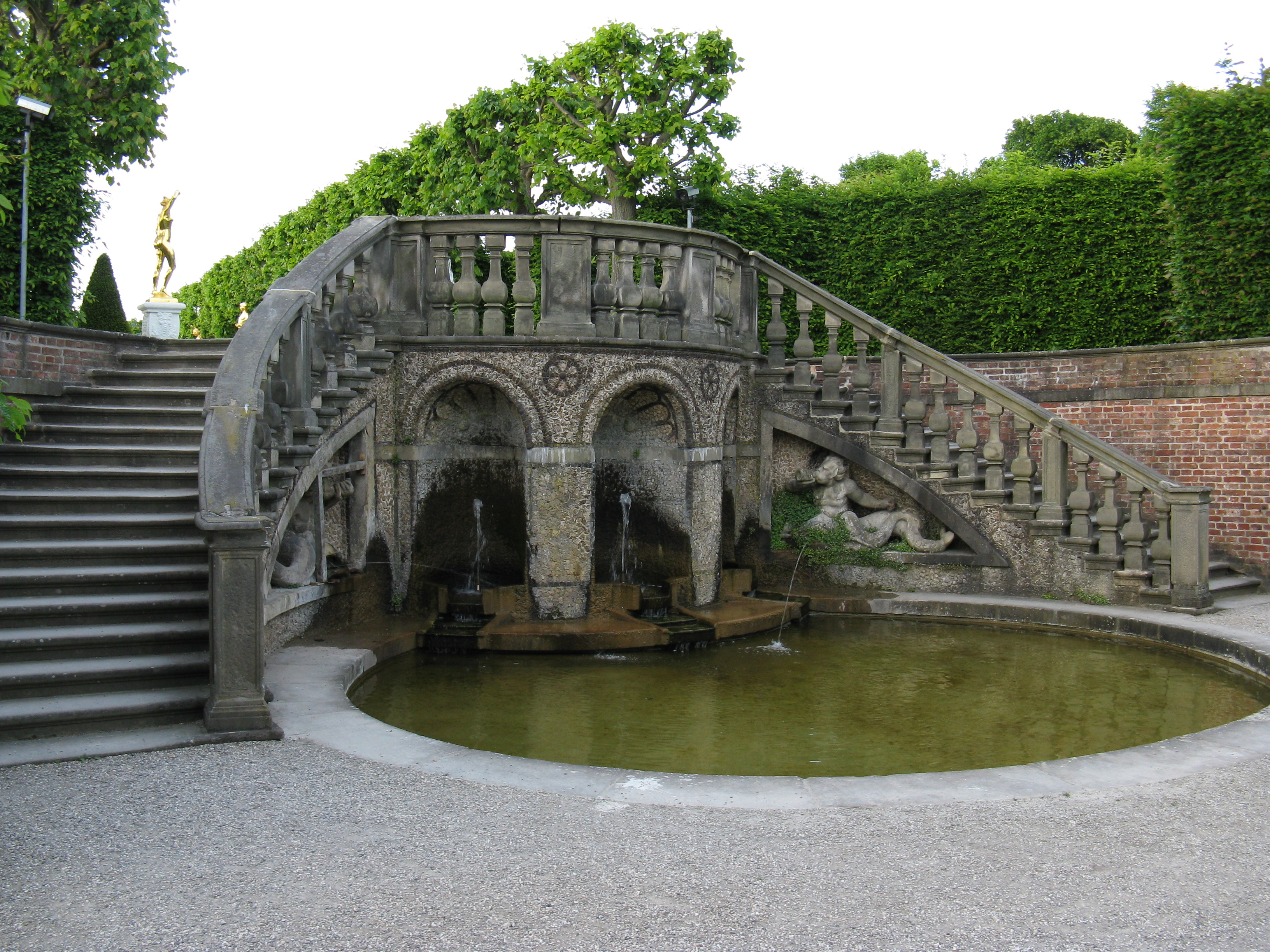
La piccola cascata dietro al palcoscenico del teatro all'aperto
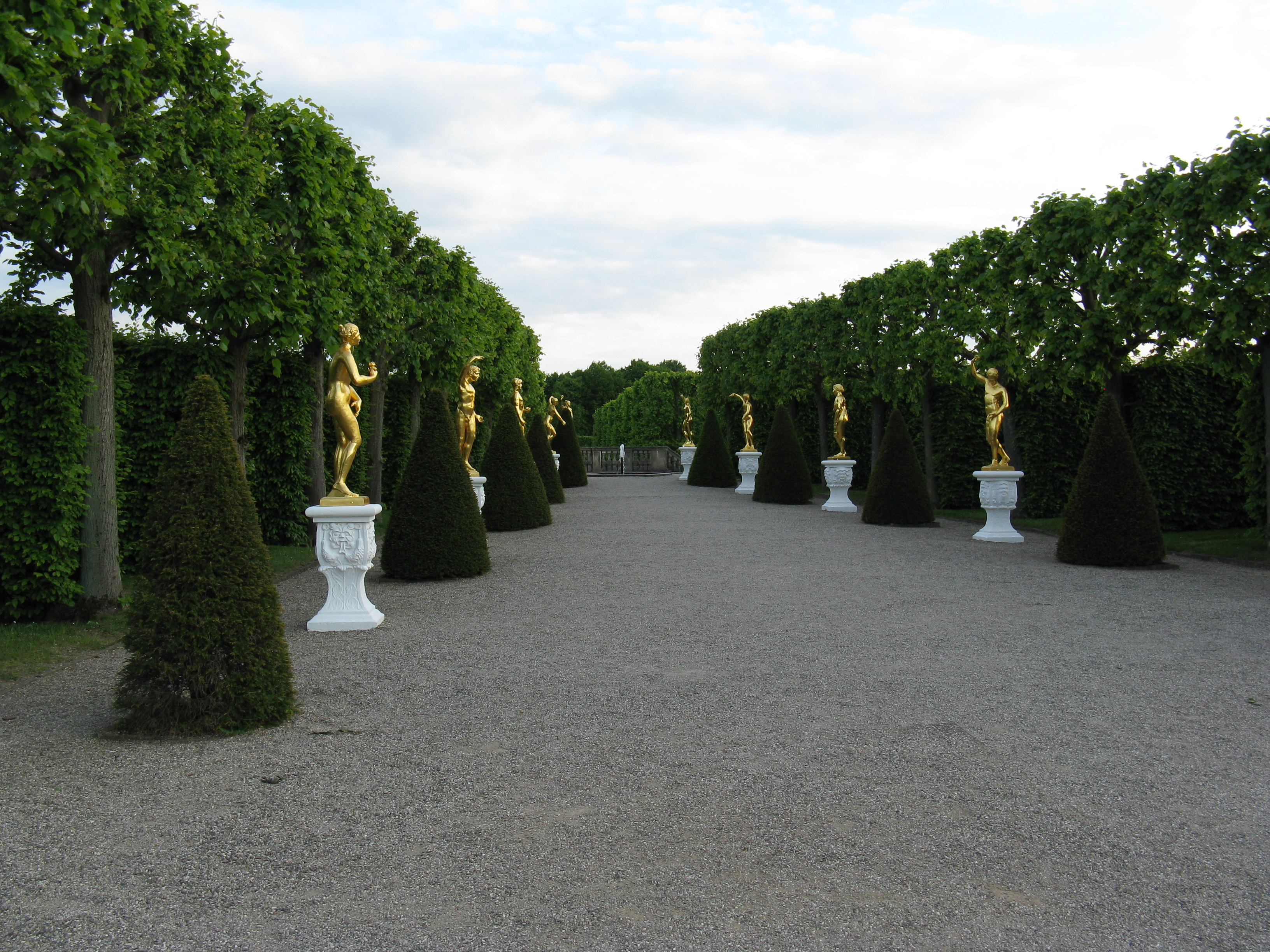
Il viale con le sculture dorate
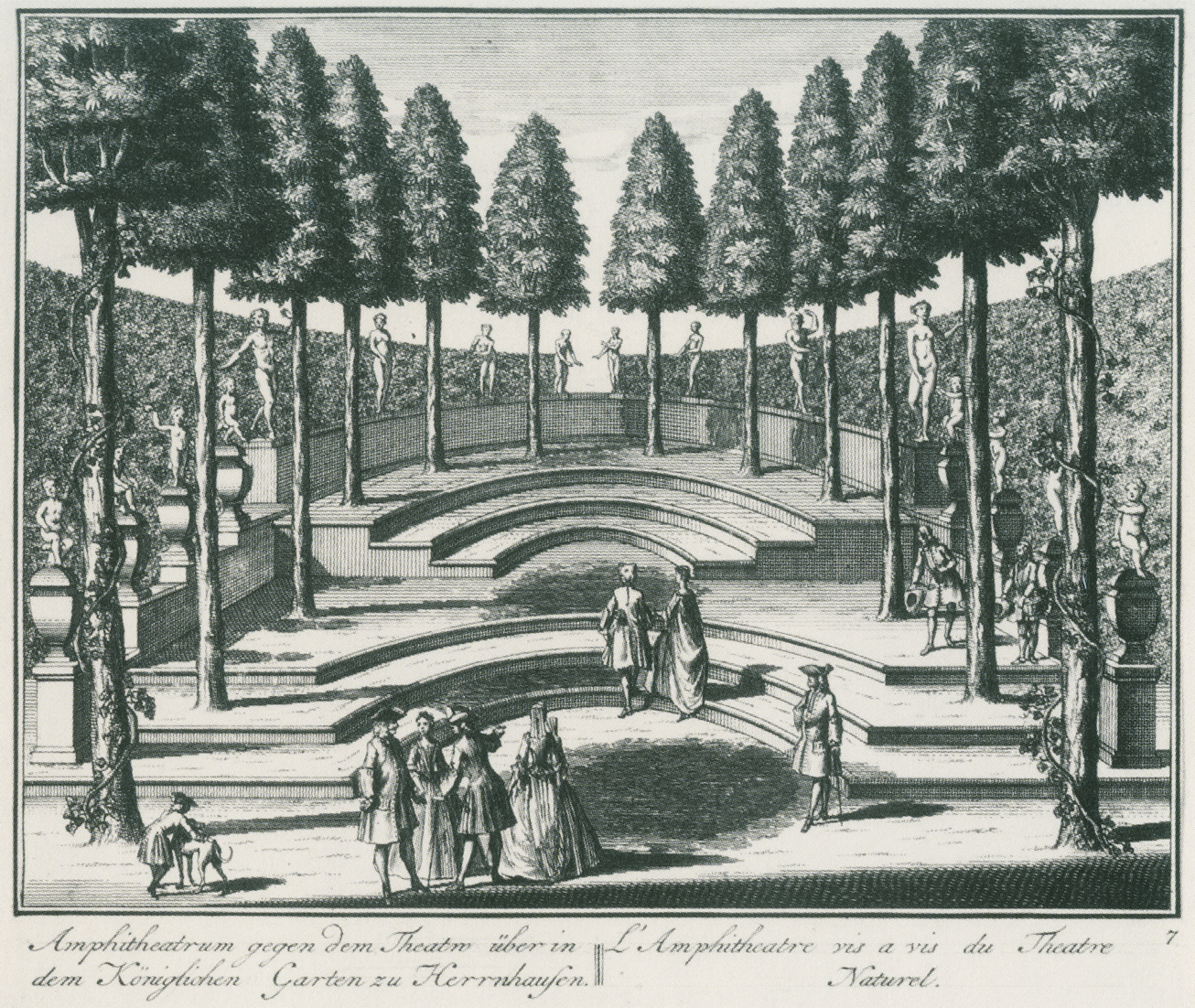
La platea dell'anfiteatro all'aperto in un'incisione del 1725
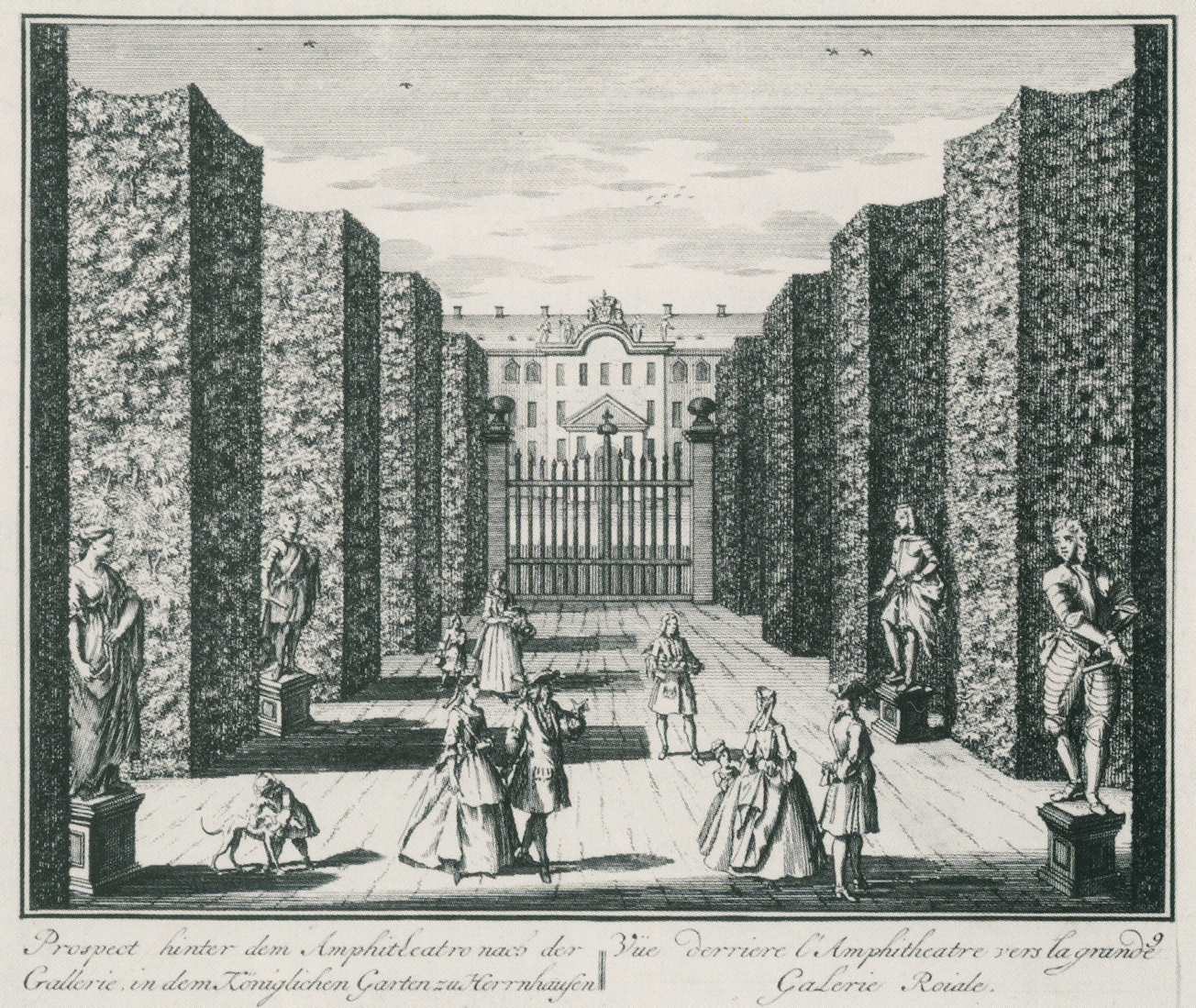
Il Königsbusch in un'incisione del 1725

### Il labirinto

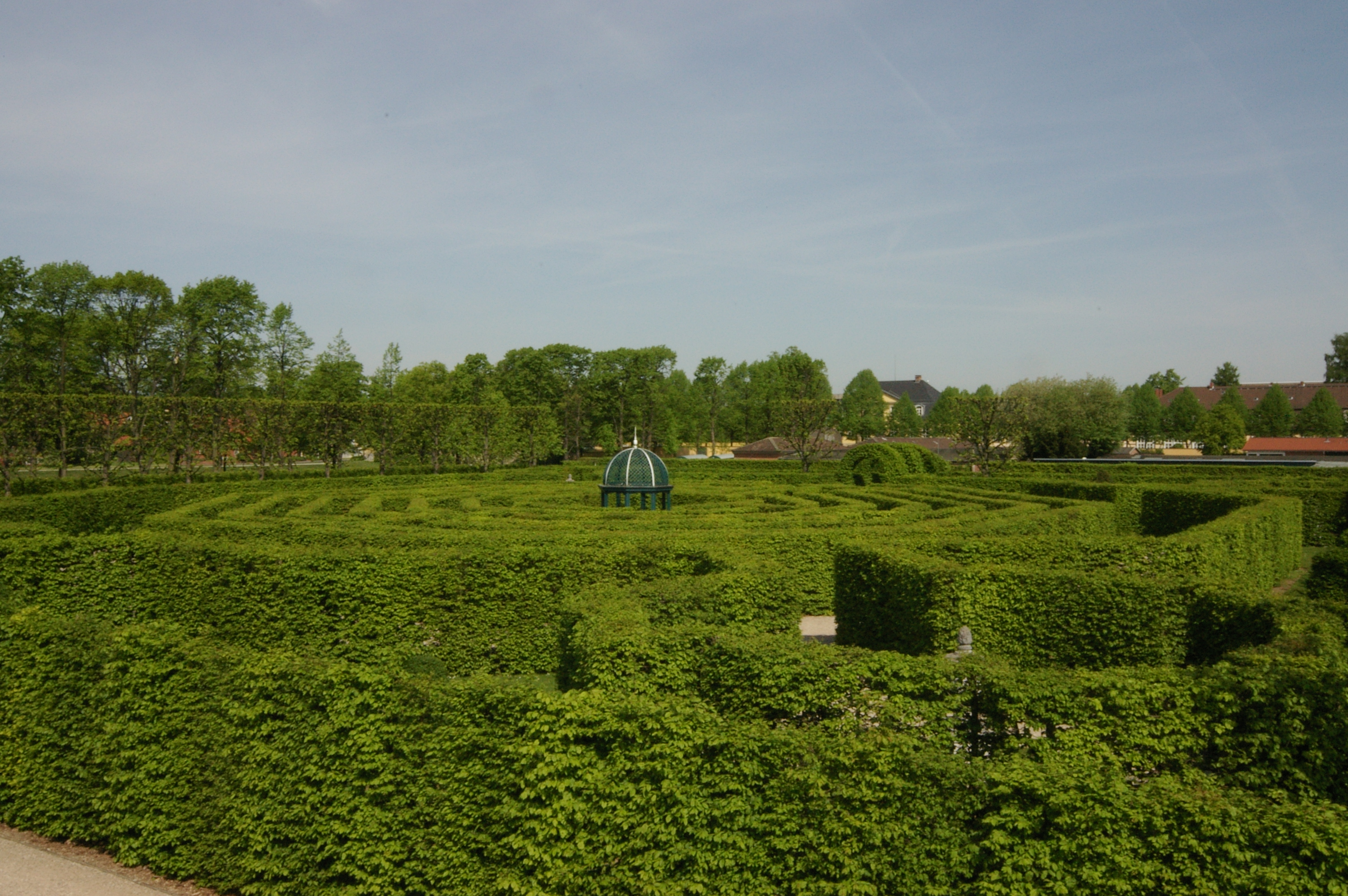
Il labirinto

Nel XIX secolo, l'uso orticolo nella metà settentrionale del giardino aveva deturpato la zona del boschetto originario progettato nel XVII secolo. Era scomparsa la tipica divisione interna barocca degli spazi con viali, nicchie e stanze realizzate con siepi di carpino. Ad ovest del Gran Parterre, nel 1936-1937 vennero fatti dei tentativi per compensare la perdita del boschetto cercando una controparte progettuale al teatro all'aperto sul fronte opposto.
Venne così creato il labirinto come nuova attrazione nel Grosser Garten. Si tratta di un sistema modellato basato su una pianta del 1674. Il labirinto ha una pianta ottagonale e un diametro di 38 metri. Il labirinto è circondato da siepi di carpino, la cui lunghezza totale è di 500 metri. Un padiglione, che originariamente era dotato di una voliera per uccelli esotici, costituisce il punto focale del complesso. Non è noto se nel XVII secolo vi fosse effettivamente un labirinto nel Grosser Garten.

### Gli stagni dei cigni

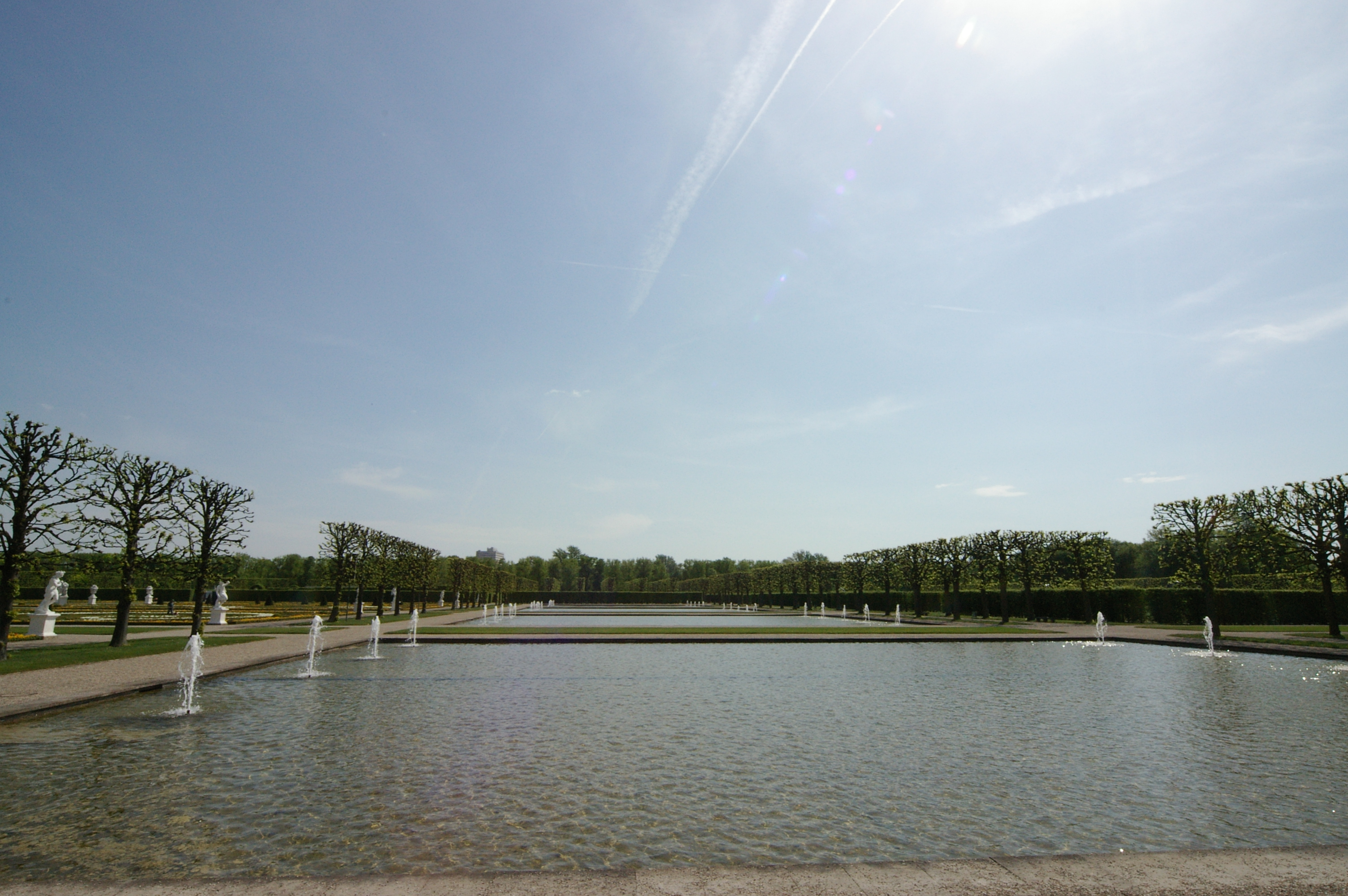
Gli stagni dei cigni

I quattro stagni quadrati detti oggi "dei cigni" vennero ricavati da due grandi stagni dedicati all'allevamento di pesci e creati attorno al 1665. Nel corso dell'ampliamento del giardino del 1696, questi vennero suddivisi a formare dei nuovi giochi d'acqua, andando comunque a costituire un tratto tipico della parte vecchia del giardino, quella più strettamente legata agli stilemi rinascimentali. I corpi idrici, dotati di casette in legno ed utilizzati per l'allevamento di anatre e cigni, erano appena visibili di fronte al giardino, poiché erano circondati da siepi di carpino nel XVIII secolo. Durante la riprogettazione del 1936-1937, gli stagni vennero sostituiti da veri e propri bacini d'acqua non profondi e dotati di piccole fontane con illuminazione. Filari di tigli in un rigoroso taglio quadrato delimitano l'area del giardino.

### I giardini speciali
Tra il 1936 e il 1937 vennero allestiti anche dei giardini speciali che andarono a sostituire le aree di boschetti perdute irrimediabilmente. Vennero creati per l'appunto otto diversi giardini a pianta quadrata per emulare i progetti del XVII e XVIII secolo. Elementi di design tipici come il parterre, ornamenti e fontane vennero arricchiti con piccole architetture e sculture. Le bozze di questi giardini vennero elaborate perlopiù da Wilhelm Siepen. Il giardino dell'isola è stato creato su disegno del pittore Bernhard Dörries. I giardini hanno i seguenti temi:

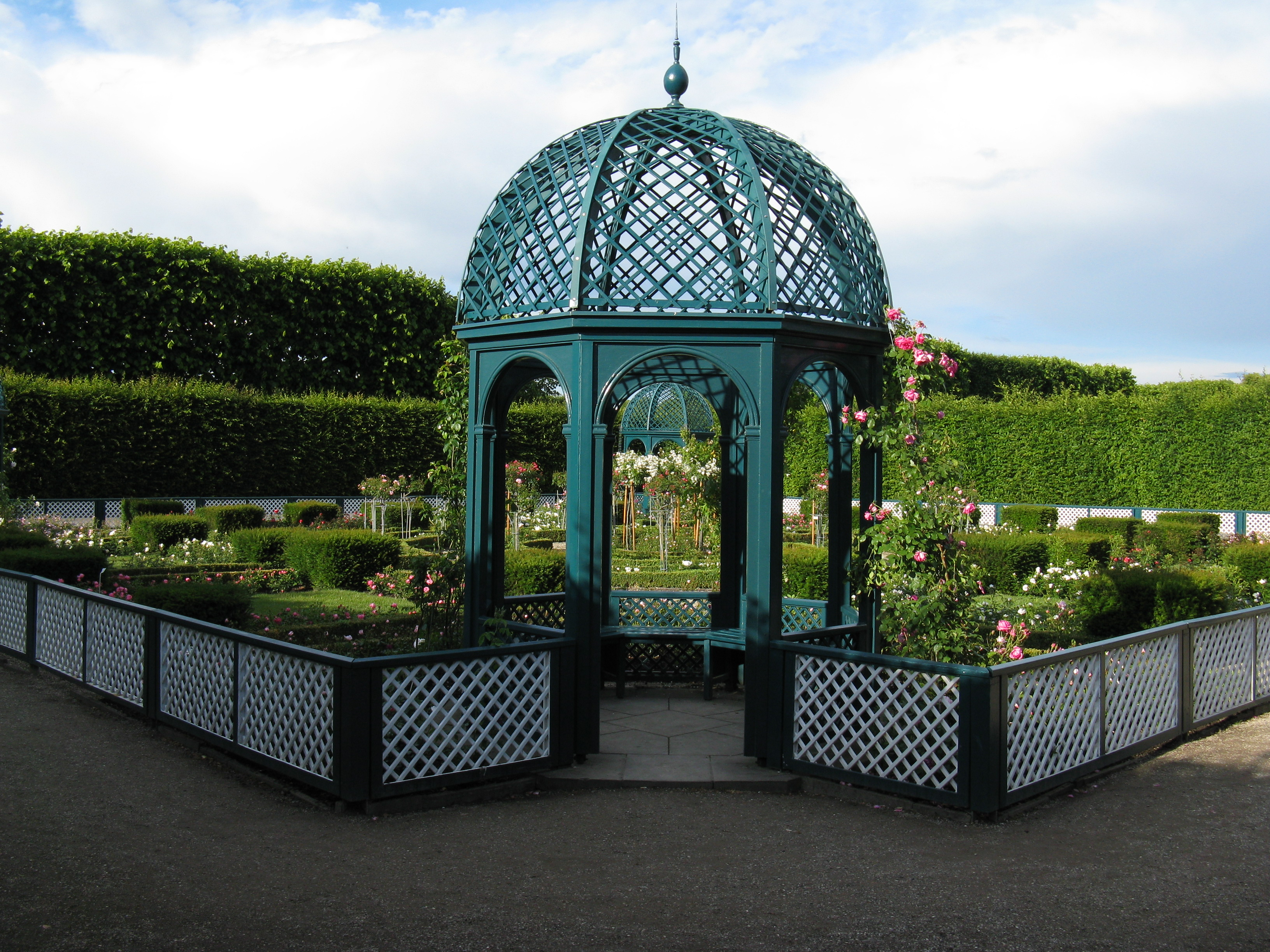
Giardino di rose
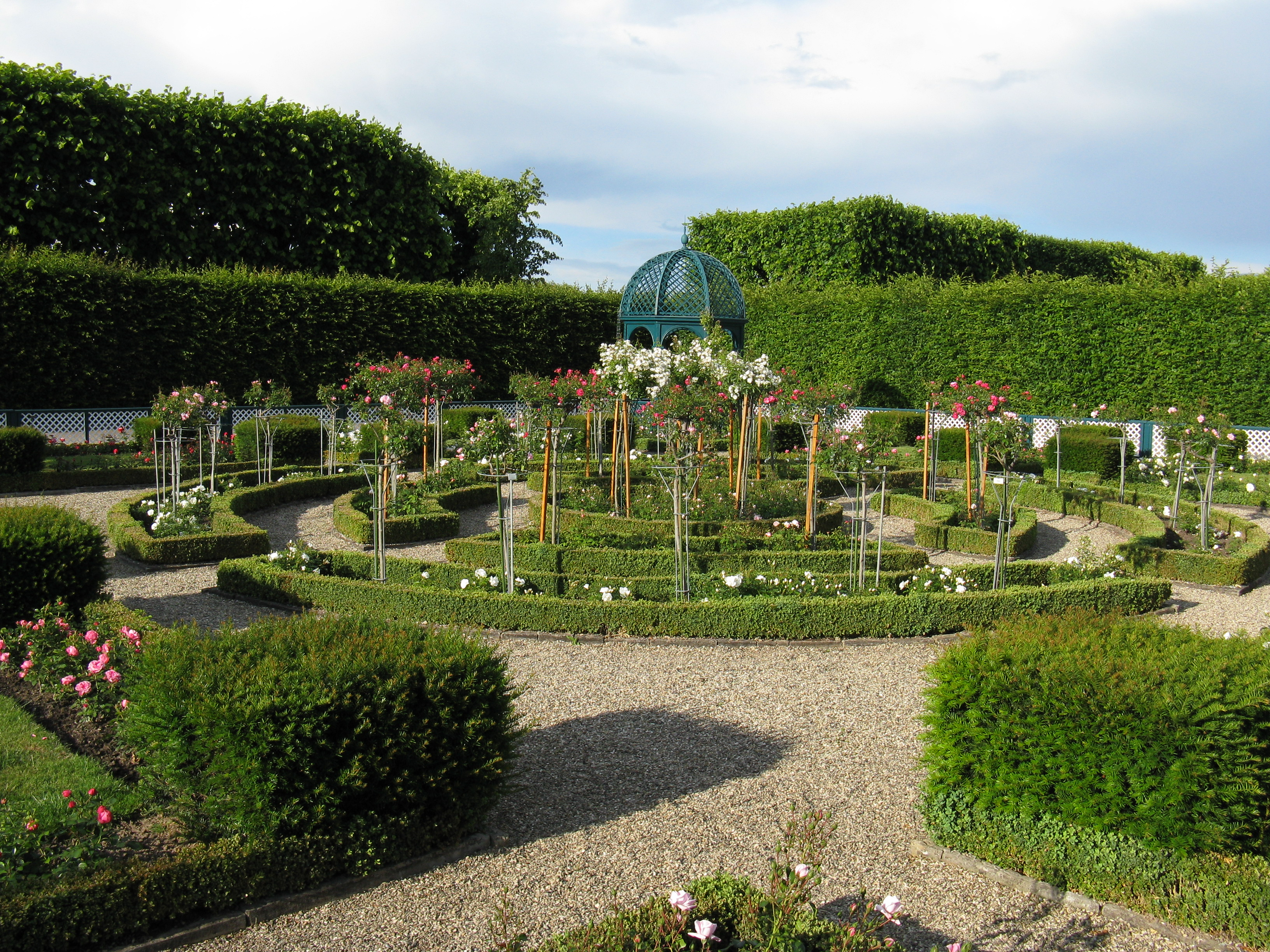
Giardino di rose
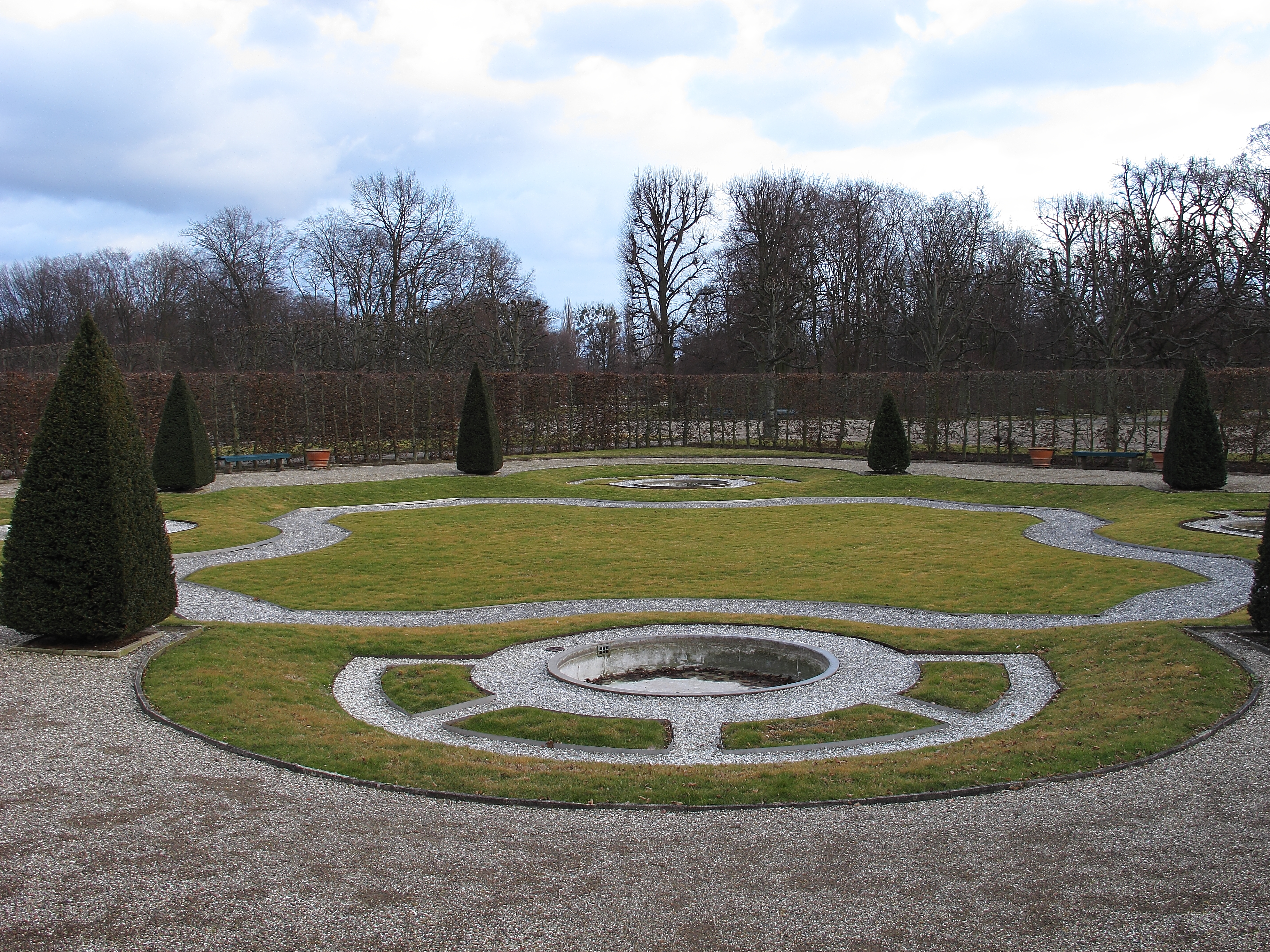
Giardino a prato
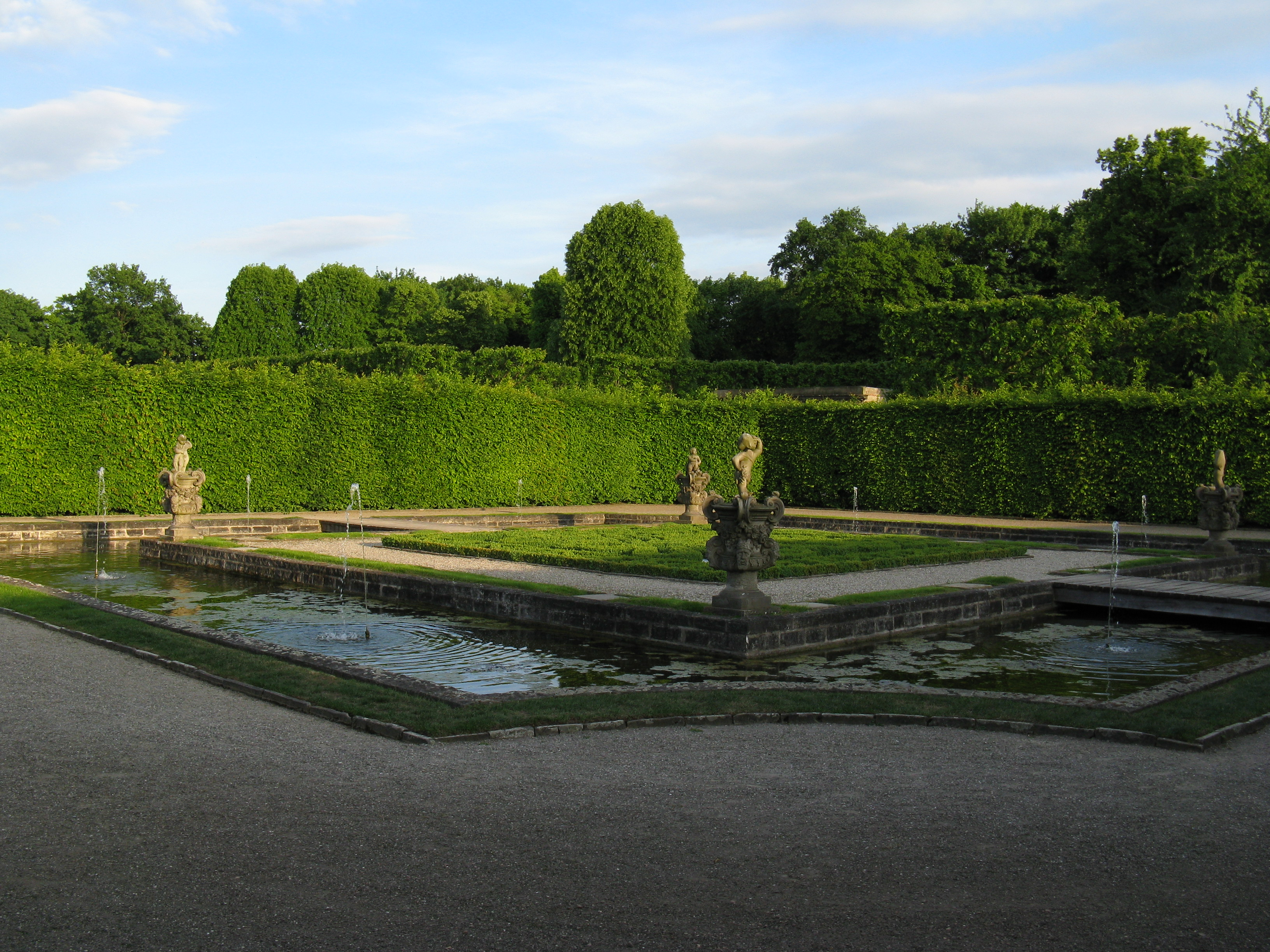
Giardino dell'isola
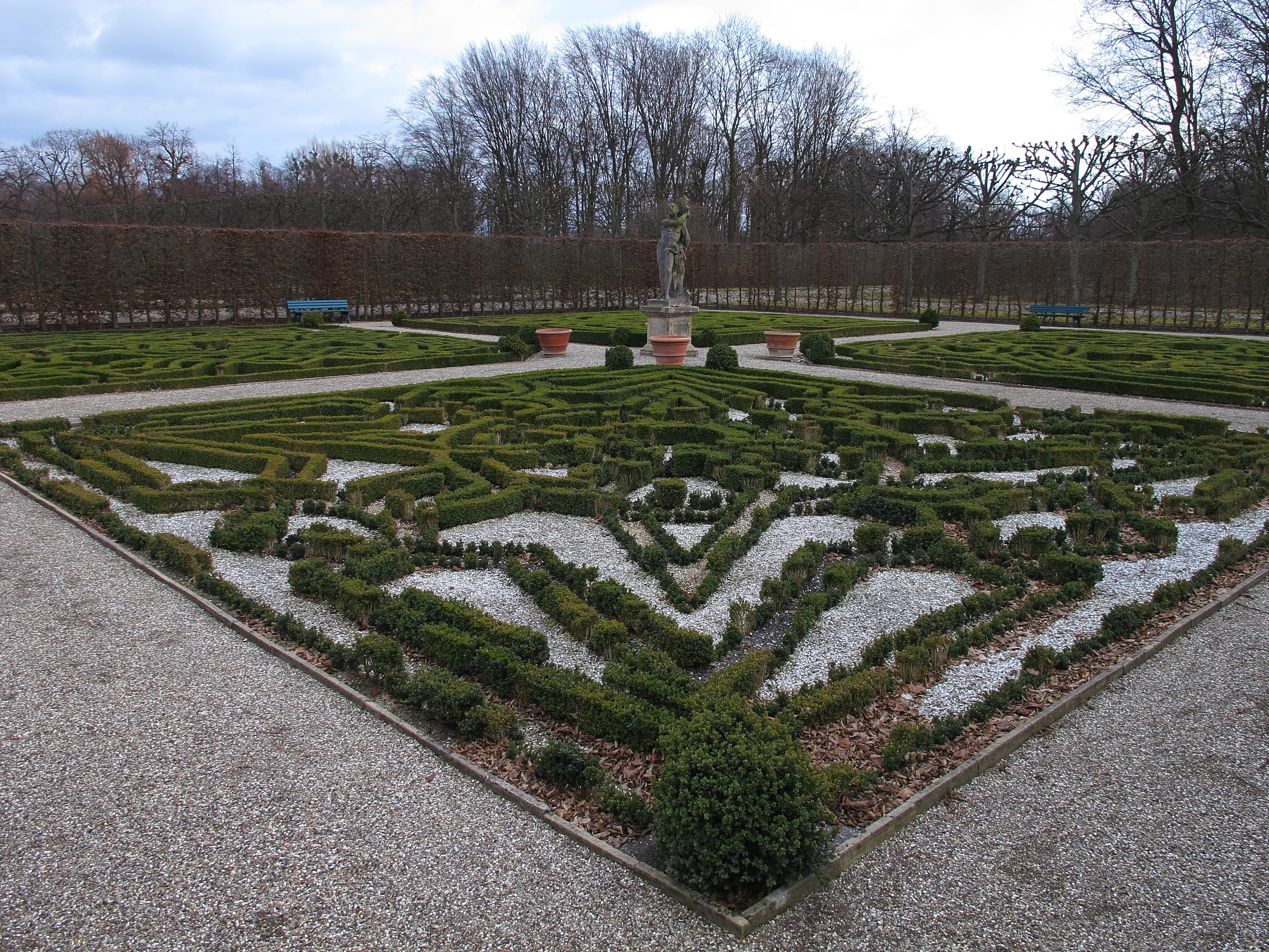
Giardino rinascimentale
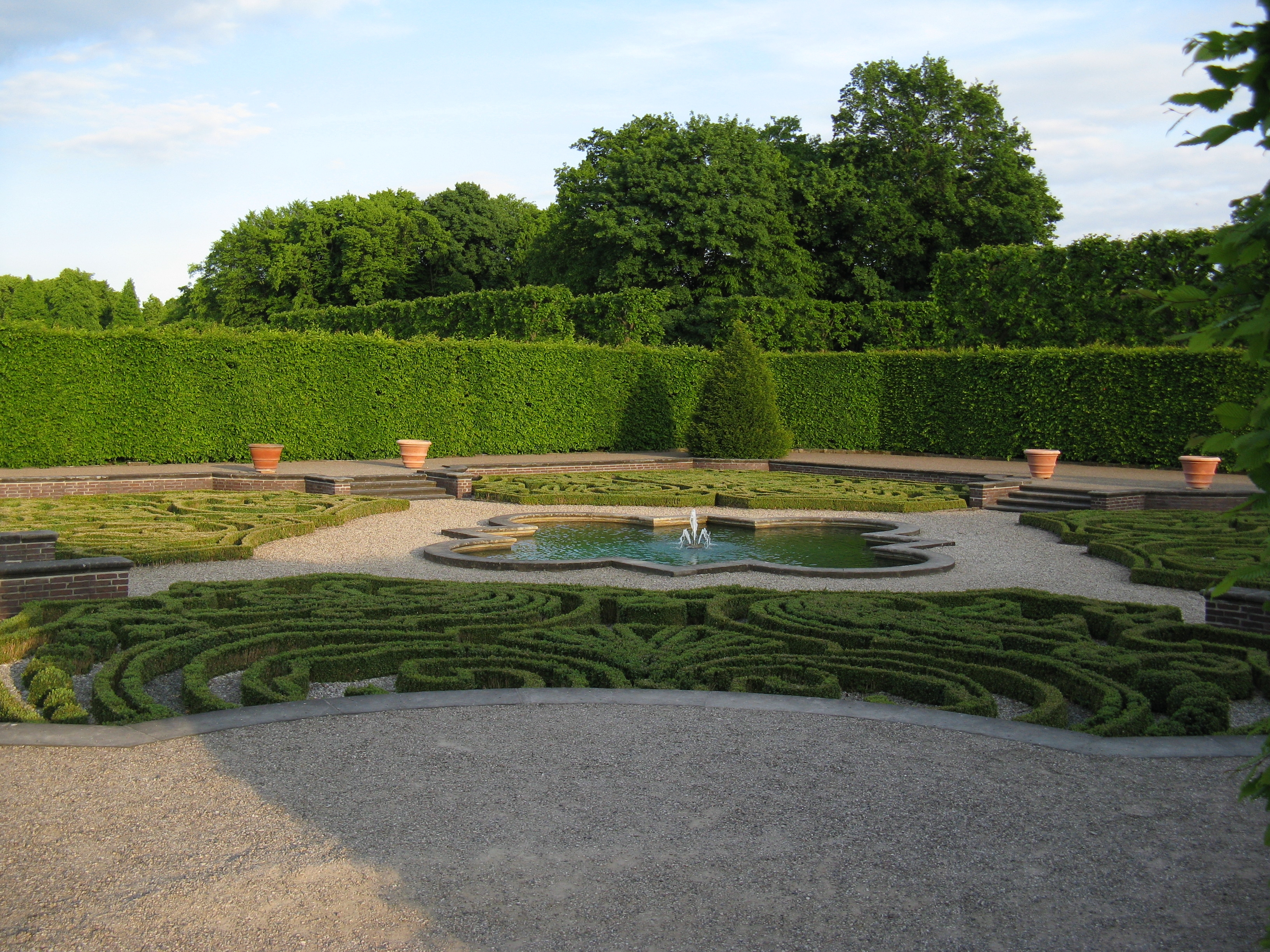
Giardino barocco
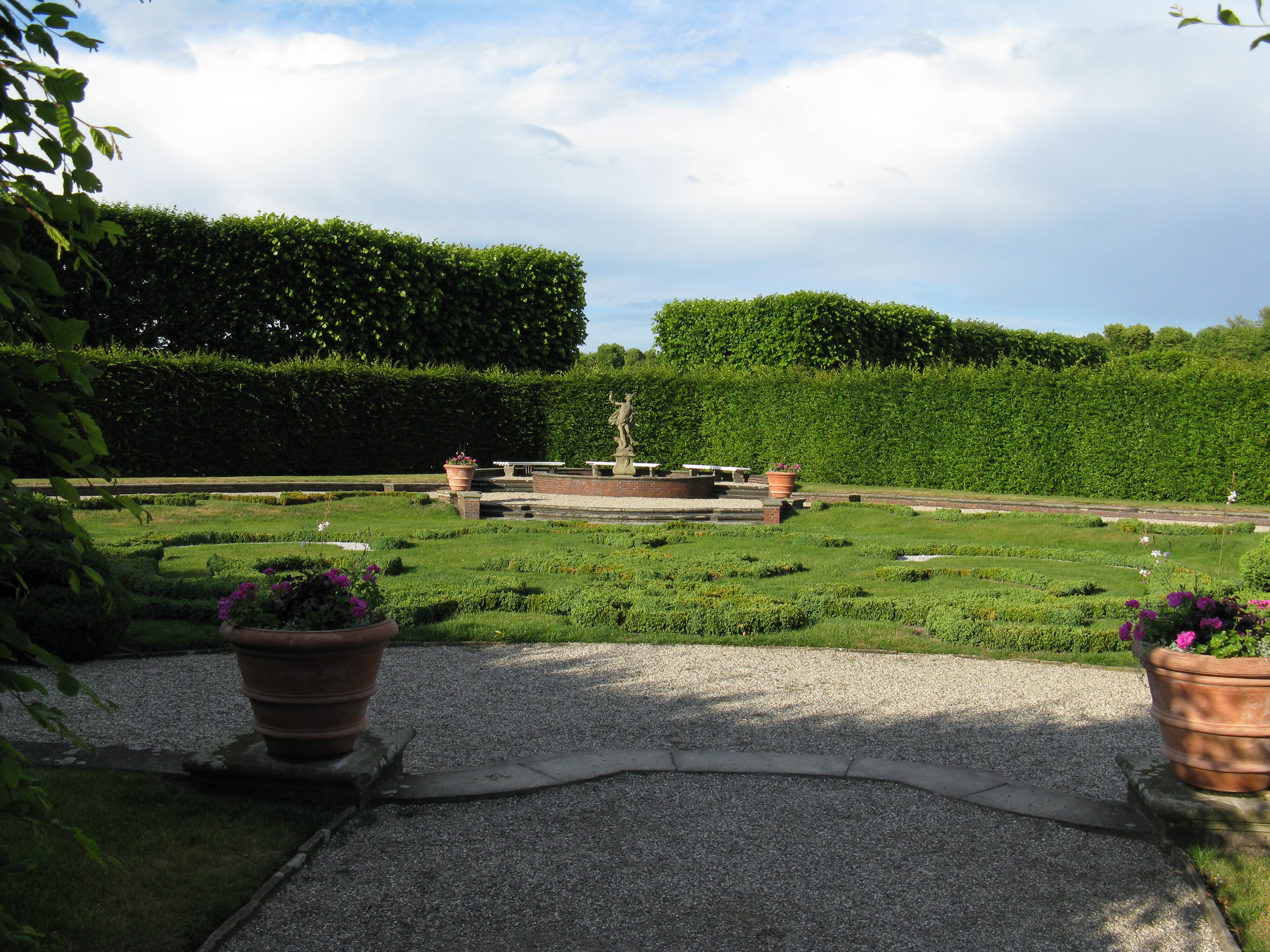
Giardino rococò
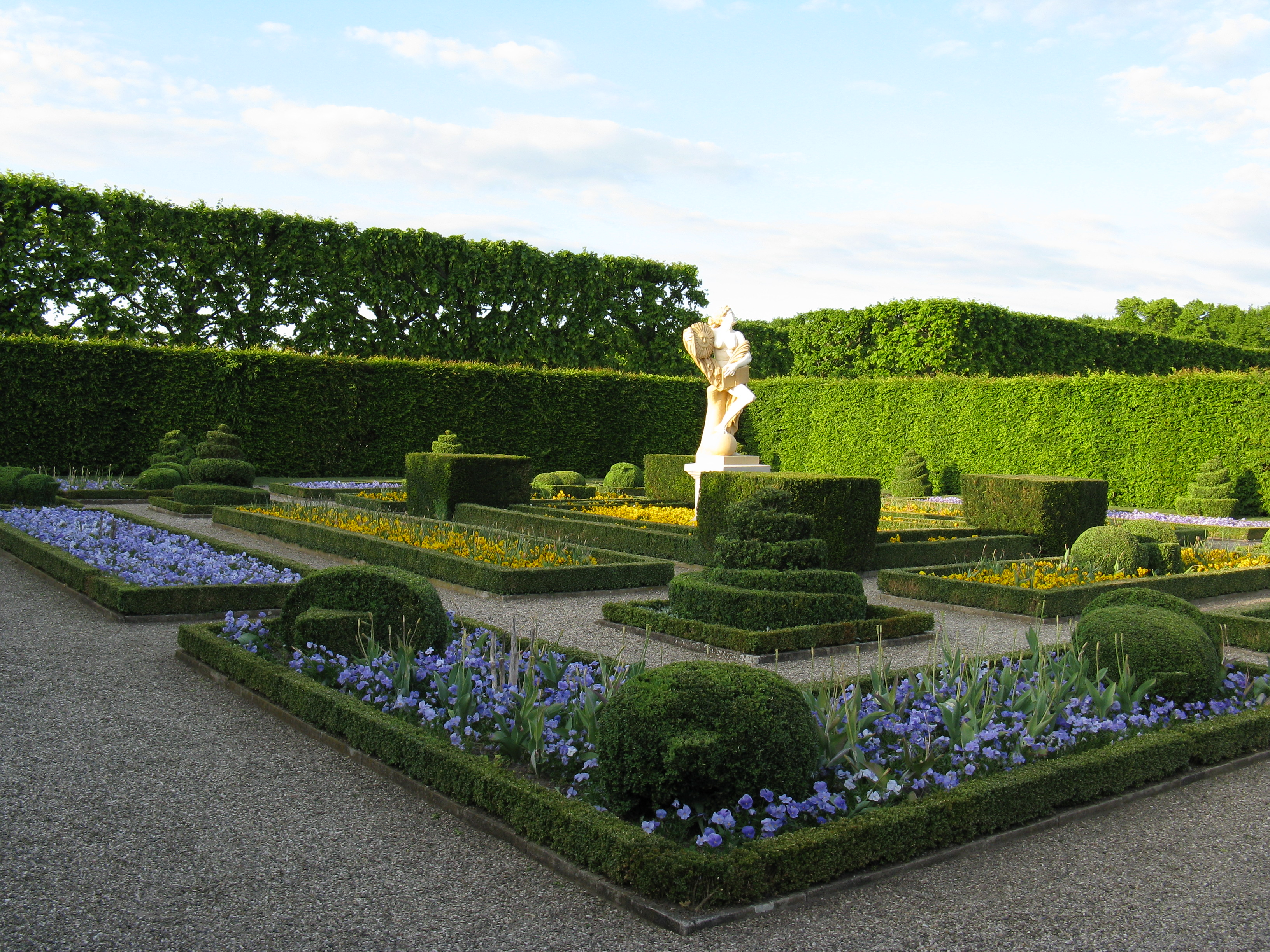
Giardino fiorito
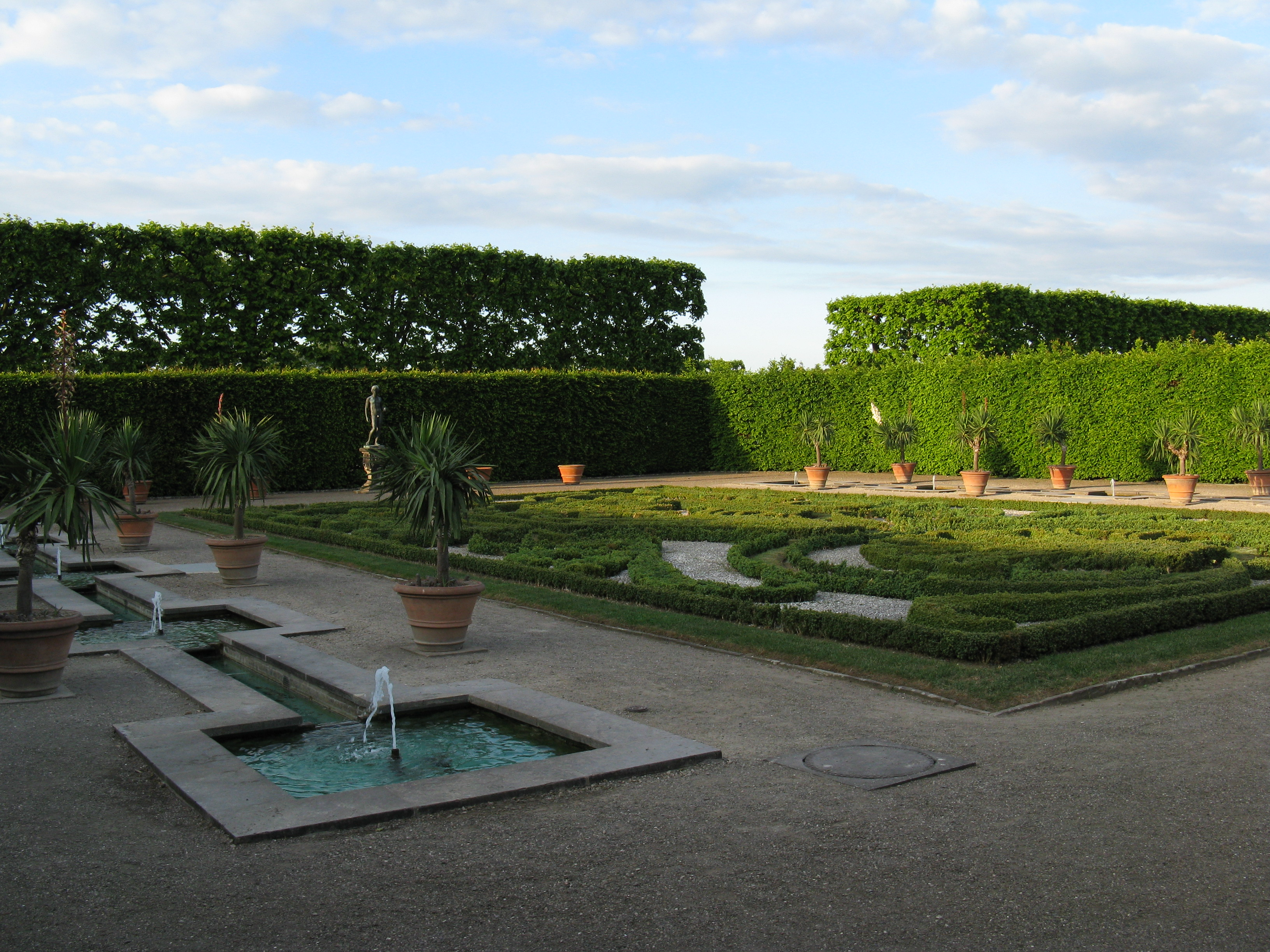
Giardino dell'acqua sorgiva

- Giardino di rose
- Giardino di rose
- Giardino a prato
- Giardino dell'isola
- Giardino rinascimentale
- Giardino barocco
- Giardino rococò
- Giardino fiorito
- Giardino dell'acqua sorgiva

### Il giardino meridionale

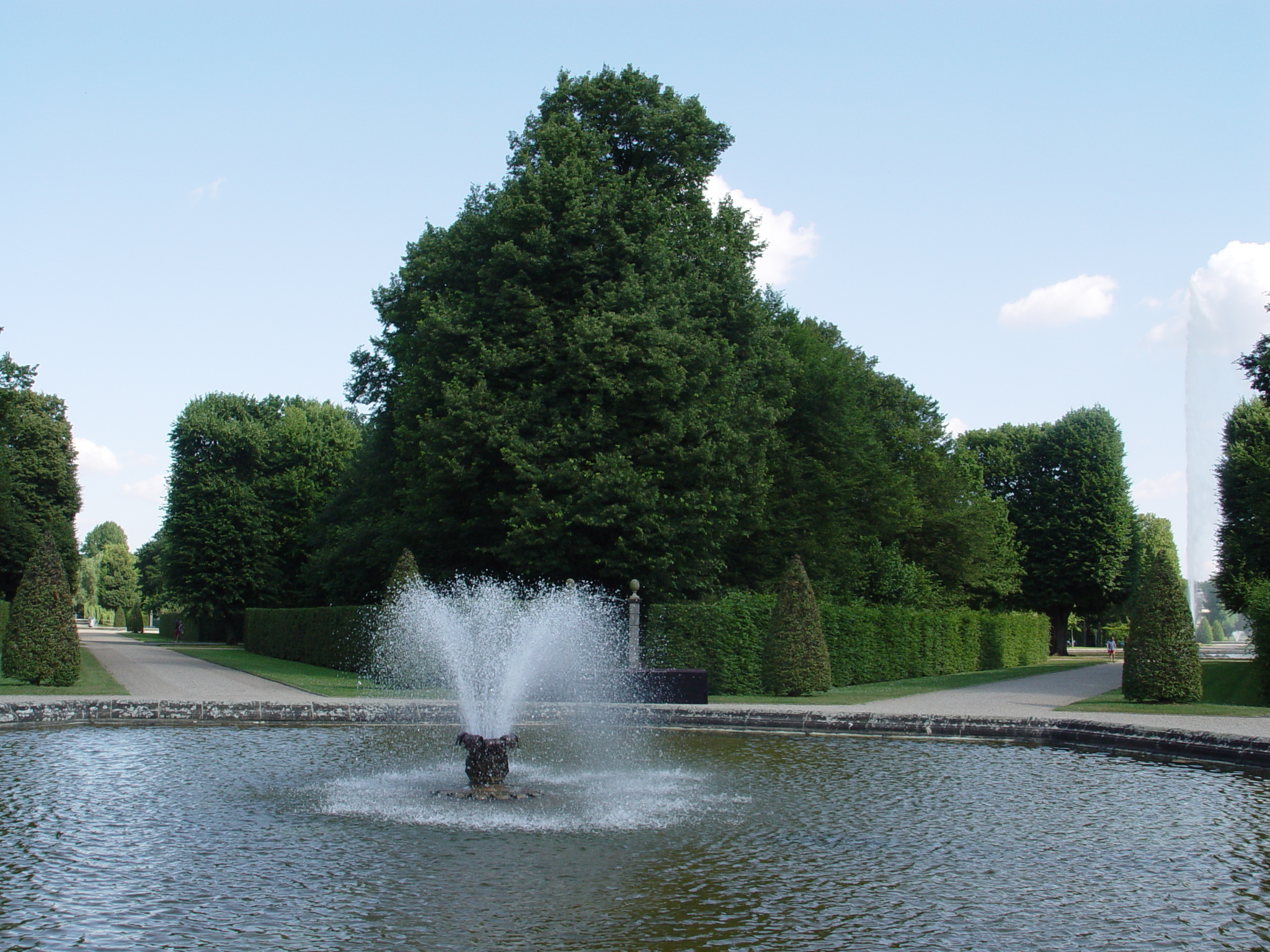
Prospettiva del giardino meridionale del complesso

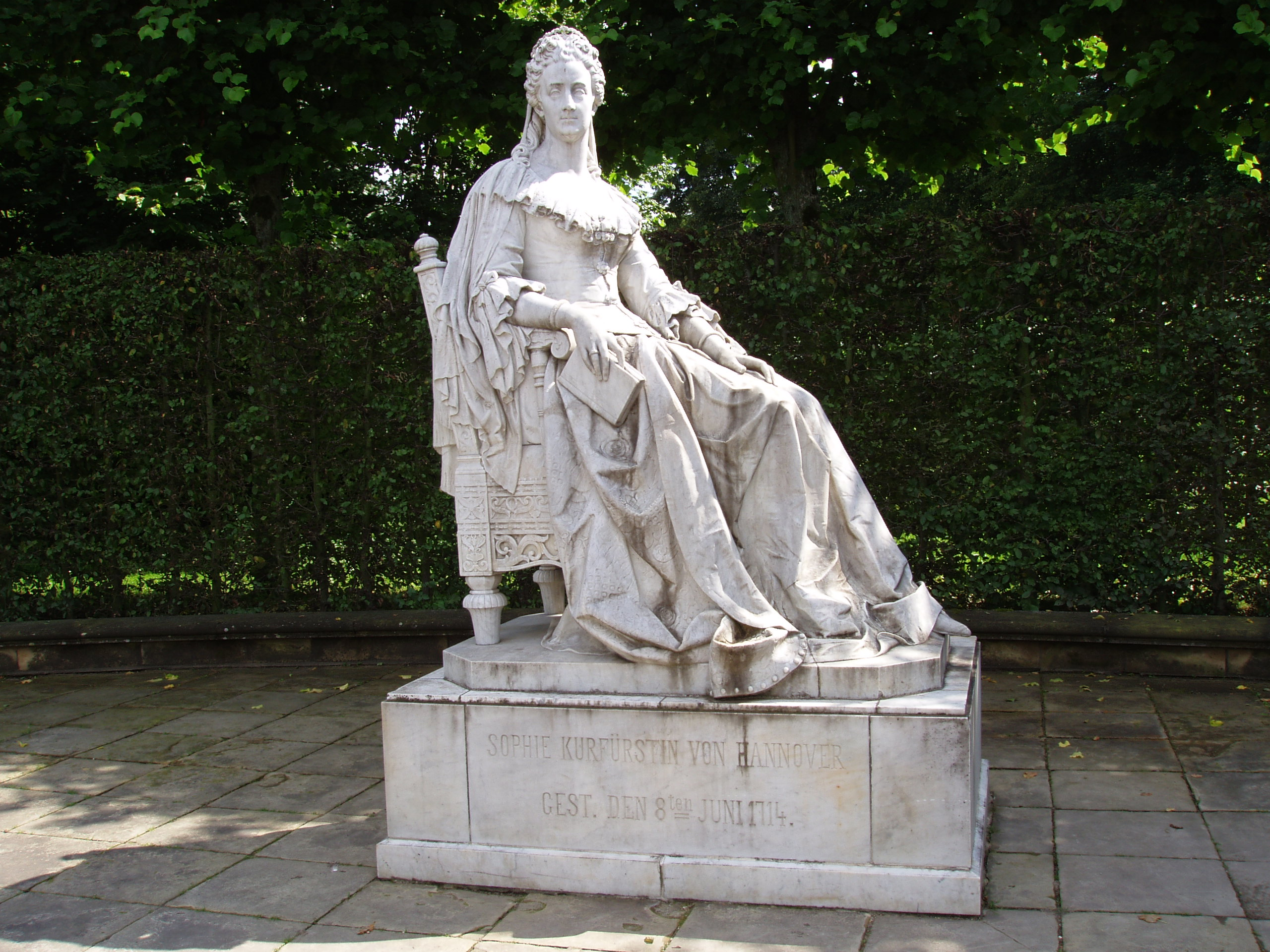
Il monumento all'elettrice Sofia

La metà meridionale del giardino (chiamato anche "Nouveau Jardin") venne allestita come un giardino a boschetti su una pianta geometrica del 1696. La zona del giardino, che è delimitata da viali laterali, è caratterizzata dagli spazi verdi delimitati da siepi di carpino. Il sistema di percorsi divide questa metà del giardino, di forma quasi quadrata, in trentadue spazi minori. Al centro di questa parte del giardino si trova la Grande Fontana del complesso, che rappresenta il punto focale dell'intero Grosser Garten, da cui si irradiano dei percorsi diagonali.
In questa parte del giardino si trova anche un grandioso monumento dedicato all'elettrice Sofia, grande fautrice del parco della residenza, realizzato nel 1878 dallo scultore Friederich Wilhelm Engelhard in marmo di Carrara.
Nel XVIII secolo la maggior parte delle aree verdi di questa parte del giardino venne decorata su espressa volontà dell'elettrice con piante da frutto, andando così ad arricchire il giardino e ponendosi in pieno contrasto con la teoria del giardino barocco francese che imponeva una netta separazione tra il giardino di piacere e quello funzionale al sostentamento della corte. Tale tradizione di coltivazione della frutta si mantenne nella parte meridionale del giardino sino al XX secolo, venendo compromessa solo dalle ristrutturazioni del 1936 quando i progettisti della città di Hannover ritennero tale idea incompatibile con l'idea del giardino barocco in generale. Hermann Wernicke fece quindi sostituire gli alberi da frutto con alberi decidui.

#### La Grande Fontana

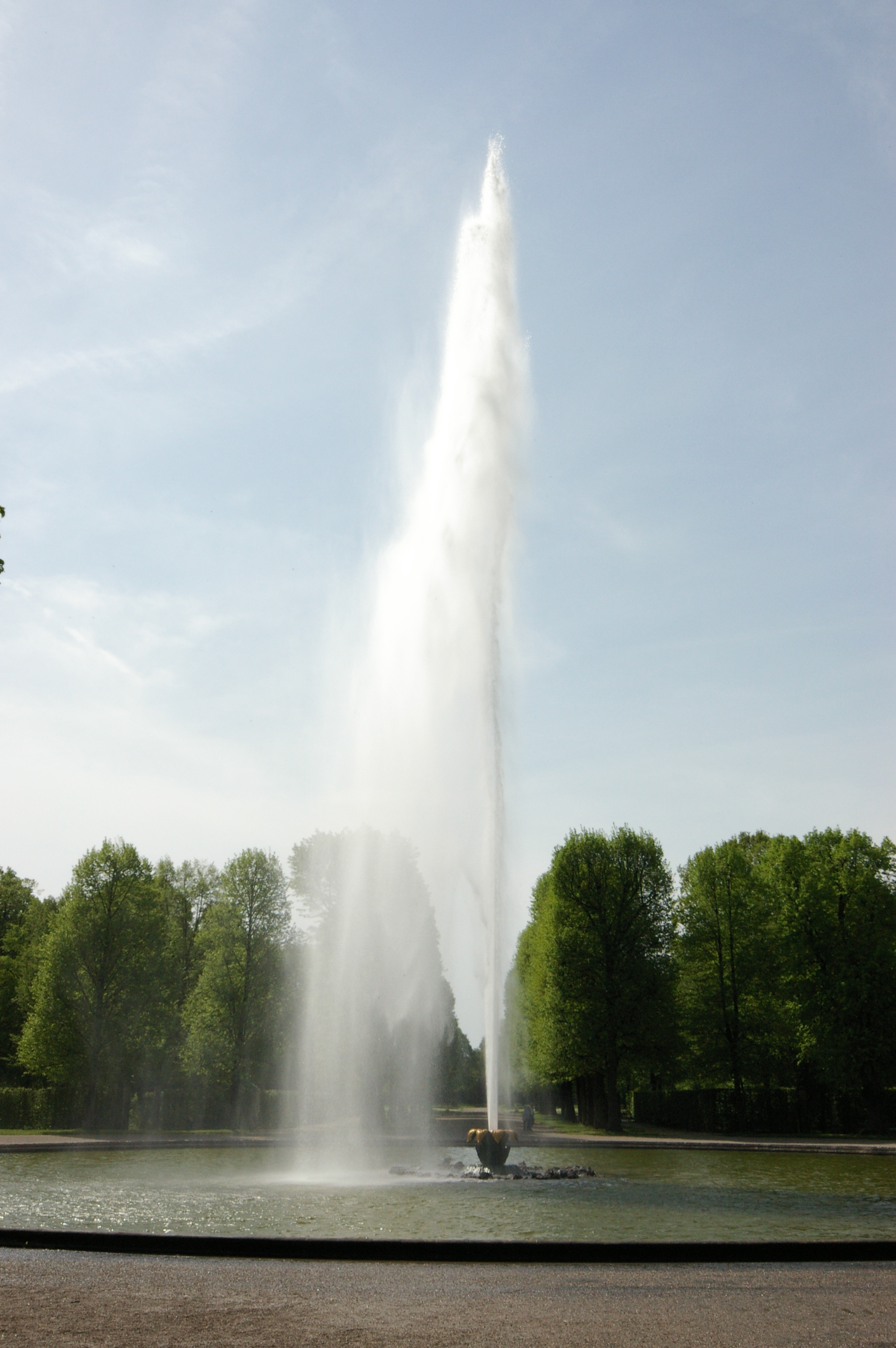
Il grandioso getto della Grande Fontana

Al centro della parte meridionale del Grosser Garten si trova la Grande Fontana, un gioco d'acqua in funzione dal 1719. Il suo getto d'acqua raggiunge l'altezza di 81 metri quando non c'è vento. Per raggiungere questa altezza, l'acqua viene posta in pressione attraverso una fessura circolare di 4 cm di larghezza, dalla quale esce con una velocità massima di 140 km/h. La fontana ha un consumo orario di 500 m³ d'acqua.
La costruzione della Grande Fontana ebbe inizio attorno al 1700. L'elettore Giorgio Luigi progettò la creazione nel parco della sua residenza ad Hannover di una grandiosa fontana contraddistinta da un imponente getto d'acqua, superiore a quello di ogni altra fontana tedesca dell'epoca, così da legittimare allegoricamente la sua pretesa di essere superiore a tutti gli altri suoi pari, in particolare dopo l'acquisizione del titolo di principe ereditario del trono inglese. La sfida intrapresa a Herrenhausen era quella di generare una pressione idrica sufficiente da poter innalzare il getto d'acqua ben oltre i 27 metri del Bassin du Dragon del parco della Reggia di Versailles che all'epoca era considerato una meraviglia dell'ingegneria idraulica. Giorgio Luigi per questo scopo non volle realizzare un progetto architettonico per la sua fontana, bensì volle creare un luogo ove la sola tecnologia era l'elemento a farla da padrone, fatto che lo avrebbe quindi fatto apparire come un sovrano moderno e orientato al futuro. L'idea era che il getto d'acqua fosse esso stesso una personificazione del principe, come l'acqua sconfigge la gravità e quindi la natura, elementi che rimandano al potere umano. La fontana costituisce il centro del giardino geometricamente disegnato e lo domina così come il principe è posto al centro di uno stato ordinato e lo governa.
Come primo passo nella costruzione della fontana, Pierre La Croix, progettista assunto a Parigi per essere destinato al Grosser Garten di Hannover nel 1700 dopo la morte del maestro fontaniere Pierre Denis, creò il bacino rotondo in arenaria, del diametro di oltre 50 metri, per la ospitare la grande fontana. La realizzazione tecnica del progetto si è però rivelata più difficile di quanto supposto. Un sistema di pompe convenzionale installato sul fiume Leine nel 1706, alle porte di Hannover, e azionato da una ruota idraulica si è rivelato insufficiente per spingere l'acqua a grandi altezze come da progetto. L'elettore Giorgio Luigi sperava che forse l'uso di motori a vapore portasse ad una soluzione soddisfacente ma nulla sembrò cambiare in maniera sostanziale; in particolare dopo la sua candidatura alla successione al trono inglese, i contatti dell'elettore con l'Inghilterra aumentarono sempre più al punto che nel 1706 venne contattato da William Benson, chierico inglese e architetto dilettante, politicamente ambizioso, il quale cercò di ottenere il favore del futuro sovrano risolvendo il problema idraulico che lo affliggeva nella sua residenza tedesca. Dopo l'ascesa al trono di Giorgio I nel 1714, Benson si mise in luce come inventore di macchine ad acqua. Re Giorgio I fece controllare attentamente le proposte di Benson nel 1717 dal direttore delle macchine agricole dell'Hannover, Bernard Ripking, tra i migliori ingegneri dell'elettorato di Hannover dell'epoca. Questi notò come all'interno dei meccanismi proposti da Benson vi fossero dei sistemi di pompaggio a vapore simili a quelli utilizzati nelle miniere della Cornovaglia e per questo l'elettore pensò di sfruttare la medesima tecnica anche nelle miniere dei monti Harz.
Nel 1718, Giorgio I mise a disposizione di Benson la somma di 20.000 Reichstaler per la costruzione di una potente macchina per il trasporto dell'acqua verso le fontane del parco, concedendogli il permesso di realizzare una diga sul fiume Leine a sud-ovest del Grosser Garten. Dopo più di vent'anni venne finalmente realizzata un'opera che, seguendo i principi fisici elaborati da Gottfried Wilhelm Leibniz, aveva dato una risposta soddisfacente al problema delle fontane al castello di Herrenshausen. Benson fu il primo di una serie di personaggi che, provenendo dall'Inghilterra, trovarono occupazione presso la corte dell'Hannover nel corso del XVIII secolo, tra i quali il meccanico Joseph Andrews, il mastro falegname Joseph Cleeves ed altri nove artigiani che lavorarono direttamente alla meccanica delle fontane dei giardini del castello. Nel marzo 1718 iniziarono i lavori di scavo per la costruzione di un canale di drenaggio lungo quasi 900 metri dietro la macchina idrica progettata (l'attuale Ernst-August-Kanal). Quattro mesi dopo, vennero iniziati i lavori per la costruzione di uno sbarramento di legno lungo 52 metri lungo il corso del fiume con 46 incastri sempre in legno per la regolazione del livello dell acque, regolabili manualmente. Alla struttura vennero affiancate cinque ruote idrauliche del diametro di 9,4 metri e le cosiddette "serrature a spazzamento" per l'azionamento di 40 pompe a pressione. Tre di queste ruote avrebbero dovuto azionare da sole le pompe per la grande fontana e due avrebbero dovuto azionare i piccoli giochi d'acqua della parte più vecchia del giardino. Per la prima volta a Herrenhausen, venne utilizzata la ghisa per la realizzazione delle tubature di pressione della fontana, anziché il piombo come era in uso sino a quell'epoca. Dal tetto della struttura di pompaggio era possibile avere un contatto visivo con la grande fontana al centro del giardino. Il 21 settembre 1719, alla presenza del re e della corte, si svolse una corsa di prova delle tre ruote idrauliche completate, ma invece dei 20 metri sperati, il getto d'acqua della fontana raggiunse solo 5 metri.
Per evitare una perdita di prestigio di fronte a tutta la corte e rimediare alle carenze, vennero eseguiti nuovi studi e fu l'ugonotto John Theophilus Desaguliers (1683–1744), membro della Royal Society, a trovare l'errore: gran parte del sistema perdeva potenza in quanto i tubi di collegamento con il bacino della fontana non erano curvi, ma erano stati piegati a 90 gradi. Con questa correzione, già nel settembre del 1720 il getto della Grande Fontana raggiunse un'altezza di 35 metri in assenza di vento e con l'utilizzo di tutte le ruote idrauliche e le pompe: re Giorgio I poteva così disporre del getto di fontane più alto di tutte le corti europee. Per la Grande Fontana erano stati spesi in tutto 220.000 talleri, una somma che è paragonabile ai 230.000 talleri spesi per la costruzione della Frauenkirche di Dresda quasi nel medesimo periodo.
Joseph Cleeves e suo figlio John vennero impiegati come maestri macchinisti per garantire la piena funzionalità a lungo termine. Nel 1742, nello specifico, la struttura in legno venne perfezionata con aggiunte di muri in mattoni e parti in arenaria così da renderla più solida. Nella seconda metà del Settecento, si può dire che tutto l'interesse sugli altri giochi d'acqua del giardino era ormai svanito e tutto si concentrava unicamente nel funzionamento della Grande Fontana.
Verso la metà del XIX secolo, vennero intrapresi nuovi lavori per aumentare ulteriormente le prestazioni della Grande Fontana. Nel 1856, l'ingegnere Richard Auhagen progettò un accorciamento dei tubi e la sostituzione di tutte le condotte di piombo con condotte unicamente in ghisa. Senza alcuna modifica alla macchina dell'acqua, il getto della fontana raggiunse così la ragguardevole altezza di 44 metri. Per tenere il passo con la concorrenza, ancora nel 1861 re Giorgio V incaricò il consigliere edile Heinrich Hagen di progettare una nuova macchina di pompaggio per l'alimentazione della fontana. Le nuove pompe vennero realizzate dalla fabbrica di macchine idrauliche Egestorff a Linden che, grazie al progresso tecnico rispetto al secolo precedente, richiesero solo due ruote di 8 metri di diametro. La nuova struttura per ospitare le macchine venne costruita nel 1862 con progetto degli ingegneri Georg Heinrich Schustere e Richard Auhagen. Nel 1863 il nuovo impianto poteva dirsi completato e con entrambe le ruote in funzione, le pompe erogavano 400.000 litri di acqua all'ora, sufficienti per spingere il getto fino a 67 metri, rendendo la Fontana Grande la seconda fontana da giardino più alta d'Europa. Ancora oggi la macchina di pompaggio è un monumento alla tecnica fontaniera del XIX secolo ed è mantenuta funzionante. Dal 1956 la stazione di pompaggio è stata elettrificata, il che ha portato ulteriore innalzamento del getto d'acqua all'altezza attuale.

### Il fossato

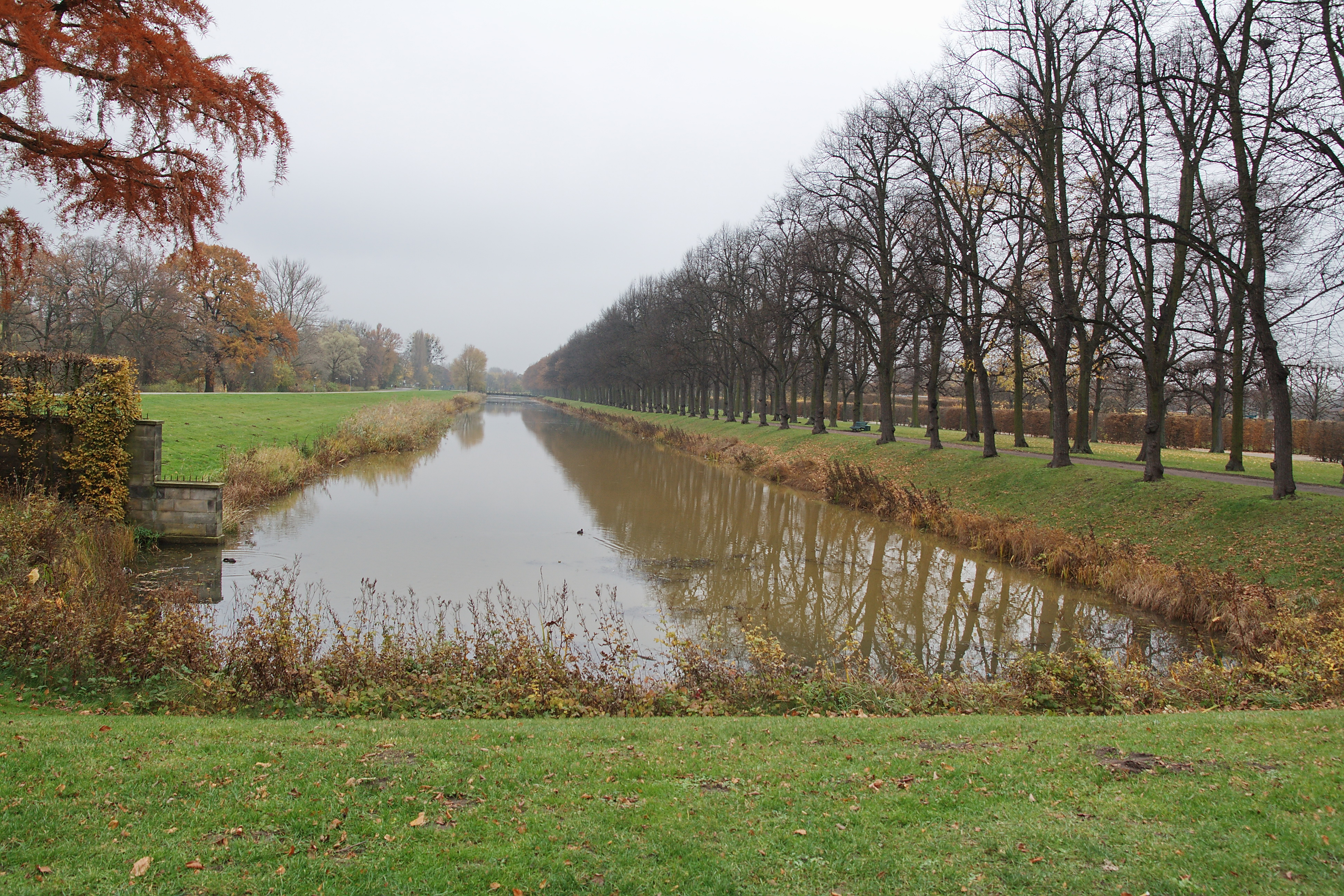
Tratto del fossato del Grosser Garten

Per tre dei quattro suoi lati, il Grosser Garten è circondato da un fossato d'acqua chiamato in tedesco Gräfte e derivato dalla parola olandese Gracht che serviva originariamente appunto per definire i fossati che circondavano le residenze nobiliari e i castelli antichi. Tale soluzione era diffusa particolarmente nei giardini barocchi olandesi che Martin Charbonnier aveva avuto modo di vedere nel corso di un suo viaggio di studio nei Paesi Bassi. I lavori per la realizzazione di queste canalizzazioni nel Grosser Garten ebbero inizio nell'estate del 1697, col recupero della terra di scavo per il rinforzo degli argini. Il fossato venne ultimato attorno al 1700 e, oltre a scopi difensivi, era utilizzato anche per altre funzioni pratiche come ad esempio fornire l'acqua alle coltivazioni circostanti e del giardino, acqua che non era necessario ricevere in pressione come per le fontane ma che giungeva placidamente dal livello del fiume. Il percorso totale del canale era di quasi due chilometri.
All'inizio del XVIII secolo il fossato offriva anche la possibilità di organizzare delle gite in gondola come attrazione speciale per la corte. All'estremità nord-ovest del parco, infatti, nel 1702 vennero costruiti un pontile e una rimessa per le barche per il ricovero notturno delle gondole, appositamente fatte arrivare da Venezia. Nel 1747 il servizio, ad ogni modo, venne abbandonato.
Tra il 1839 e il 1840, venne costruito sul fossato il Friederikenbrücke, un ponte che consentiva l'accesso diretto al Georgengarten.

### I padiglioni

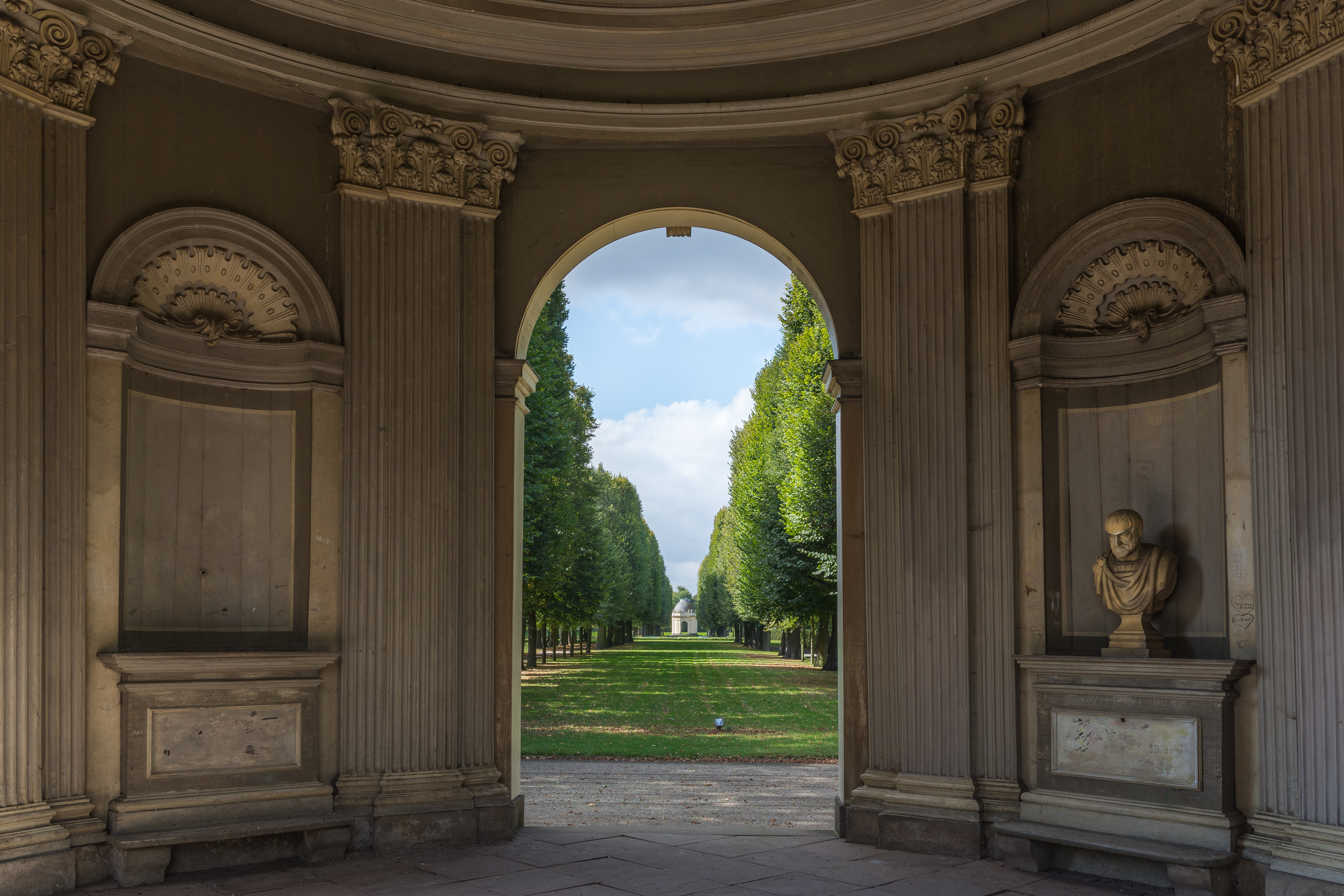
Veduta prospettica dei padiglioni da sud-ovest

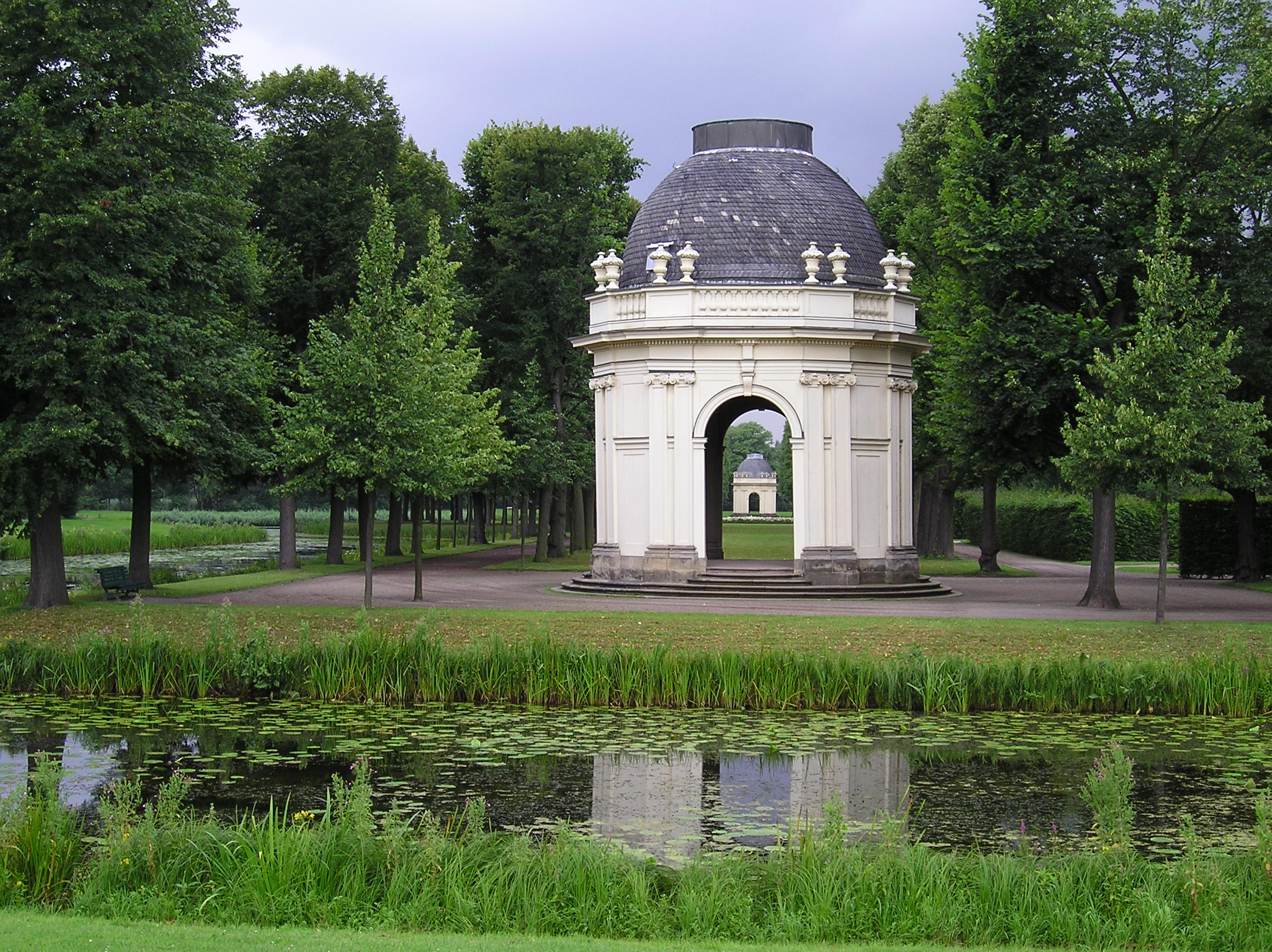
Veduta esterna di uno dei padiglioni progettati da Louis Remy de la Fosse

Tra il 1707 ed il 1708 vennero costruiti nel Grosser Garten due padiglioni ad opera dell'architetto di corte Louis Remy de la Fosse agli angoli sud del grande parco. Questi padiglioni erano di forma tondeggiante e contraddistinti sulla cima da una cupola riccamente decorata, innalzati su un piedistallo in arenaria con gradini. Essi fungevano da punto di fuga per i viali di tigli che segnavano l'estensione del giardino al limitare meridionale del complesso. Entrambi vennero originariamente realizzati in legno, ma dopo che nel 1752 un disastroso incendio bruciò completamente quello occidentale, i due padiglioni vennero ricostruiti in muratura ad opera di Johann Paul Heumann. Rispetto alla sua controparte ad est, il padiglione ad ovest mostra però ancora oggi delle decorazioni architettoniche leggermente diverse, realizzate dallo scultore di corte Johann Friedrich Ziesenis. Nel 1757 Ziesenis realizzò otto busti con ritratti di pensatori greci e romani che andarono a decorare l'interno dei padiglioni, i cui originali sono andati perduti ed ora sono stati sostituiti da copie.

## Edifici nel giardino

### Il castello di Herrenhausen

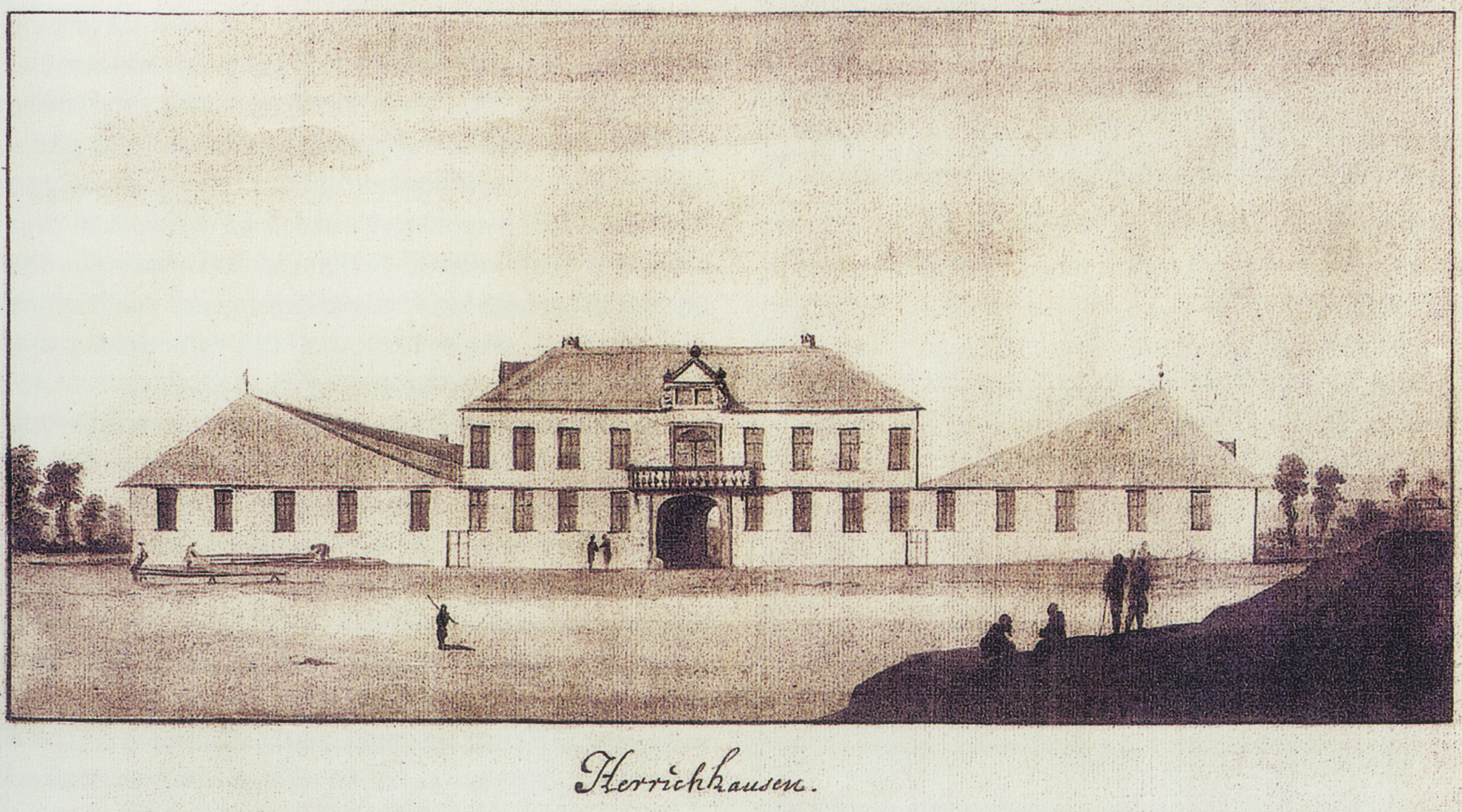
Il castello di Herrenhausen in un disegno del 1670

Il castello di Herrenhausen venne costruito a partire dal 1640 attraverso la graduale conversione ed espansione di un piccolo maniero costruito in loco dalla casata dei Guelfi come abitazione estiva. Sotto la direzione del duca Giovanni Federico, l'originale struttura venne ampliata in forma di palazzo dal 1676. Intorno al 1688, il duca Ernesto Augusto iniziò a progettare un nuovo palazzo ad Herrenhausen, in concorrenza con il castello di Salzdahlum. Il primo degli edifici ad essere costruito in questa fase fu la Galleria nel giardino.
Durante il suo regno, l'elettore Giorgio Luigi si occupò prevalentemente della realizzazione dei giochi d'acqua nel parco del castello. Nel 1725 la facciata del castello venne rinnovata in stile barocco, conservandosi ad ogni modo sostanzialmente invariato anche durante il regno di Giorgio II. Con Giorgio III vennero rimosse dal castello tutte le decorazioni barocche aggiunte in facciata in quanto la manutenzione delle stesse, sottoposte a continui danneggiamenti degli agenti atmosferici, era stato giudicato eccessivo. Nel 1818 l'architetto di corte Georg Ludwig Friedrich Laves si occupò di dare un'impronta neoclassica al complesso.
Dal 1837 il castello fu sempre più utilizzato per cene e ricevimenti di rappresentanza che come abitazione. Dal 1857 Giorgio V di Hannover iniziò ad utilizzare stabilmente Herrenhausen anche come propria residenza. Il castello venne completamente distrutto da un bombardamento aereo la sera del 18 ottobre 1943.

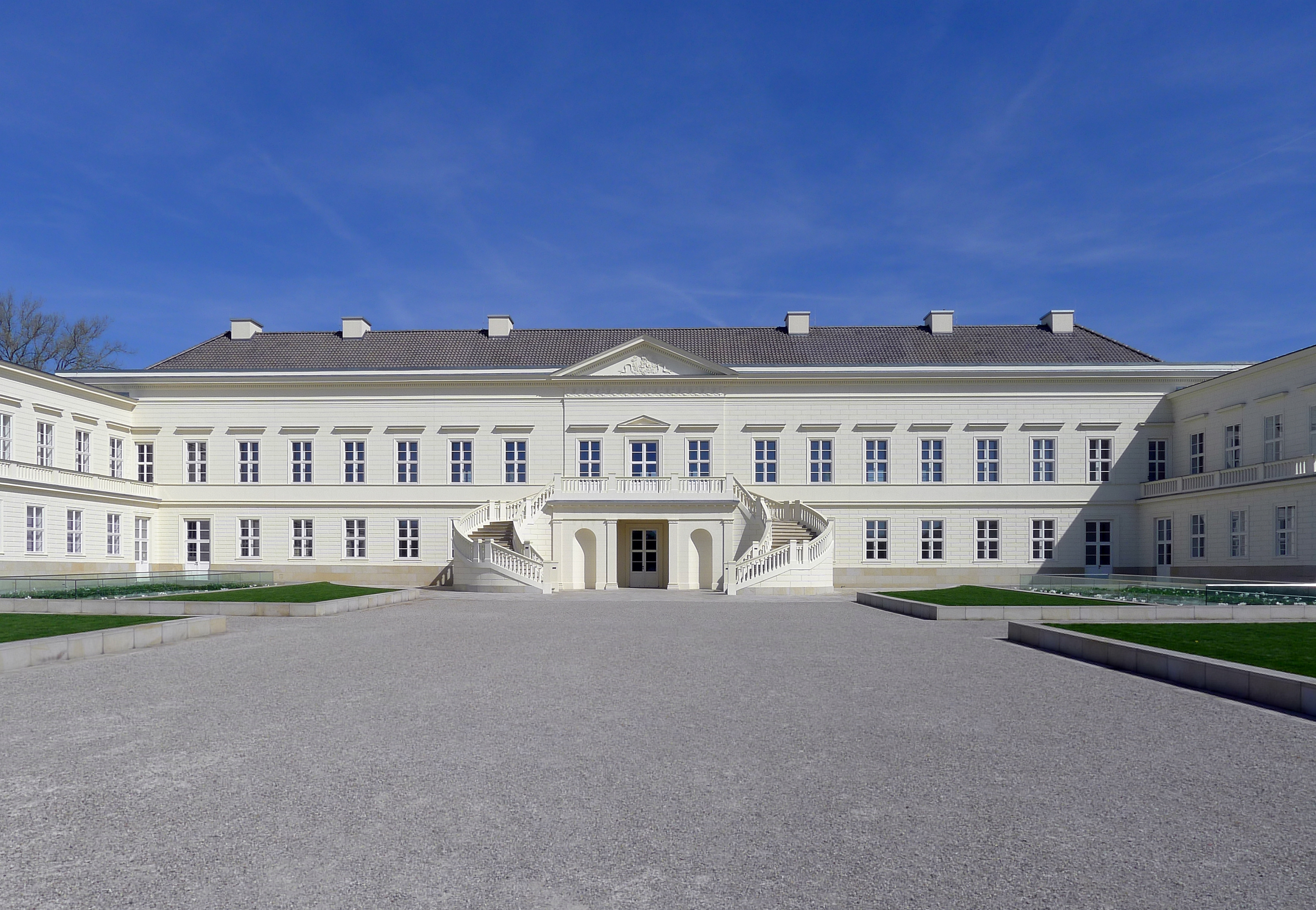
Il castello ricostruito visto dal lato del giardino

Dopo la seconda guerra mondiale, sono state avanzate varie proposte (poi non realizzate) per la ricostruzione parziale o totale del castello. Nel 1986, venne concluso un accordo tra la città di Hannover e lo stato della Bassa Sassonia per una ricostruzione della struttura adattata al Grosser Garten conservatosi.
Con l'aiuto della Fondazione Volkswagen, è stato possibile ricostruire la facciata originale del castello secondo il progetto elaborato da Laves. La prima pietra è stata posta il 6 giugno 2011, con l'apertura ufficiale della struttura il 18 gennaio 2013.

### La Galleria

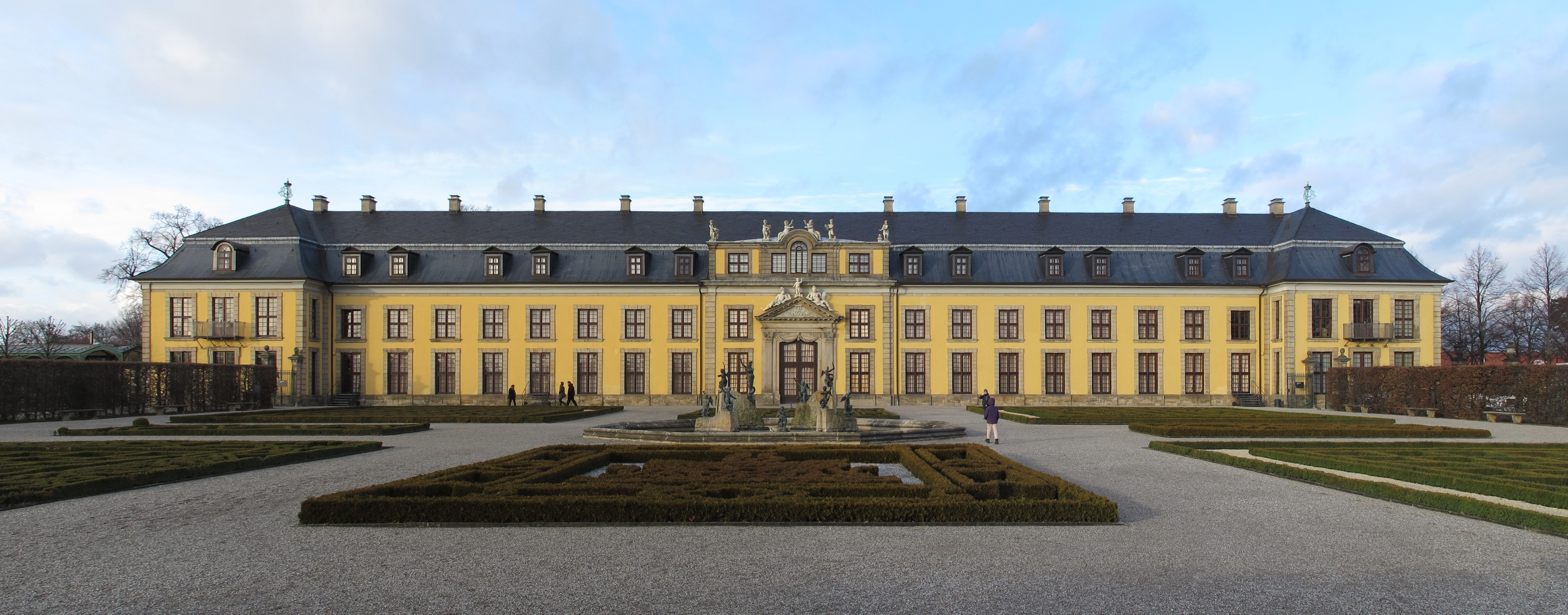
La Galleria nel Grosser Garten

L'edificio più antico ad essere sopravvissuto di tutto il complesso del Grosser Garten è indubbiamente quello della Galleria. Essa venne costruita tra il 1694 ed il 1698. Il progetto iniziale venne realizzato intorno al 1690 per mano dell'architetto Johann Peter Wachter, anche se il progetto definitivo vide la mano anche di altri artisti, tra cui l'architetto e pittore veneziano Tommaso Giusti che ottenne anche la direzione dei lavori.
La struttura venne inizialmente pensata come orangerie per la conservazione degli agrumi del castello durante il periodo invernale, ma successivamente la sua struttura particolarmente ampia e a campata unica lo rese un luogo prediletto per feste da ballo durante i mesi estivi. Espandendo gli originali padiglioni laterali per ospitare ricevimenti privati e salotti per la coppia elettorale, l'elettrice Sofia prese la direzione dei lavori e l'edificio acquisì sempre più il carattere di una maison de plaisance (palazzo di piacere). Anche nella Galleria l'idea era quella di stupire il visitatore ed in particolare gli ambasciatori stranieri o gli ospiti di alto rango provenienti dall'estero. A differenza però della prassi dell'epoca, l'edificio non seguiva i dettami dell'architettura barocca francese dell'epoca, bensì di quella italiana che la coppia elettorale aveva avuto modo di vedere durante un viaggio compiuto nella penisola.

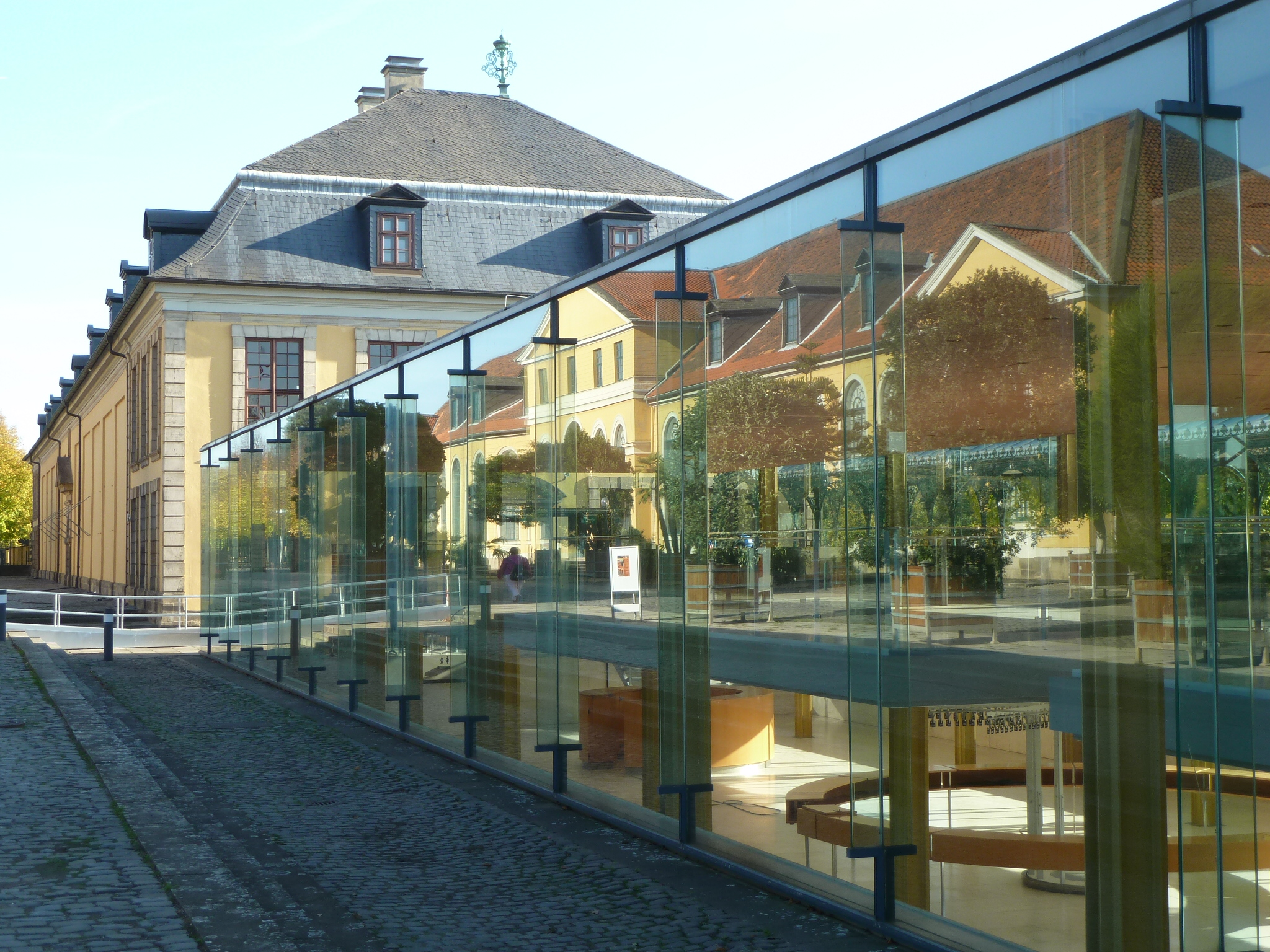
Il foyer moderno progettato da Arne Jacobsen a fianco dell'edificio barocco originale

La costruzione della galleria enfatizzò l'uso del palazzo di Herrenhausen come residenza estiva. La sua architettura e gli interni si riferivano esplicitamente all'Italia e all'otium latino inteso come un rilassamento dal rigido cerimoniale vigente a corte. La galleria venne utilizzata per i festeggiamenti nel periodo di massimo splendore del complesso di Herrenhausen, ovvero sino al 1755, mentre nelle epoche successive venne utilizzata sporadicamente per ospitare banchetti e feste da ballo. Oggi l'edificio è sede di un museo ed è stato ampliato tra il 1964 ed il 1966 con l'aggiunta di alcuni locali di servizio come un guardaroba e un foyer su due livelli ad opera dell'architetto danese Arne Jacobsen. Dall'esterno questi ampliamenti hanno preso la forma di un cubo di vetro allungato, volontariamente distinto dall'edificio barocco originale.

#### Architettura esterna

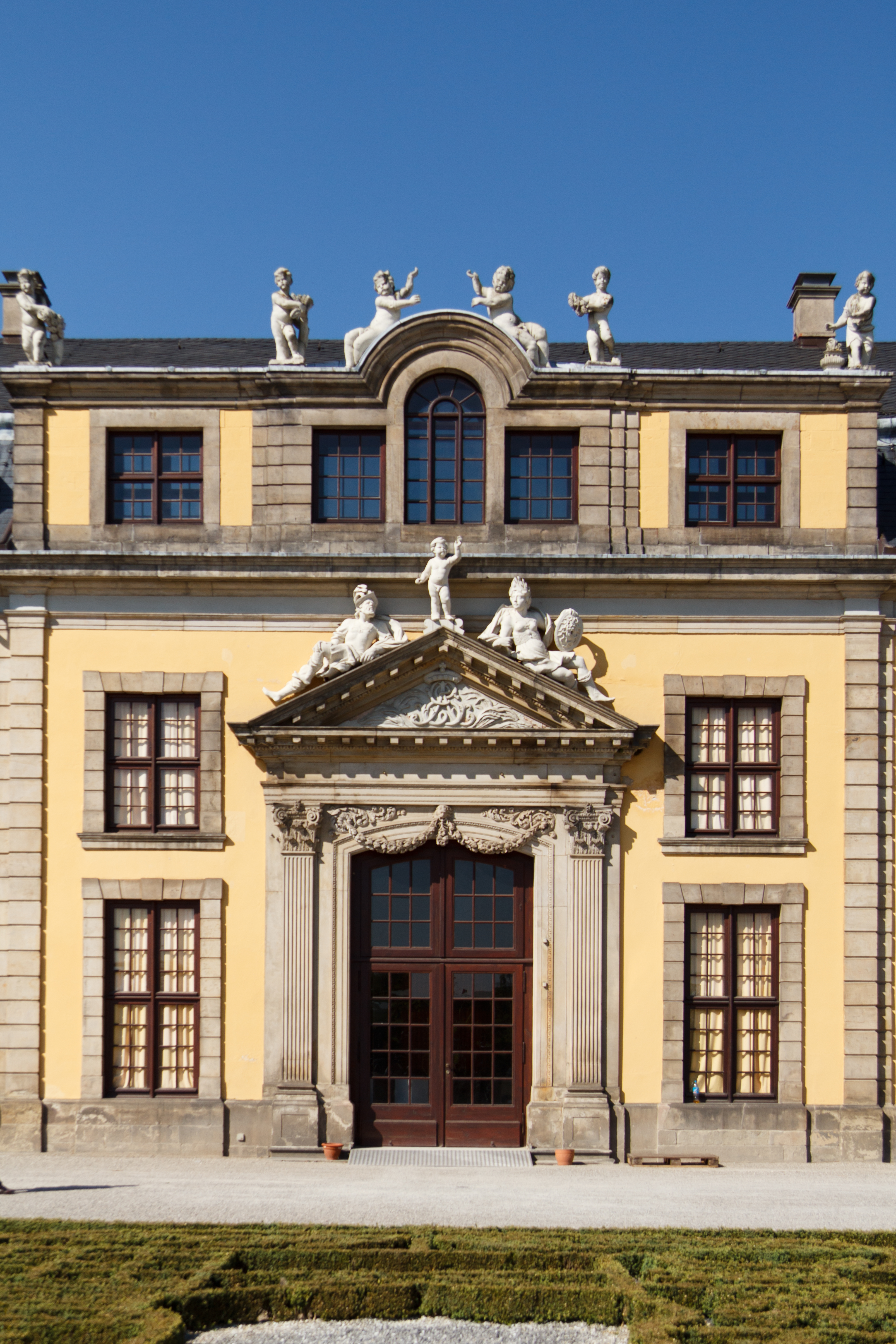
Il portale d'ingresso alla Galleria

L'edificio della Galleria si presenta come una struttura di forma allungata, a due piani, con la facciata principale rivolta verso il parterre degli aranci e la parte meridionale del giardino a cui è allineata lateralmente. La facciata, lineare, richiama gli stilemi dell'architettura italiana del XVII secolo, con la presenza di molte finestre disposte in modo uniforme e simmetrico. Le lesene quadrate e le cornici delle finestre, nonché la cornice in arenaria, sono elementi decorativi di chiara ispirazione italiana. Il portale di accesso alla struttura si presenta particolarmente evidenziato da una serie di elementi decorativi con lesene di stile corinzio, architrave, trabeazione e timpano triangolare sovrastante. Il campo del timpano è decorato col monogramma della coppia elettorale in rilievo, affiancato dalle statue di Marte e di Minerva sugli spioventi del frontone, ponendo così idealmente l'allegoria della forza, della saggezza, della legge e della virtù. Un gruppo di tre finestre sovrastanti il portone, sono decorate dalla presenza di putti con lo stemma dell'elettorato del Brunswick-Lüneburg, e da altri che rappresentano le allegorie delle quattro stagioni a sottolineare ulteriormente il carattere di residenza estiva del palazzo. L'area del sottotetto, mansardata alla francese, ha consentito la creazione di una serie di camere per i dipendenti.

#### Gli interni

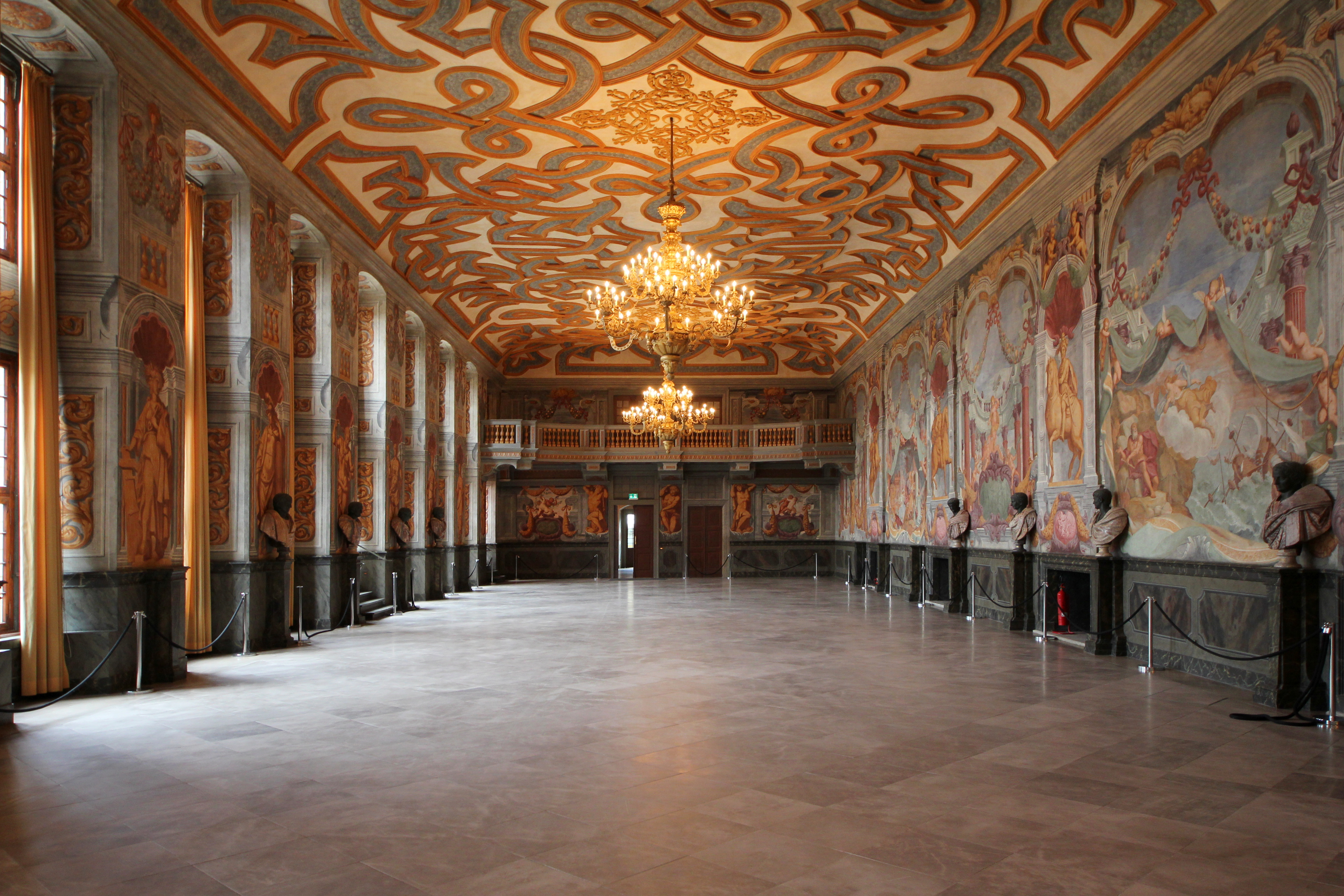
L'interno del piano terra della Galleria

La galleria vera e propria occupa l'ala centrale dell'edificio. Essa ha una lunghezza di 66 metri e una profondità di 12 metri ed è quindi un'area più ampia anche della Galleria degli Specchi della Reggia di Versailles. La sua funzione era quella di grande serra invernale per le piante d'arancio e frutta in vaso presenti nel giardino che necessitavano di essere riparate dal freddo invernale, mentre in estate essa diveniva un luogo di rappresentanza per l'elettore e la sua corte. Gli unici elementi strutturali presenti nello spazio della galleria si trovano sul muro nord e sono dei camini leggermente sporgenti dal muro e destinati al riscaldamento dell'ambiente in inverno. Per garantire una corretta illuminazione all'ambiente interno, la parete sud venne corredata da una lunga fila di ampie finestre. Ancora una volta questa struttura non è un rimando alle tipiche gallerie di stile francese, bensì a quelle italiane dell'epoca e nello specifico ai grandi saloni veneziani, utilizzati anche per allestire orchestre e spettacoli durante l'estate. Il piano terra, posto a livello del terreno, permetteva poi di ampliare lo spazio utilizzabile a tale scopo anche verso il parterre all'esterno.
Nel 1696, durante il completamento del giardino, iniziarono in contemporanea i lavori per la costruzione della Galleria. I disegni degli affreschi che adornano ancora oggi le pareti e gli stucchi sul soffitto vennero affidati al genio di Tommaso Giusti e rappresentano ancora oggi un chiaro esempio di affresco barocco nella Germania settentrionale, influenzato dal gusto italiano dell'arte dell'epoca. Giusti era del resto un esponente dell'arte veneziana e strutturò le pareti, che come si è detto erano piane e prive di elementi architettonici, come un'enorme prospettiva illusionistica (quadratura). Sopra i camini, venne prevista un'architettura a pilastri con nicchie incastonate con all'interno delle statue equestri dorate dipinte. Ghirlande di frutta collegano le colonne tra loro. Gli stucchi sul soffitto vennero eseguiti da Pietro Rosso e Dosso Grana. Busti di imperatori romani completano l'arredamento della galleria. I ritratti, realizzati nel XVII secolo in alabastro e bronzo, furono acquistati in Italia nel 1715 come presunti originali antichi.

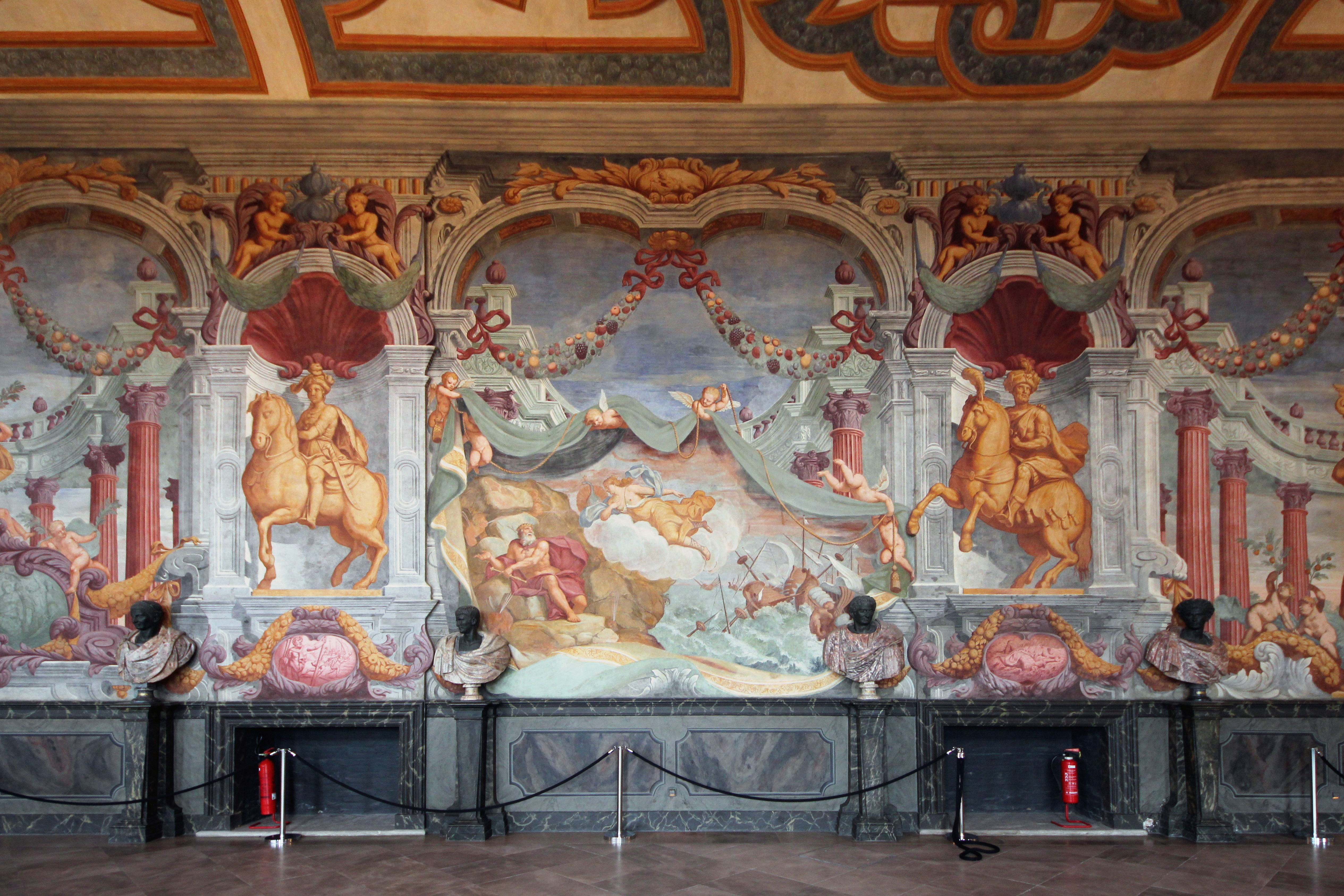
Particolare degli affreschi della Galleria

Gli arazzi dipinti srotolati sulla parete nord rappresentano scene tratte dell'Eneide di Virgilio. La loro sequenza inizia sulla parete frontale occidentale con il prologo, la distruzione di Troia, il giudizio di Paride ed il ratto di Elena e termina sulla parete frontale orientale con le ultime scene della vita di Enea. Nelle scene viene sviluppata l'idea politico-etica dell'eroe virgiliano che alla fine della sua epopea incarna l'ideale del principe, fondatore e sovrano dei suoi stati. In nicchie dipinte sulla parete a sud si trovano scene della vita di Ercole, alternate a personificazioni delle sue virtù, altro rimando agli ideali etici ed ai doveri del potere principesco. Un altro gruppo di affreschi è direttamente correlato alla casa regnante di Brunswick-Lüneburg: al centro della parete nord si trova un arco di trionfo dipinto e coronato dallo stemma d'alleanza della coppia di elettori Ernesto Augusto e Sofia. Il richiamo dei vicini affreschi di Enea è ovviamente un richiamo anche al voler sottolineare le origini italiane della casata dei Guelfi e legittimarne la rivendicazione al potere.
I due padiglioni laterali del piccolo palazzo hanno ambienti ben sviluppati su più piani. Le sale di ricevimento più intime si trovano al piano terra e i soggiorni si trovano al piano superiore. Tommaso Giusti ed i suoi colleghi dotarono le stanze di decorazioni simili alla galleria. Sul lato del giardino, le pareti sono decorate da pseudo-architetture e vedute paesaggistiche dipinte, mentre le stanze a nord mostrano dipinti a Trompe-l'œil. In questo schema si inseriscono figure allegoriche e mitologiche. I dipinti nelle sale di ricevimento variano il tema dalle stagioni ai segni zodiacali. Le sale del padiglione ovest sono dedicate alla primavera ed all'autunno, mentre quelle del padiglione est sono dedicate all'estate ed all'inverno. Anche i dipinti murali di entrambi i padiglioni sono collegati tra loro: le stanze a sud mostrano i cambiamenti legati alle stagioni sfruttando episodi tratti dalle Metamorfosi di Ovidio, mentre le stanze del complesso settentrionale mostrano gesta eroiche di uomini e donne dell'antichità.
Al piano superiore del padiglione occidentale si trovava l'appartamento dell'elettrice Sofia, mentre ad est si trovava quello dell'elettore, che però fu perlopiù utilizzato da suo figlio ed erede al trono Giorgio Luigi dopo la morte di Ernesto Augusto. Gli alloggi dell'elettore si presentano più sfarzosi e di carattere ufficiale, mentre l'appartamento dell'elettrice è più sobrio. Quest'ultima serie di stanze sono arredate con la moda cinese particolarmente diffusa nel XVIII secolo: l'elettrice Sofia si basò sulla camera di porcellana allestita al Castello di Oranienburg nel 1695. Per arredare questo spazio, nel 1706 Sofia ricevette in dono dal genero Federico I di Prussia una serie di porcellane olandesi per espandere la sua collezione, ordinatamente disposta su apposite mensole di legno.

### L'Orangerie
Dopo il 1705 la collezione di piante sensibili al freddo al castello di Herrenhausen era diventata così ampia che lo spazio di stoccaggio nell'edificio della Galleria non era più sufficiente ed inoltre il sempre più frequente utilizzo di tale ambiente come sala di rappresentanza e per le feste ne aveva di fatto cambiato la destinazione. Una soluzione al problema venne trovata nel 1720 con la costruzione di una nuova orangerie. Dietro la Galleria, dunque, l'architetto di corte Johann Christian Böhm eresse un ampio edificio con una parete a sud fortemente contraddistinta dalla presenza di grandi finestre. All'interno si staglia un locale lungo 87 metri e alto 7 metri per una lunghezza di 14 metri per accogliere appunto le piante di agrumi.
Oggi lo spazio dell'orangerie viene utilizzato per mostre d'arte e concerti di musica classica.

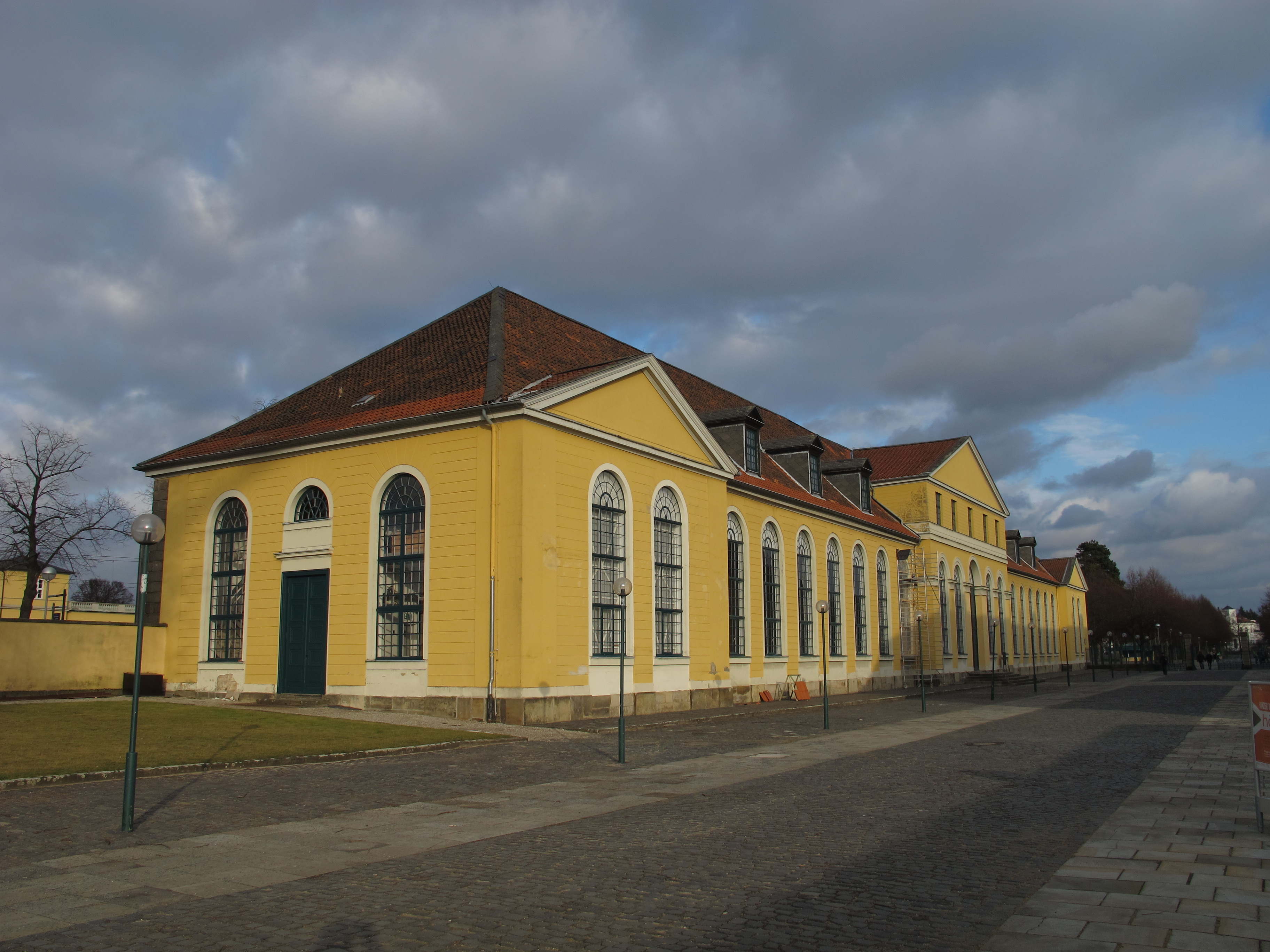
L'orangerie da sudest
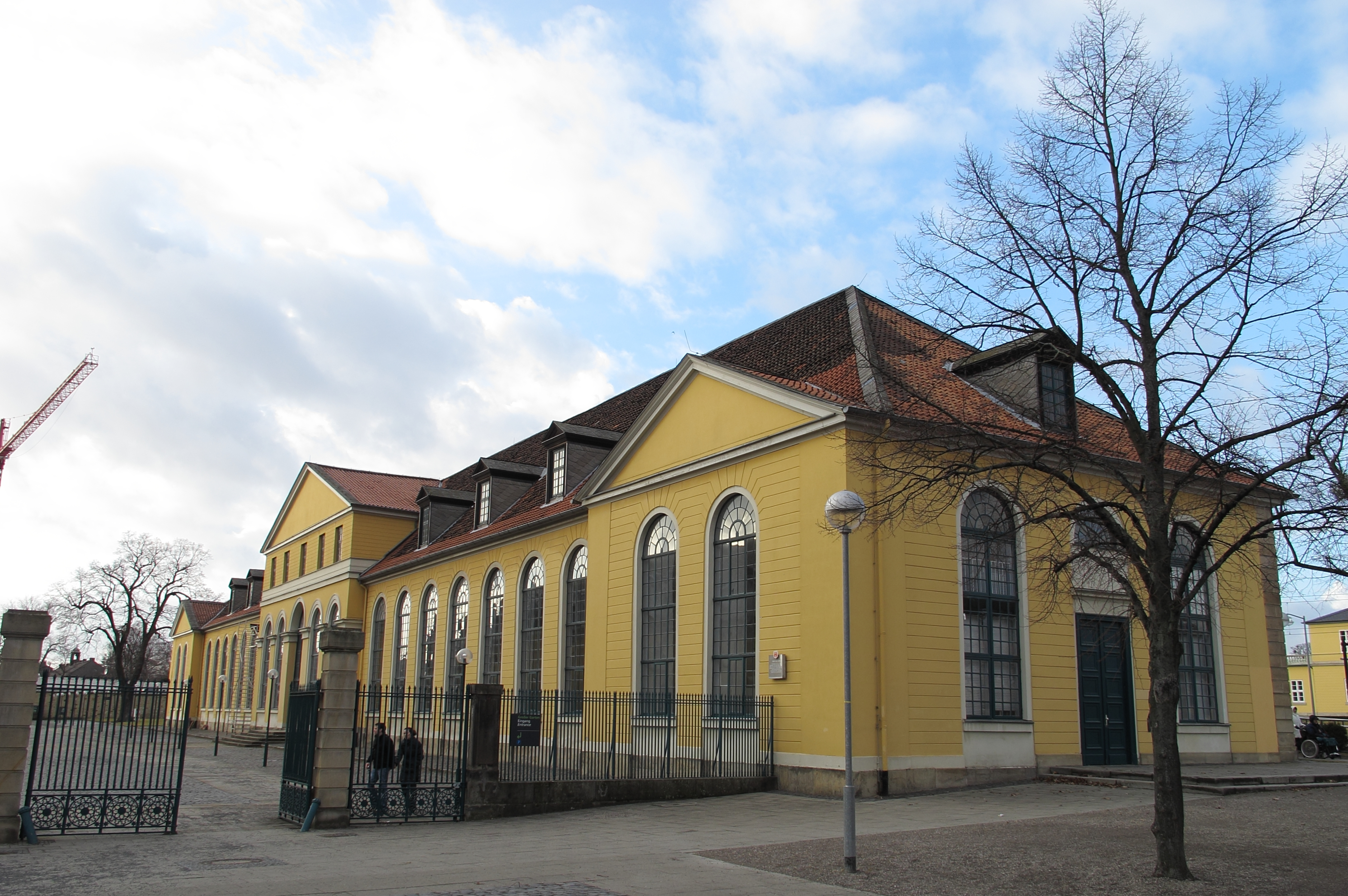
L'orangerie da sudovest
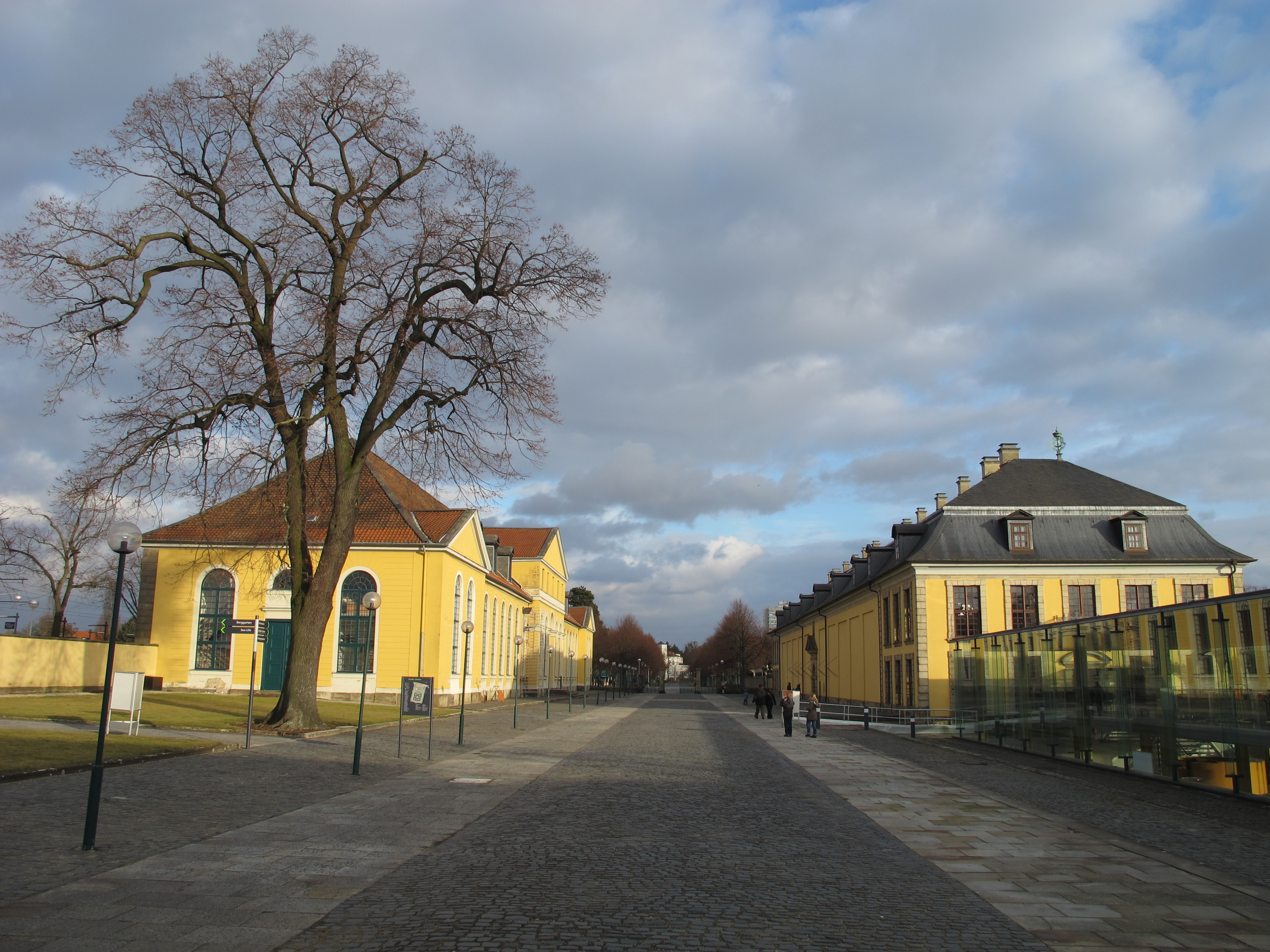
L'orangerie (a sinistra) e la Galleria con il foyer moderno di Arne Jacobsen (a destra); veduta da ovest

### IlWelfenschloss
Al limitare del Grosser Garten, nel 1717, venne costruito il castello di Monbrillant. Il castello venne smontato nel 1857 e ricostruito a Georgsmarienhütte per lasciare posto alla costruzione del castello di Welfenschloss, inteso come nuova residenza regale dell'Hannover. Con l'annessione dell'Hannover da parte della Prussia il castello venne abbandonato e dal 1879 divenne la sede del Politecnico, oggi Università di Hannover.